# Lennestadt
Lennestadt ist eine mittlere kreisangehörige Stadt des Kreises Olpe im Sauerland. Sie wurde am 1. Juli 1969 im Rahmen der kommunalen Neugliederung gegründet und trat damit die Rechtsnachfolge des aufgelösten Amtes Bilstein an. Die zweitbevölkerungsreichste Gemeinde des Kreises umfasst insgesamt 43 Ortsteile.
Erste Besiedlungsspuren der Region reichen bis in die Frühlatènezeit zurück. Nach Eröffnung der ersten Eisenbahnstrecke im Jahre 1861 erfuhr sie einen durchgreifenden Strukturwandel. Das metallverarbeitende Gewerbe konnte sich im Gebiet der heutigen Stadt Lennestadt etablieren und auch der Bergbau profitierte von der Bahnlinie. Im produzierenden Gewerbe arbeiten noch über 50 % der Beschäftigten. Eine große wirtschaftliche Bedeutung hat auch der Tourismus.

## Geographie

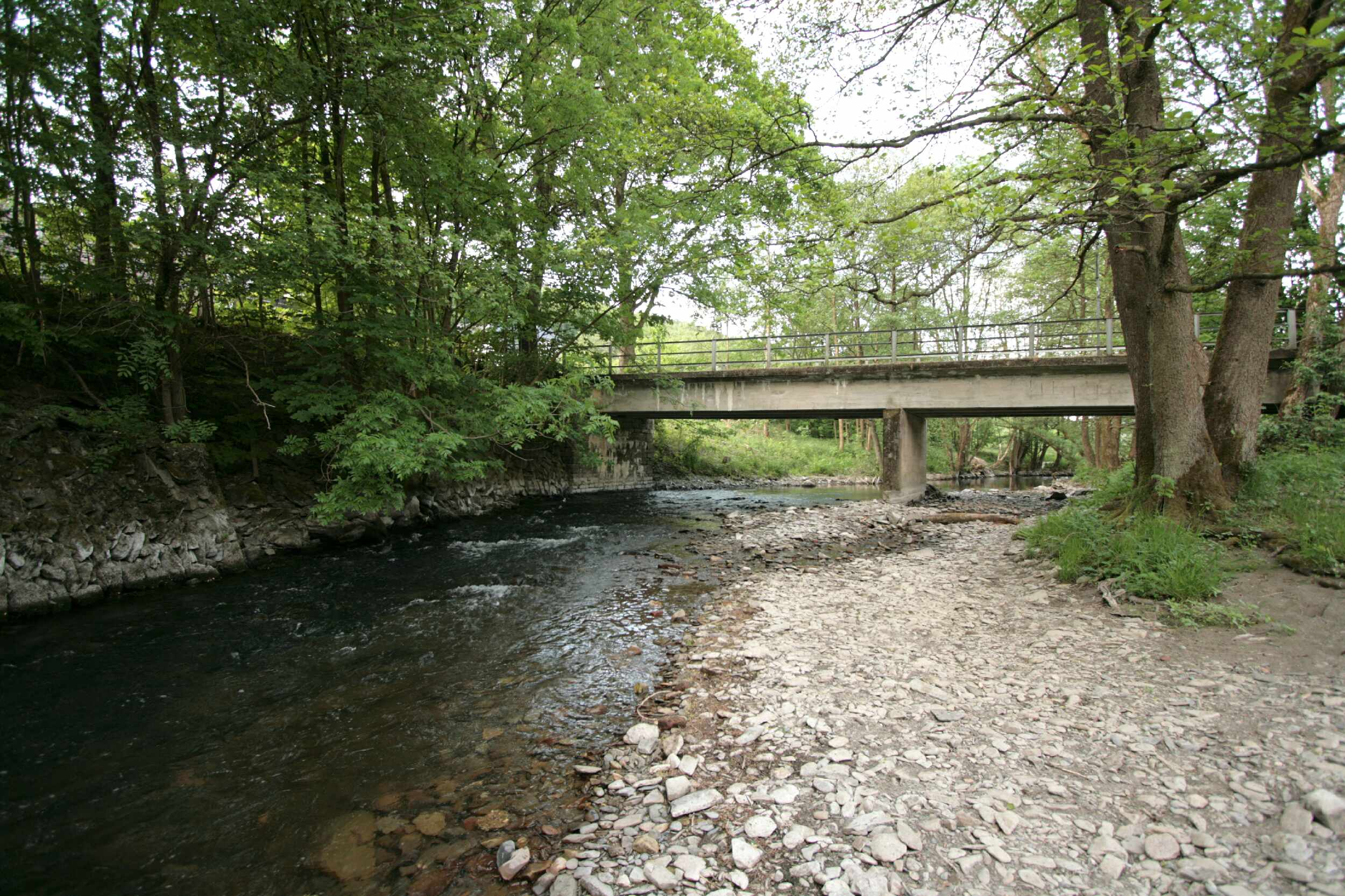
Lenne in Lennestadt-Gleierbrück

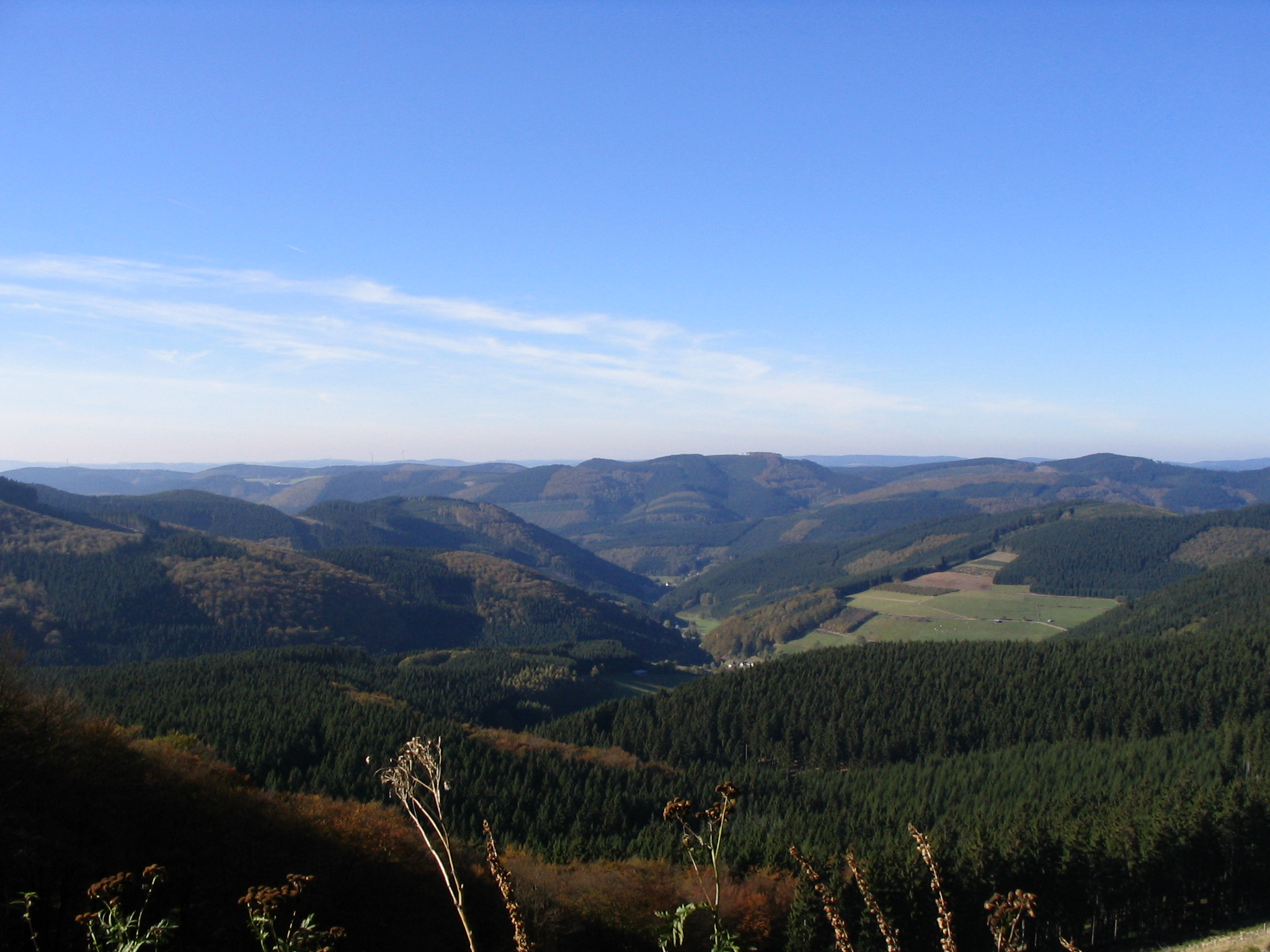
Blick vom höchsten Berg von Lennestadt, dem Härdler (756 m), nach Norden

Lennestadt liegt inmitten des Naturparks Sauerland-Rothaargebirge und wird von der Lenne, einem Nebenfluss der Ruhr, von Osten nach Nordwesten durchflossen. Neben der Hundem, die im Stadtteil Altenhundem von links in die Lenne mündet, sind Elspebach und Veischede weitere größere Zuflüsse, die in Grevenbrück in die Lenne münden. Während der Nordosten Lennestadts vom Einzugsgebiet des Elspebachs eingenommen wird, wird der Westen vom Einzugsgebiet der Veischede eingenommen. Einsiedelei und Altenhundem sind die einzigen Ortsteile Lennestadts, die zum Einzugsgebiet der Hundem gehören.
Das Gebiet Lennestadts liegt zwischen 51° 03′ und 51° 12′ nördlicher Breite sowie zwischen 7° 58′ und 8° 15′ östlicher Länge. Die größte Ausdehnung in Nordost-Südwestrichtung beträgt etwa 19 km, in Ostwestrichtung etwa 20 km.
Der höchste Punkt ist der Härdler bei Milchenbach mit 756 Meter über NHN, der niedrigste mit 239 Meter die Lenne an der Grenze zur Nachbargemeinde Finnentrop.

### Nachbargemeinden
Lennestadt grenzt im Norden an die Gemeinden Finnentrop sowie Eslohe (Hochsauerlandkreis), im Osten an die Städte Schmallenberg (Hochsauerlandkreis) und Bad Berleburg (Kreis Siegen-Wittgenstein), im Süden an die Gemeinde Kirchhundem und im Westen an die Städte Olpe und Attendorn.

### Flächennutzung

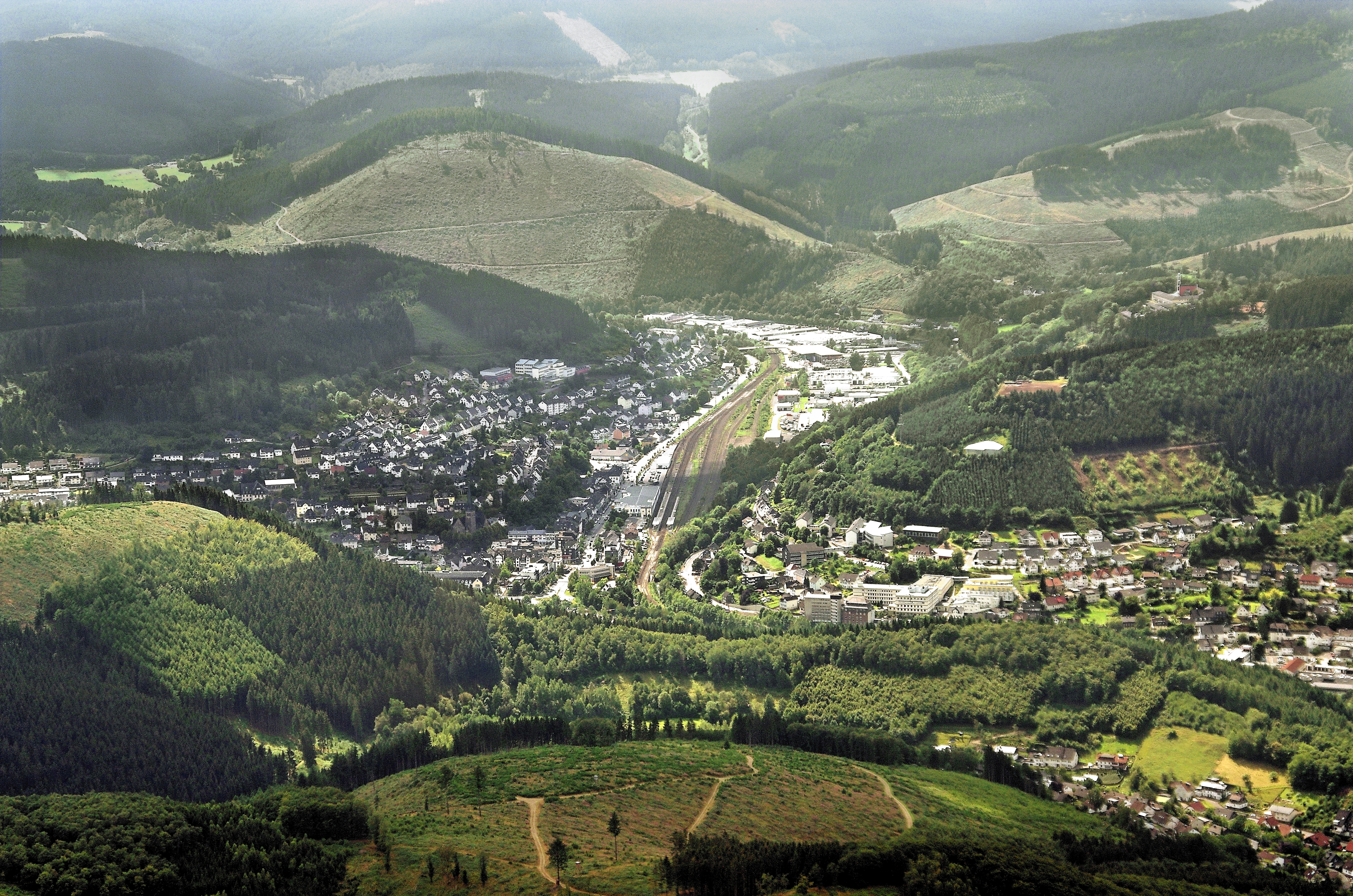
Blick auf Altenhundem, den größten Ortsteil von Lennestadt

Das Stadtgebiet von Lennestadt hat Ende 2019 eine Fläche von 135,59 km². Der Anteil des Waldes beträgt 65,3 %. 19,5 % werden landwirtschaftlich genutzt. Der Rest verteilt sich auf Verkehrsflächen (6,5 %), Gebäudeflächen einschließlich der zugehörigen Frei- und Betriebsflächen (5,5 %), Sport- und Erholungsflächen (0,8 %) sowie 2,4 % nicht näher bestimmte Flächen. Nicht ungewöhnlich im Sauerland ist der hohe Anteil der Waldfläche im Gebiet der Stadt Lennestadt.
| Nutzungsanteile der Stadtgebietsfläche | Nutzungsanteile der Stadtgebietsfläche | Nutzungsanteile der Stadtgebietsfläche | Nutzungsanteile der Stadtgebietsfläche | Nutzungsanteile der Stadtgebietsfläche |
| -------------------------------------- | -------------------------------------- | -------------------------------------- | -------------------------------------- | -------------------------------------- |
|                                        |                                        |                                        |                                        |                                        |
| Landwirtschaft                         | Landwirtschaft                         |                                        | 26,41 km²                              | 26,41 km²                              |
| Wald                                   | Wald                                   |                                        | 88,57 km²                              | 88,57 km²                              |
| Gebäude- und Freifläche                | Gebäude- und Freifläche                |                                        | 7,46 km²                               | 7,46 km²                               |
| Verkehr                                | Verkehr                                |                                        | 8,75 km²                               | 8,75 km²                               |
| Sport und Erholung                     | Sport und Erholung                     |                                        | 1,08 km²                               | 1,08 km²                               |
| Sonstige Nutzung                       | Sonstige Nutzung                       |                                        | 3,32 km²                               | 3,32 km²                               |
|                                        |                                        |                                        |                                        |                                        |

### Geologie
Das Sauerland und damit auch das Gebiet der Stadt Lennestadt sind Teil des Rheinischen Schiefergebirges. Die meisten, im Gemeindegebiet anzutreffenden Gesteine entstanden vor 400 bis 335 Millionen Jahren während des Unterdevons bis Unterkarbons, als das ganze Gebiet von einem flachen Meer bedeckt war. Die am häufigsten verbreiteten Gesteine sind Tonschiefer, kalkhaltige Schluffsteine, feinkörnige Sandsteine, Grauwacken und vorwiegend verkieselte Kalk- und Tonsteine. Während der Sedimentation der paläozoischen Gesteine sind hydrothermale Erzlösungen in die Sedimente eingedrungen und führten zur Bildung von schichtgebundenen Blei-Zink-Erzlagerstätten vom SEDEX-Typ, wie sie in Meggen und Halberbracht abgebaut wurden. Im Oberkarbon, vor etwa 350 bis 300 Millionen Jahren, wurde das Gebiet von der variszischen Gebirgsbildung erfasst. Dabei wurden die ehemals horizontal abgelagerten Gesteinsschichten gefaltet und zum Teil überschoben. Ein Großteil der Ablagerungen des Gemeindegebietes bildet heute strukturgeologisch betrachtet, die Meggener Mulde.
In der Folgezeit wurde das variszische Gebirge zunehmend zu einer Rumpffläche eingeebnet.
Die Hügel des Sauerlandes entstanden durch die Hebung des Rheinischen Schiefergebirges vor allem in Tertiär und Quartär, dem jüngsten Zeitalter der Erdgeschichte, das vor ca. 2,6 Millionen Jahren begann und bis zur Jetztzeit reicht. Die Bäche der neu entstandenen Landschaft gruben sich tief in das Gebirge ein (siehe auch Sauerland). Beispielhaft kann man dies am Lauf der Lenne erkennen, an deren Hängen sich Terrassenebenen bildeten.
Zahlreiche Höhlen konnten sich im Massenkalk des Oberen Mitteldevon bilden, so etwa im Gebiet der Ortsteile Sporke und Hespecke. In Sporke wird derzeit die Monarchen-Höhle renaturiert.
Im Ortsteil Meggen wurde 2011 ein handtellergroßes Fossil einer Muschel entdeckt. Nach Begutachtung durch das LWL-Museum für Naturkunde handelt es sich um einen etwa 400 Millionen Jahre alten sogenannten Skulptursteinkern aus der Devonzeit. Das Fossil wurde am 22. November 2011 aus dem Umgebungsgestein herausgelöst und für weitere Analysen in das LWL-Museum gebracht.

### Stadtgliederung

Ortsteile von Lennestadt

Die Stadt Lennestadt hat 43 Ortsteile und entstand durch die kommunale Gebietsreform des Kreises Olpe am 1. Juli 1969 aus den bisher selbstständigen Gemeinden Elspe, Grevenbrück, Kirchveischede, Oedingen, Saalhausen sowie Altenhundem aus der Gemeinde Kirchhundem. Durch die Gebietsreform 1975 kam Milchenbach aus der Gemeinde Lenne dazu. Bei beiden Gebietsreformen wurden Gemeindegrenzen geändert und einzelne Orte Nachbargemeinden zugeteilt.
Die Neugliederung war insbesondere deshalb notwendig geworden, weil die Strukturen einzelner Gemeinden nicht mehr mit dem starken Wachstum der Wirtschaft und der Unternehmen in Einklang zu bringen waren. Auch waren durch weitere Besiedlungen einige Orte bereits nahe aneinander gerückt. In schwierigen politischen Prozessen wurde Altenhundem als Zentralort und Schwerpunkt der städtebaulichen Entwicklungsplanung bestimmt.
Trotz der Zentralisierung von Verwaltungseinrichtungen konnten die alten Orte ihre Eigenständigkeit bewahren, wozu besondere Ortsentwicklungspläne beitrugen.
Zum Stadtgebiet Lennestadt gehören folgende Ortschaften:
| - Altenhundem - Altenvalbert - Bilstein - Bonzel - Bonzelerhammer - Brenschede - Bruchhausen - Burbecke - Einsiedelei - Elspe - Elsperhusen | - Ernestus - Germaniahütte - Gleierbrück - Grevenbrück - Hachen - Halberbracht - Haus Hilmecke - Haus Valbert - Hengstebeck - Hespecke - Kickenbach | - Kirchveischede - Langenei - Maumke - Meggen - Melbecke - Milchenbach - Neukamp - Oberelspe - Obermelbecke - Obervalbert - Oedingen | - Oedingerberg (früher Berge) - Oedingermühle - Saalhausen - Schmellenberg - Sporke - Stöppel - Störmecke - Theten - Trockenbrück - Weißenstein |

### Klima
|                       | Jan | Feb | Mär | Apr | Mai | Jun | Jul | Aug | Sep | Okt | Nov | Dez |   |      |
| Mittl. Tagesmax. (°C) | 2   | 3   | 8   | 13  | 17  | 20  | 22  | 22  | 17  | 12  | 6   | 3   | ⌀ | 12,1 |
| Mittl. Tagesmin. (°C) | −3  | −3  | 0   | 4   | 8   | 10  | 13  | 13  | 9   | 6   | 2   | −2  | ⌀ | 4,8  |
|                       |     |     |     |     |     |     |     |     |     |     |     |     |   |      |
| Niederschlag (mm)     | 71  | 61  | 59  | 45  | 62  | 75  | 99  | 84  | 69  | 59  | 66  | 78  | Σ | 828  |
|                       |     |     |     |     |     |     |     |     |     |     |     |     |   |      |
| Sonnenstunden (h/d)   | 1   | 3   | 3   | 5   | 6   | 6   | 6   | 6   | 5   | 4   | 2   | 1   | ⌀ | 4    |

| −3 |

| −3 |

| 0 |

| 4 |

| 8 |

| 10 |

| 13 |

| 13 |

| 9 |

| 6 |

| 2 |

| −2 |

| −3 |

| −3 |

| 0 |

| 4 |

| 8 |

| 10 |

| 13 |

| 13 |

| 9 |

| 6 |

| 2 |

| −2 |

| N i e d e r s c h l a g | 71  | 61  | 59  | 45  | 62  | 75  | 99  | 84  | 69  | 59  | 66  | 78  |
|                         | Jan | Feb | Mär | Apr | Mai | Jun | Jul | Aug | Sep | Okt | Nov | Dez |

Das Gebiet der Stadt Lennestadt liegt in der gemäßigten Klimazone. An einzelnen Tagen werden im Hochsommer jedoch Temperaturen von deutlich über 30 °C gemessen, während sie im Winter gelegentlich bis auf etwa −20 °C sinken können.

## Geschichte
Siehe auch: Jeweilige Artikel der 43 Ortsteile.

### Frühzeit und Mittelalter

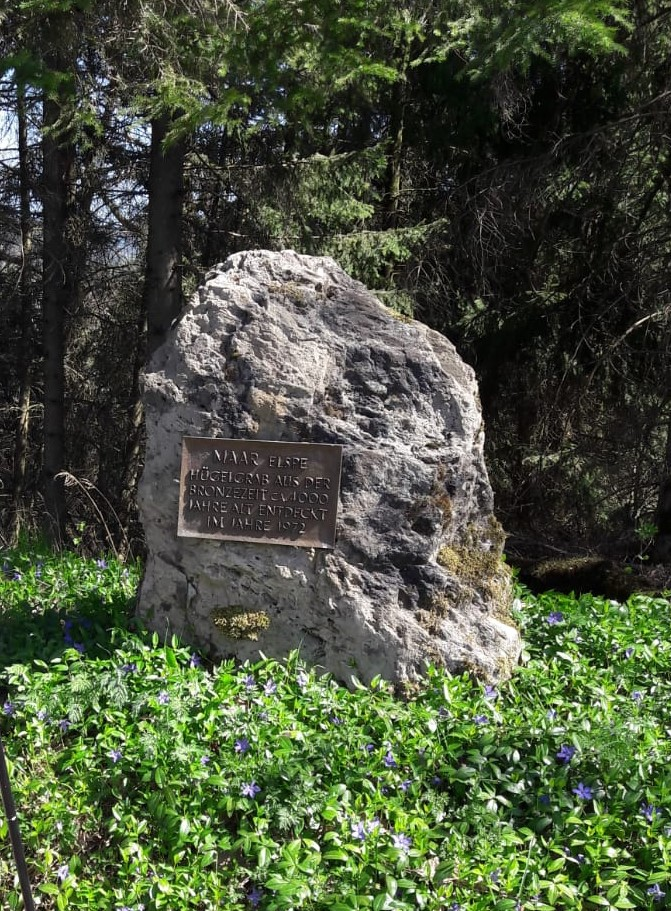
Hügelgrab Elspe Am Maar (Alter ca. 4000 Jahre)

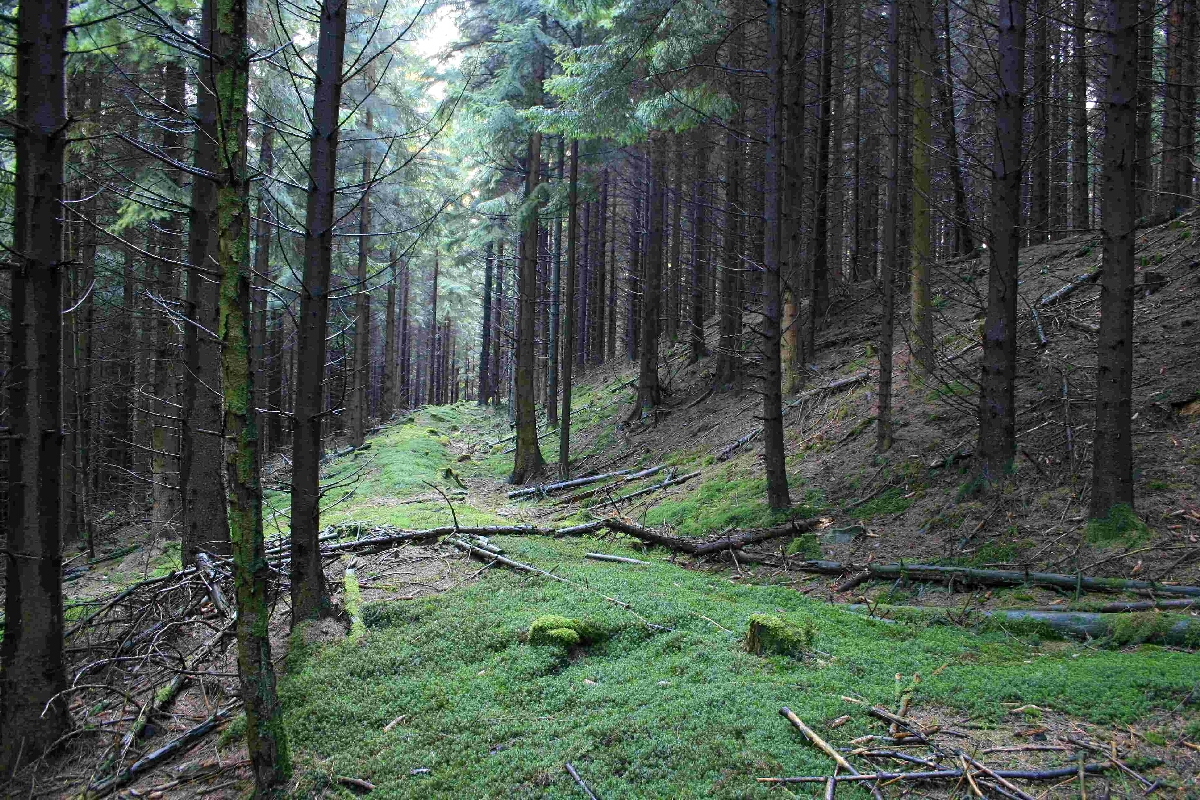
Wallanlage auf dem Hofkühl

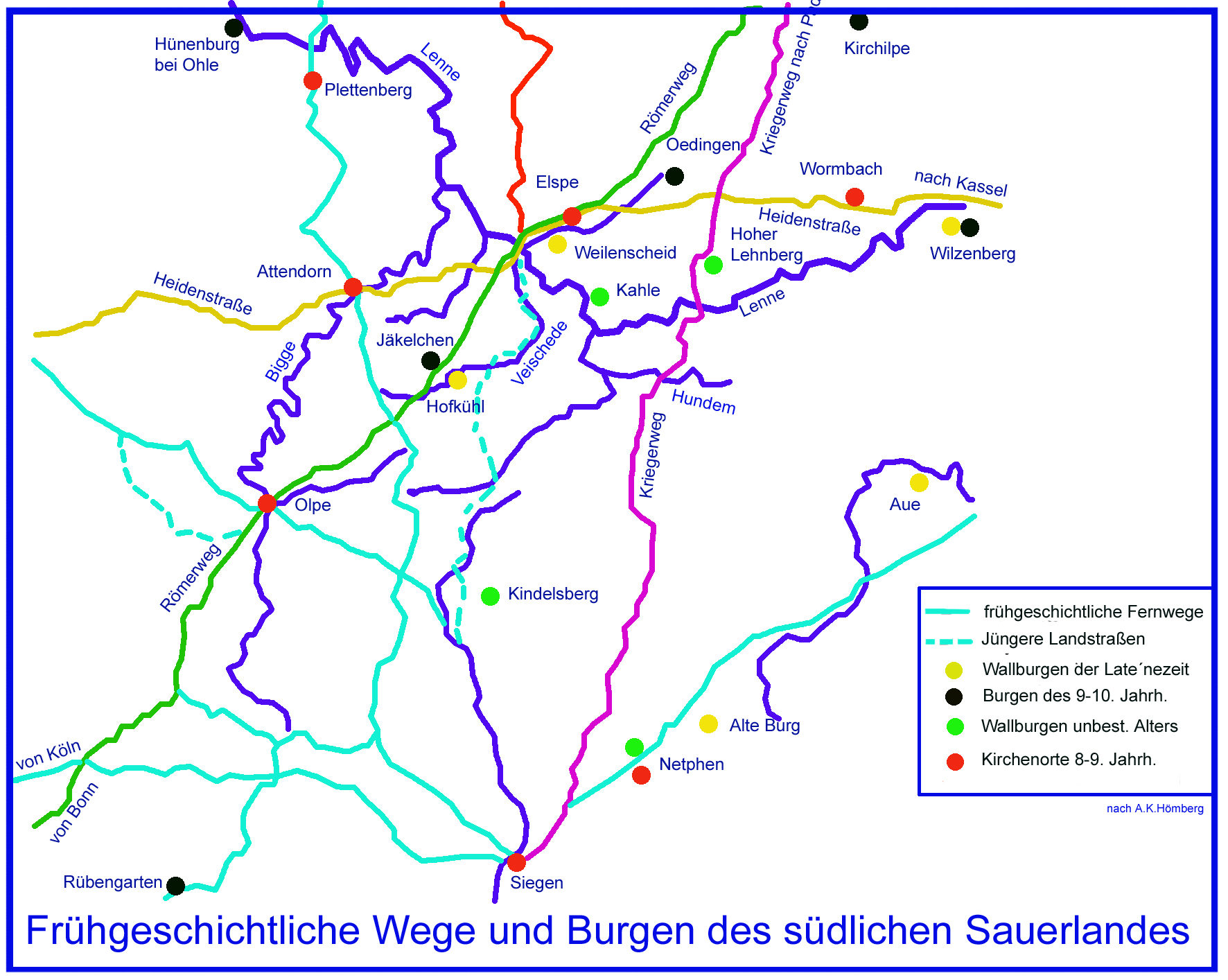
Frühgeschichtliche Wege und Burgen im südlichen Sauerland; der Römerweg ist grün dargestellt

Über einen viel beachteten archäologischen Fund im Bereich der Lenne, nahe dem Ortsteil Trockenbrück berichtet die örtliche Presse im Juli 2016. Es handelt sich um einen Steinkern (wissenschaftliche Bezeichnung Levalloiskern), von dem Steinsplitter zur Herstellung von Werkzeugen (Waffenspitzen u. a.) abgeschlagen wurden. Der Fund wird von Experten des Landschaftsverbandes Westfalen-Lippe in die letzte Eiszeit (etwa vor 80 bis 40.000 Jahren) datiert. Da diese Art der Steinbearbeitung von den damals lebenden Neandertalern bekannt ist, dient der Fund als erster Nachweis für den Aufenthalt dieser Urmenschen auch im Raum Lennestadt und darüber hinaus im Kreis Olpe/Südsauerland.
Anhaltspunkte für Niederlassungen von Sammlern und Jägern ergeben sich für die Zeit zwischen Jungsteinzeit und früher Bronzezeit. Im Frühjahr 1972 entdeckte der Schriftsteller und Beauftragte des Landesdenkmalamtes Münster Hannes Tuch im Naturschutzgebiet Melbecke und Rübenkamp ein Hügelgrab, dessen Alter gemäß einer Hinweistafel auf etwa 4000 Jahre geschätzt wird. Weitere Funde dieser Art befinden sich in der Nähe von Hespecke und nahe Elspe (Gebiet Auf dem Maar). Die Gräber sind zwar nicht archäologisch untersucht worden, jedoch wird ihre Eigenschaft als Hügelgräber für sicher gehalten.
Nachhaltige Spuren einer Besiedlung des heutigen Stadtgebietes in den Wallburgen auf dem Hofkühl bei Kirchveischede und dem Weilenscheid bei Elspe reichen bis ins 5. Jahrhundert v. Chr., in die Frühlatènezeit, zurück. Die Wallburg auf dem Weilenscheid hat im Oval eine Länge von 225 und eine Breite von 75 Metern. Funde wie Fibeln für Trachten und Armringfragmente lassen sich dem Zeitraum von etwa 480 bis 320 v. Chr. zuordnen. Bei einem seltenen Fund auf dem Bergrücken des Weilenscheid handelt es sich um ein Fragment eines Hohlbuckelringes mit plastischer Verzierung in Spiralform auf dem Buckel.
Die Wallanlage Hofkühl ist rund 80 Meter lang und 60 Meter breit. Eine genauere Zeitzuordnung innerhalb der Latènezeit ist nicht möglich.
Hinweise auf eine frühe Besiedlung ergeben sich auch aus neueren Grabungen am Oedingerberg. Funde erhärten die Annahme, dass dort vor der Existenz des Klosters Oedingen eine fränkische Burg stand. Ein gefundener karolingischer Schwertgurtbeschlag datiert in das erste Drittel des 9. Jahrhunderts (800 bis 835).
Für Elspe und Oedingen gibt es die ältesten schriftlichen Belege des Stadtgebiets. Die Orte wurden erstmals im Jahre 1000 in einer Urkunde erwähnt, die Kaiser Otto III. zur Bestätigung der Gründung des Klosters Oedingen ausstellen ließ. Für die folgenden Jahrhunderte gibt es Nachweise vor allem aus Bilstein, Amt Bilstein und der Burg Bilstein.
Durch das Stadtgebiet führten die frühgeschichtlichen Fernstraßen Römerweg und Heidenstraße. Der Römerweg von Bonn bis zu den Briloner Hochebenen streifte die Ortsteile Bilstein, Grevenbrück, Trockenbrück, Elspe, Oberelspe und Oedingen. Die Heidenstraße erstreckte sich von Leipzig bis Bonn und verlief im Raum Grevenbrück/Elspe auf der gleichen Trasse. Zu den Verläufen siehe auch Streckenverlauf der Heidenstraße.

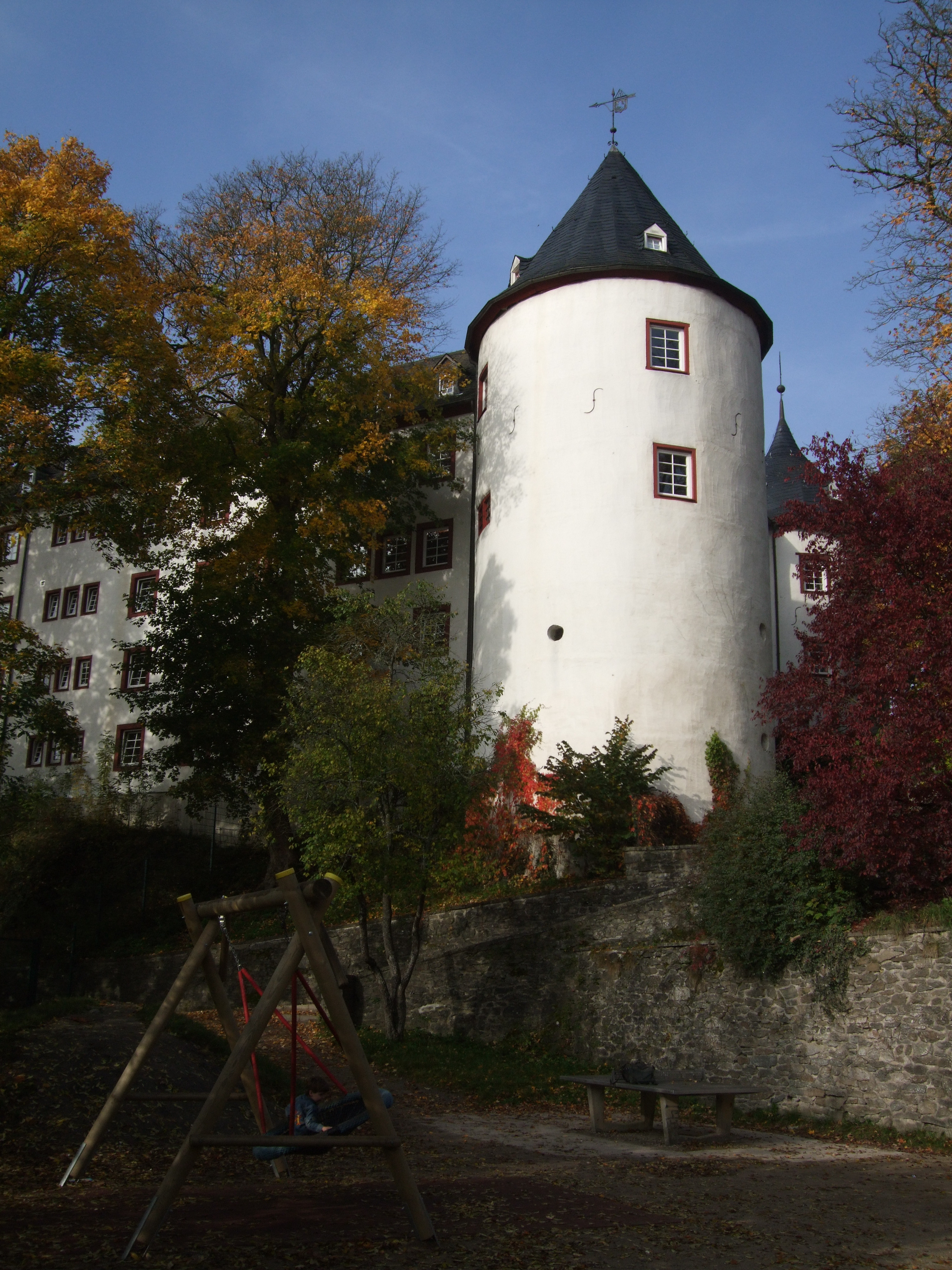
Burg Bilstein

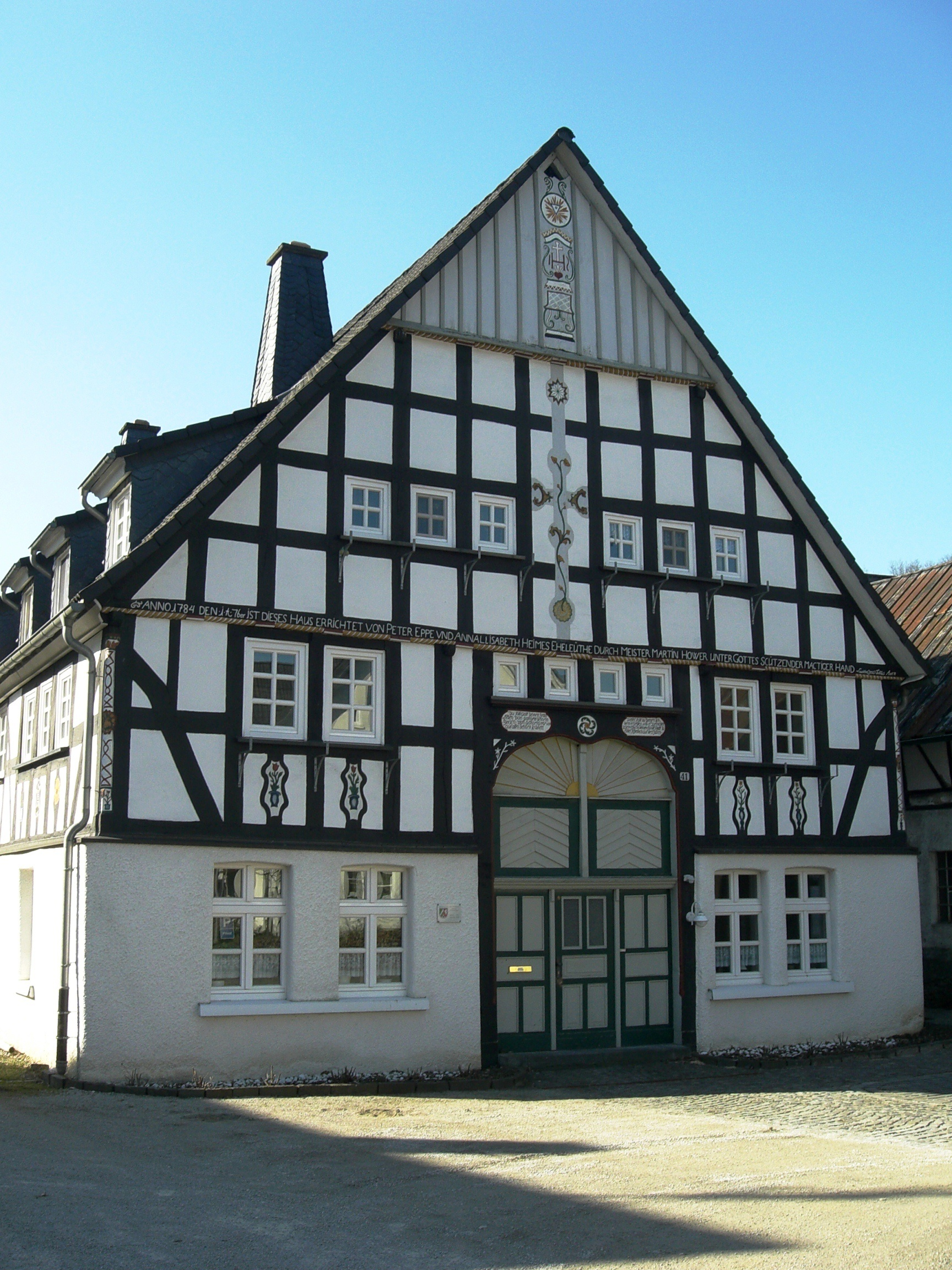
1784 erbautes Hofhaus in Kirchveischede

Personenwagen der Veischedetalbahn

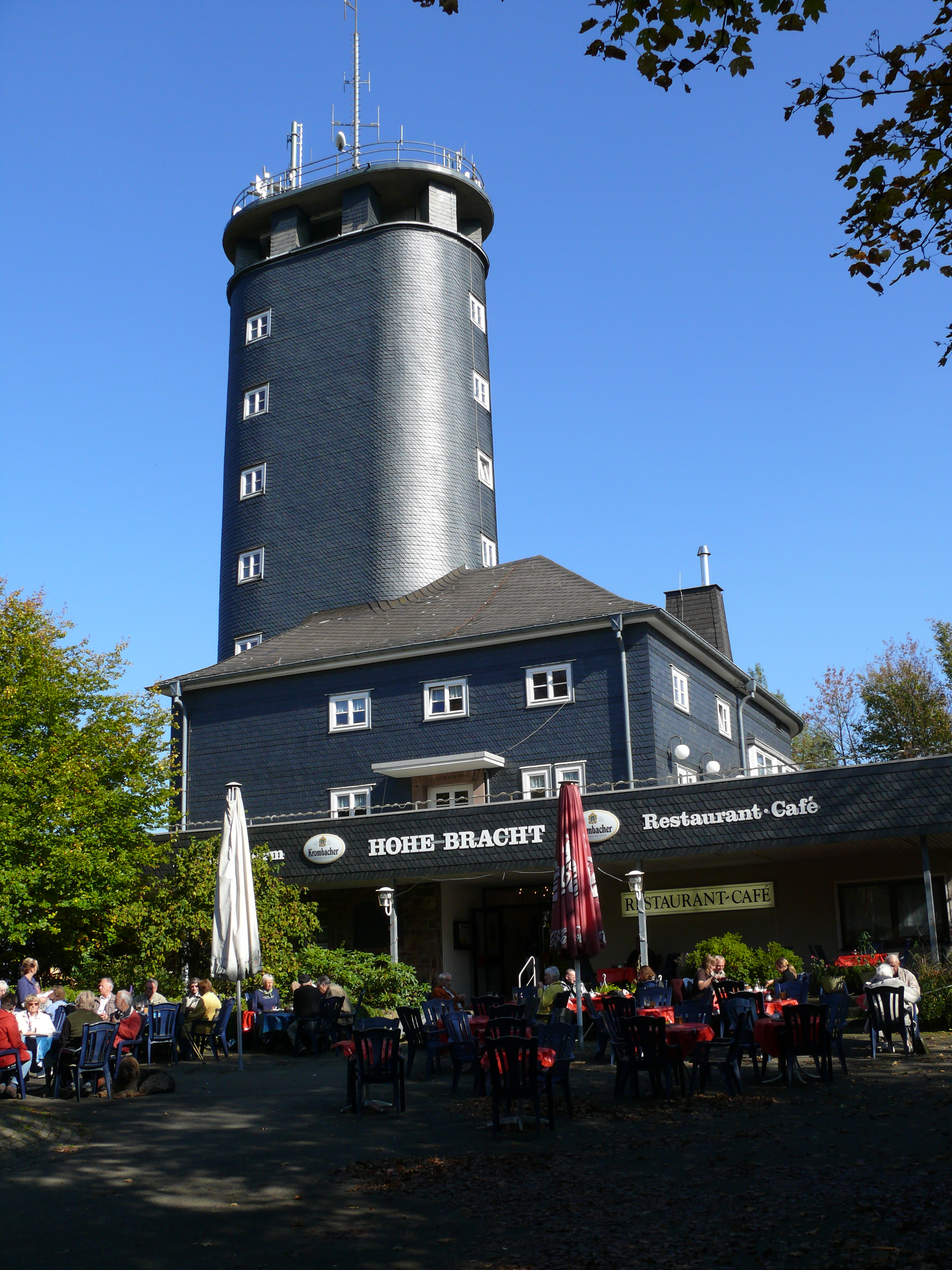
Aussichtsturm auf der Hohen Bracht

Im 12. Jahrhundert wurde die Burg Förde, auch als Peperburg bezeichnet, Sitz der Edelherren von Gevore. Sie waren Inhaber der Grafengewalt im Gebiet des heutigen Südsauerlandes. Zwischen 1220 und 1225 verlagerten sie ihren Sitz auf die über dem Veischedetal errichtete Burg Bilstein. Sie nannten sich fortan Edelherren von Bilstein. 1365 ging nach dem Tod des letzten kinderlosen Edelherren von Bilstein die Herrschaft auf den Grafen von der Mark über.

### Neuzeit
1445 eroberte der Erzbischof von Köln die Burg und gliederte sie gemeinsam mit dem Amt Bilstein dem Herzogtum Westfalen an, das bis zur Okkupation durch die Landgrafschaft Hessen-Darmstadt 1802 durch Personalunion mit dem Kurfürstentum Köln verbunden war, diese Eroberung wurde 1803 durch den Reichsdeputationshauptschluss legitimiert. Bis zum Jahr 1555 kam es in der kurkölnischen Zeit zu einem häufigen Wechsel im Drostenamt, dessen jeweiliger Inhaber für den Landesherrn die Regierungsaufgaben wahrnahm. Dies liegt auch darin begründet, dass sich die Kurfürsten durch Ämterverpfändungen neue Geldquellen, beispielsweise zur Finanzierung von Kriegen, beschafften. Anfang 1556 fiel das Drostenamt an Friedrich von Fürstenberg und blieb beim Haus Fürstenberg (Linie Waterlappe-Herdringen) bis zum Jahr 1802.
Nach kurzer Zugehörigkeit zu Hessen-Darmstadt wurde Bilstein 1817 ein Jahr nach dem Übergang des Landes an Preußen Sitz des neu geschaffenen Kreises Bilstein. Schon im Jahr 1819 ging der Kreissitz aber aufgrund der verkehrstechnisch günstigeren Lage an Olpe. In diesem Kreis entstand in den Jahren 1843/44 das Amt Bilstein neu, zu dem damals die Gemeinden Kirchveischede, Rahrbach, Förde (heute Grevenbrück) und Elspe gehörten.
Der Ausbau der Verkehrsstraßen geschah im Raum der heutigen Stadt Lennestadt insbesondere in der ersten Hälfte des 19. Jahrhunderts. In den Jahren 1825 bis 1827 wurde die Koblenz-Mindener Chaussee (siehe auch Bundesstraße 55) in dem Abschnitt Olpe – Bilstein – Elspe als moderne Straße ausgebaut und am 1. Januar 1828 dem Verkehr übergeben. In den 1840er Jahren erfolgten der Ausbau der Lennetal-Straße von Altena über Grevenbrück, Altenhundem, Welschen Ennest bis Krombach und die Inbetriebnahme der Provinzialstraße von Altenhundem nach Schmallenberg.
In wirtschaftlicher Hinsicht war im Jahre 1861 die Eröffnung der ersten Eisenbahnstrecke im Sauerland, der Ruhr-Sieg-Strecke von Hagen über Altenhundem nach Siegen, von besonderer Bedeutung. 1887 folgte die Eröffnung der Nebenbahn lenneaufwärts nach Schmallenberg, 1914 der Strecke nach Erndtebrück. Altenhundem war damit zu einem bedeutenden Bahnknotenpunkt geworden.
Die Gemeinde Kirchveischede drängte frühzeitig auf eine Anbindung an die sechs Kilometer entfernte Bahnstation Grevenbrück. Dies geschah durch die erste gleislose, elektrisch betriebene Personenbahn zwischen Grevenbrück, Bilstein und Kirchveischede, bekannt als Veischedetalbahn, in den Jahren 1904 bis 1916. Die kutschenartigen Motorwagen und die zwei bis drei Anhänger verfügten über je 14 Sitz- und Stehplätze. Der Motor des Triebwagens war über spezielle Stromabnehmerstangen mit der elektrischen Oberleitung verbunden und ermöglichte eine Reisegeschwindigkeit von 18 km/h. Bedingt durch die Kriegswirren und den Mangel an Material wurde der Betrieb im Jahr 1916 eingestellt. Im Jahr 1921 wurde eine Kraftpostlinie für den Personenverkehr eingerichtet. Im Zeitraum von 1903 bis 1908 bedienten sich auch die 1902 gegründeten Grevenbrücker Kalkwerke einer elektrisch betriebenen, gleislosen Transportbahn. Sie führte vom Steinbruch (Ortsausgang Richtung Finnentrop) über die Lennebrücke (dort gemeinsame Trasse mit der Veischedetalbahn) zum Bahnhof Grevenbrück. Ende 1908 wurde die Umrüstung der gleislosen Transportbahn auf Schienenverkehr angeordnet.
Vom 16. bis zum 18. Jahrhundert etablierte sich neben der Landwirtschaft der Handel mit Erz, Eisenerzeugnissen und Holzkohle. Entlang der Lenne gab es um 1800 zwischen Saalhausen und Maumke sieben Hammerwerke, dazu zwei an der Veischede und eines bei Altenhundem. Bekannt aus dieser Zeit sind insbesondere der Maumker Hammer und der Kickenbacher Hammer. Im Jahre 1912 wurde der Obergraben des ehemaligen Kickenbacher Hammers in eine Generatorenanlage zur Stromerzeugung umfunktioniert.
Mit der Eröffnung der Bahnlinien entwickelte sich in Halberbracht, Meggen und Maumke der Bergbau, der allerdings 1992 wieder aufgegeben wurde.
Stabilisierend für die Beschäftigungsmöglichkeiten wirkte sich aus, dass im Rahmen des Strukturwandels in anderen Ortsteilen von Lennestadt eine Anzahl mittelständischer Betriebe der Elektrotechnik und Metallbe- und -verarbeitung entstanden waren.
Im Zuge des Baus der Bahnlinien und der Entwicklung des Bergbaus bzw. der Industrie siedelten sich verstärkt auch evangelische Christen im Raum Lennestadt an, so dass im Jahr 1867 in Altenhundem mit dem Bau der evangelischen Kirche begonnen wurde.
Die Zuwanderungen, aber auch die Belange der Unternehmen und der Facharbeiter erforderten einen Ausbau des Schulwesens. In den Jahren 1888 und 1911 wurden in Förde (heute Grevenbrück) und Altenhundem Rektoratschulen eingerichtet, die allerdings erst ab 1925 bzw. 1921 auch Mädchen aufnahmen. Diese Schulform bereitete auf den Besuch des Gymnasiums (seinerzeit in Olpe bzw. Attendorn), einen kaufmännischen Beruf oder eine Tätigkeit in der Verwaltung vor. Mädchen konnten ab 1901 in der Ländlichen Haushaltungsschule in Elspe Hauswirtschaft erlernen.
Für den Tourismus im Raum Lennestadt war die Errichtung des Aussichtsturms auf der Hohen Bracht in den Jahren 1929/30 von großer Bedeutung. Die Eröffnungsfeier am 12. Oktober 1930 war die erste Außenübertragung des Westdeutschen Rundfunks. Die Hohe Bracht ist das Ziel vieler Wanderer und wegen ihrer Höhenlage auch für den Wintersport geeignet.
Neben der Errichtung des Aussichtsturms zählten auch der Bau der Zufahrtsstraße zur Hohen Bracht und der Verbindungsstraße Bilstein – Altenhundem zu den wichtigen Beschäftigungsmaßnahmen in der wirtschaftlichen Notzeit 1926 bis 1928. Eine denkmalgeschützte rechteckige Stele aus Sandstein an der Hohe-Bracht-Straße in Bilstein erinnert daran (siehe auch Liste der Baudenkmäler in Lennestadt Denkmal Nr. 9).

### Zeit des Nationalsozialismus
Bemerkenswert ist, dass die NSDAP bei der Reichstagswahl am 5. März 1933 im Kreis Olpe mit 14,3 % der Stimmen den niedrigsten Wert im Deutschen Reich (43,9 %) erhielt. Weitaus stärkste Kraft blieb die Zentrumspartei mit einem Stimmenanteil von 69,1 %, (siehe auch Sauerland#Nationalsozialismus und Zweiter Weltkrieg). Dieses Ergebnis ist ein besonders eindrucksvolles Beispiel für das Wahlverhalten in vielen katholisch geprägten Gebieten.
Nach der Machtergreifung Ende Januar 1933 nahmen die Nationalsozialisten sofort massiv Einfluss auf das öffentliche Leben. Im Rahmen von Gleichschaltungsmaßnahmen wurde im Jahr 1934 ein Parteigenosse aus Altenhundem zum Leiter der Kreisbeamtenschaft berufen. Im gleichen Jahr wurden zwei angesehene Angehörige des Zentrums, der Landrat Wening und der Arbeitsamtsdirektor Schrage, abgelöst und durch Parteimitglieder ersetzt. Die Geschäftsstelle des Volksvereins für das katholische Deutschland und des Volksverlags GmbH in Altenhundem wurden geschlossen. Damit war das wichtigste lokale Instrument katholischer Arbeiter- und Volksbildung nicht mehr funktionsfähig. In Altenhundem kam es zur Umbenennung zweier Straßen: Die Straße Am Wimberg hieß während der NS-Zeit Horst-Wessel-Straße und die Hundemstraße Adolf-Hitler-Straße.
Der zu Lennestadt gehörende Ort Oedingen machte exemplarisch deutlich, wie stark die Nationalsozialisten das öffentliche Leben bestimmten. Zunächst drängten sie den Einfluss katholischer Vereine zurück, wandelten katholische Schulen in staatliche Einrichtungen um und verbannten das kirchliche Leben aus der Öffentlichkeit. In der Oedinger Pfarrchronik ist unter dem 1. Juli 1933 vermerkt, dass man den Pfarrämtern das Telefon gesperrt habe. Vier NSDAP-Funktionäre in Uniform erklärten den Jungmännerverein, die Deutsche Jugendkraft und den Volksverein für aufgelöst. Im Jahr 1934 wurde die Kirchengemeinde verpflichtet, das Jugendheim an die Hitlerjugend und den Bund Deutscher Mädel zu verpachten. Gegen den Willen vieler Oedinger wurde die katholische Bekenntnisschule zum 1. April 1943 aufgelöst und die staatliche Gemeinschaftsschule eingeführt.
1938 durften am Fronleichnamstag keine kirchlichen Farben mehr zum Schmücken verwendet und keine entsprechenden Fahnen und Wimpel präsentiert werden. Als besonders bedrückendes Zeichen des Kampfes gegen das Christentum empfanden viele Einwohner die im April 1942 einsetzende Beschlagnahme der meisten Kirchenglocken (siehe dazu Glockenfriedhof). Unter dem Vorwand der Kriegsereignisse zwangen die Nationalsozialisten die Kirchen auch, die eigentlich auf Donnerstage fallenden Festtage Himmelfahrt und Fronleichnam jeweils am folgenden Sonntag zu begehen und die Fronleichnamsprozession auf den Friedhof zu beschränken.
Obwohl die katholischen Festtage Heilige Drei Könige und Mariä Empfängnis offizielle Feiertage waren, ordneten die Machthaber an diesen Tagen den Schulbesuch an, dem sich aber viele Oedinger Eltern widersetzten: Am 6. Januar 1939 fehlten 60, ein Jahr darauf sogar 119 Schulkinder. Bestrafungen der Eltern erfolgten nicht bzw. wurden zurückgenommen; in einer größeren Gruppe war es also möglich, sich Anordnungen zu widersetzen. Ähnliche Formen der Nichtanpassung an das NS-Regime gab es auch in anderen Teilen des heutigen Stadtgebiets. Es zeigte sich, dass der nationalsozialistische Versuch, die Bindungskräfte des katholischen ländlichen Milieus zu zerstören und Familien, Schulen, Vereinswesen und Bildungsarbeit zu vereinnahmen, in der Umsetzung vor großen Schwierigkeiten stand. Die umfangreiche Studie von Arnold Klein lässt jedoch erkennen, dass weite Teile der Bevölkerung den lokalen NS-Größen Jahr für Jahr mehr das Heft des öffentlichen Handelns überließen.
Insgesamt 16 Mordopfer der nationalsozialistischen Diktatur sind in den Ortsteilen Altenhundem, Elspe, Grevenbrück, Bilstein und Altenvalbert zu beklagen. Zum Schicksal der Juden aus dem Gebiet der heutigen Lennestadt siehe den Abschnitt Juden.

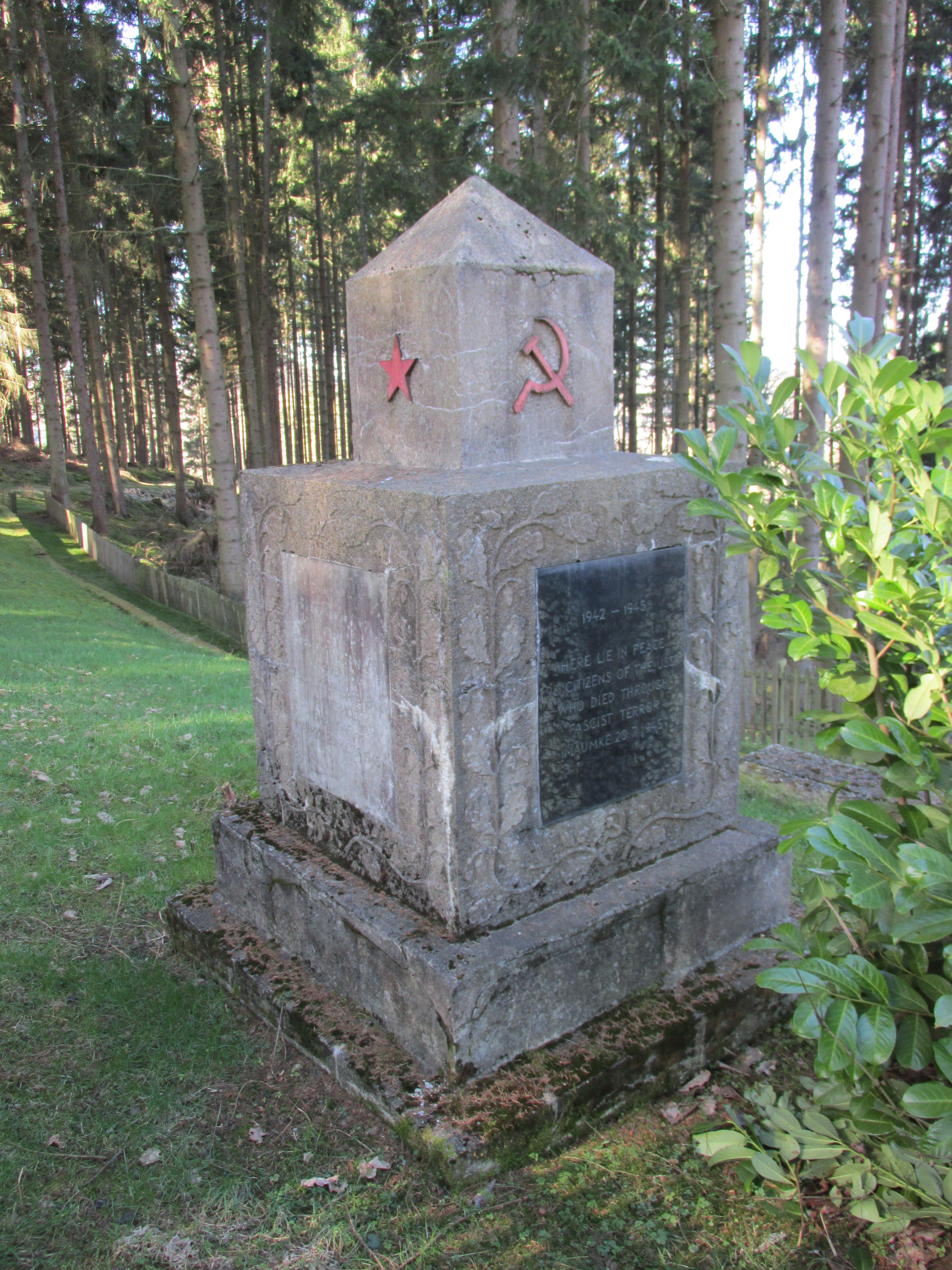
Gedenkstein auf dem Sowjetischen Ehrenfriedhof in Maumke

Zwangsarbeiter aus Osteuropa wurden insbesondere im Bergbau der Firma Sachtleben AG eingesetzt. Für die Zeit zwischen 1939 und 1945 sind für den Bereich der heutigen Stadt Lennestadt mehrere Zwangsarbeiter-Lager belegt: Altenhundem (Firma Tobüren 100 Personen, Bahnbetriebswerk 150 Personen), Elspe (Schützenhalle 70 Personen), Halberbracht (2 Lager der Firma Sachtleben AG 140 Personen), Meggen (Firma Sachtleben AG 1300 Personen, Lager Eickert 250 Personen), Maumke (Firma Sachtleben AG 1200 Personen), Grevenbrück (Schützenhalle 260 Personen) und Langenei (Fabrik Carlshütte 50 Personen). Die Zahl der Menschen, die an Unterernährung und Entkräftung starben, ist nicht bekannt. Gräber von Zwangsarbeitern befanden sich in Kirchveischede (13 Einzelgräber, 1 Massengrab), Elspe (48 Einzelgräber, 2 Massengräber) und Grevenbrück (109 Einzelgräber). Auf dem Friedhof des Ostarbeiter-Lagers in Maumke liegen 98 Zwangsarbeiter russischer Herkunft begraben. Im Museum der Stadt Lennestadt werden im Rahmen der Werkausstellung Schatten des Krieges – Kriegserfahrungen der Menschen in den Lennestädter Dörfern 1939–1945 Briefe von noch lebenden Zwangsarbeitern aus den Jahren 2000 und 2001 gezeigt, die von der Stadt Bescheinigungen über ihren damaligen Zwangseinsatz erbaten, um bei der Stiftung „Erinnerung, Verantwortung und Zukunft“ Entschädigungen zu erhalten.
Am 30. März 1945 befand sich für einen Tag General der Infanterie Gustav-Adolf von Zangen, Kommandeur der deutschen 15. Armee, mit seinem Stab in Altenhundem. Dort traf er sich mit Generalfeldmarschall Walter Model, dem Kommandeur der Heeresgruppe B. Zangen bekam dort den Oberbefehl über die Osthälfte des sich gerade schließenden Ruhrkessels. Das Stadtgebiet von Lennestadt war ab dem 1. April 1945 Teil des von alliierten Truppen eingeschlossenen Ruhrkessels. Truppen der US-Army besetzten zwischen dem 9. und 12. April das Stadtgebiet. Nach einer Dokumentation der Werkausstellung Schatten des Krieges fanden 1945 bei Kampfhandlungen im Gebiet der heutigen Stadt 981 deutsche Soldaten den Tod.
Erst in neuerer Zeit wurde durch einen Beitrag in den Heimatstimmen aus dem Kreis Olpe bekannt, dass viele werdende Mütter aus dem umkämpften Ruhrgebiet in den Jahren 1943 bis 1945 ihre Kinder in dem Ortsteil Bilstein zur Welt brachten. Gefördert und organisiert wurden die Entbindungen durch die Organisation Nationalsozialistische Volkswohlfahrt. Nach Angaben des Standesamtes der Stadt Lennestadt beläuft sich die Zahl dieser Geburten auswärtiger Mütter in dem Zeitraum vom 8. Juni 1943 bis 1. Mai 1945 auf insgesamt 760, wobei die evakuierten Mütter vornehmlich aus den Städten Dortmund, Bochum, Wanne-Eickel und Hagen stammten. Geeignete Einrichtungen befanden sich in verschiedenen Pensionen des Ortes.
Im Ortsteil Gleierbrück lebte und arbeitete in den Jahren 1925 bis zu ihrem Tod im Jahr 1969 die im Sauerland bekannte Erzählerin Josefa Berens-Totenohl. Neuere Veröffentlichungen belegen zweifelsfrei ihre aktive Unterstützung des NS-Regimes und lösten damit an mehreren Orten eine Straßennamen-Debatte aus. Daraufhin beschloss der Rat der Stadt Lennestadt im März 2014, sämtliche an Josefa Berens-Totenohl erinnernde Straßenbezeichnungen in Gleierbrück umzubenennen.
Ebenfalls nach neuen Erkenntnissen war auch der heimische Politiker Herbert Evers (1902–1968) stärker in Verfehlungen der NS-Zeit verstrickt als bisher angenommen. Insbesondere wird ihm auch die Beteiligung an der Deportation von Menschen in Konzentrationslager zur Last gelegt. Die Stadt Lennestadt hat ihm in der Ratssitzung am 22. März 2017 posthum die im Jahr 1938 erteilte Ehrenbürgerwürde aberkannt.

### Folgezeit und Gebietsreform

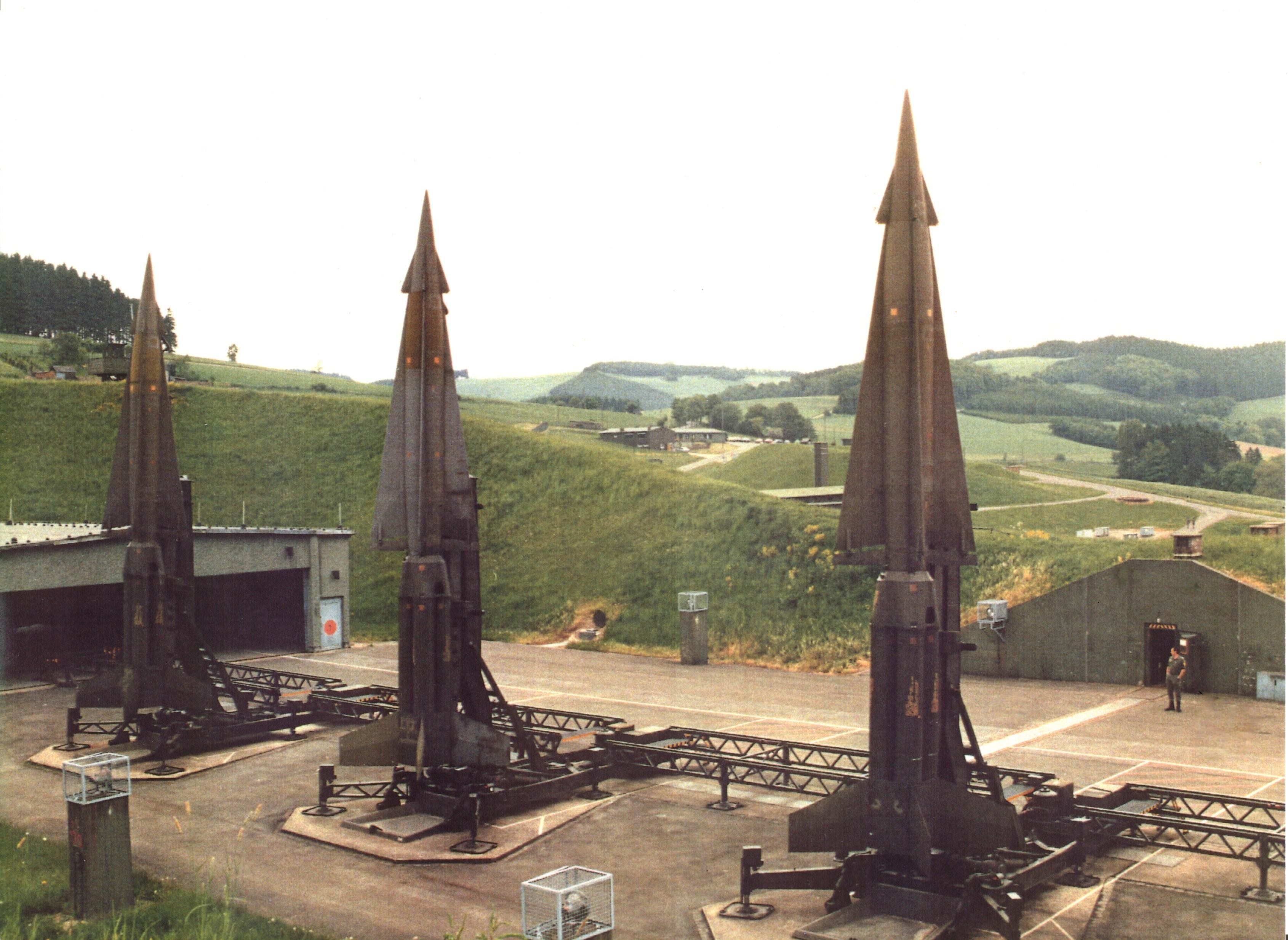
Drei aufgerichtete Nike Hercules Raketen im Abschussbereich der 1. Batterie des Flugabwehrraketenbataillons 22, 1980

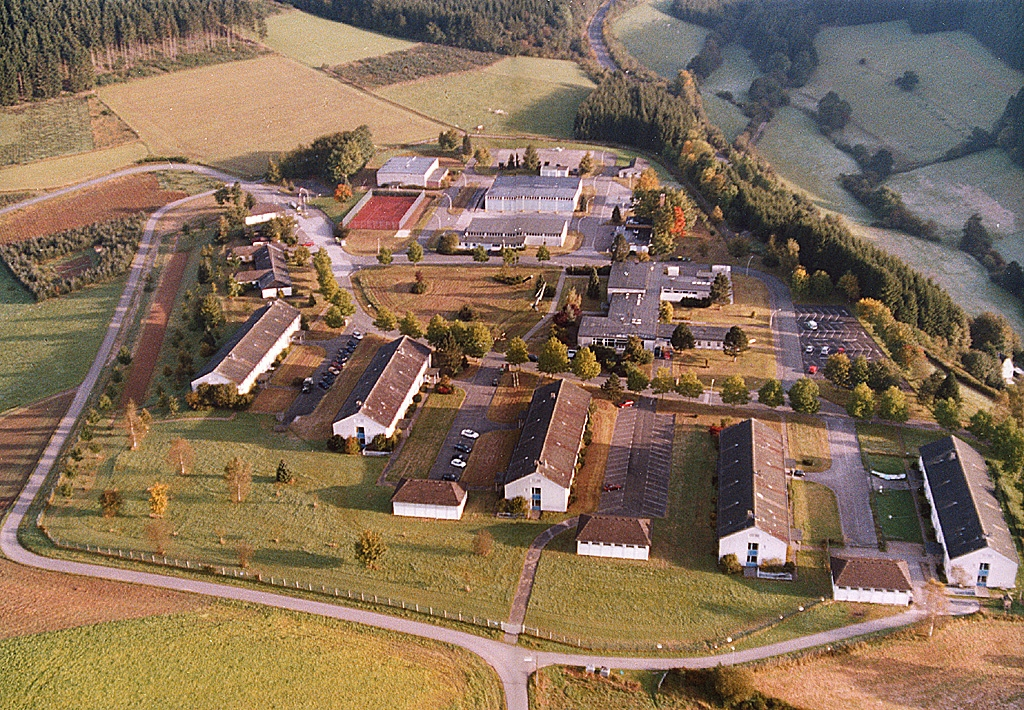
Luftbild der Sauerlandkaserne 2002

Von 1962 bis 2002 war die Sauerlandkaserne bei Oedingen Stützpunkt der deutschen Luftwaffe für FlaRak-Einheiten. Bis 1990 war die 1. Batterie des Flugabwehrraketenbataillons 22 in der Kaserne stationiert. Ab 1990 wurde sie durch die 5. Batterie des Flugabwehrraketenbataillons 21 abgelöst. Von 1963 bis 1987 waren auch US-Soldaten des 52nd United States Army Artillery Detachment in der Kaserne untergebracht. Von der Kaserne getrennt befand sich der Abschussbereich mit den Raketen und der Feuerleitbereich zum Erfassen feindlicher Flugzeuge und Leiten der eigenen Raketen. Im Abschussbereich befanden sich von 1962 bis 1967 Raketen des Typs Nike Ajax und von 1962 bis 1988 des Typs Nike Hercules. Bis zu neun Nike-Hercules-Raketen trugen von 1963 bis 1987 nukleare Gefechtsköpfe von 2 oder 40 Kilotonnen Sprengkraft; die Sprengköpfe mit 40 Kilotonnen wurden in den 1970er Jahren durch solche mit 20 Kilotonnen ersetzt. Die atomaren Sprengköpfe waren für den Boden-Luft-Einsatz gegen feindliche Flugzeuge und den Boden-Boden-Einsatz gegen feindliche Bodentruppen bis zu einer Entfernung von 180 Kilometern konzipiert. Die Kontrolle über die nuklearen Sprengköpfe hatte die US-Army. Die Anwesenheit von Atomsprengköpfen, von der Bundeswehr intern als Sondermunition bezeichnet, war geheim und wurde öffentlich von der Bundeswehr nicht bestätigt. Von 1987 bis 2002 war die Einheit mit Patriot-Flugabwehrraketen, einem bodengestützten Mittelstrecken-Flugabwehrraketen-System zur Abwehr von Flugzeugen, Marschflugkörpern und taktischen ballistischen Mittelstreckenraketen bewaffnet.
Im Rahmen der kommunalen Neugliederung im Sauerland (siehe dazu Olpe-Gesetz) wurde das Amt Bilstein am 30. Juni 1969 aufgelöst. Auf diesem Gebiet wurde als Rechtsnachfolgerin die Stadt Lennestadt neu gegründet. Der Verwaltungssitz der neuen Stadt fiel an Altenhundem, wo im Jahr 1984 das neu errichtete Rathaus bezogen wurde. Im ehemaligen Amtshaus Grevenbrück, das bis 1984 als provisorischer Verwaltungssitz diente, befindet sich heute das Museum der Stadt Lennestadt mit Bibliothek und Stadtarchiv.
Im neuen Stadtgebiet hat es vor der Gebietsreform keinen Ort mit der Bezeichnung Lennestadt gegeben. Die Hauptsatzung der Stadt Lennestadt enthält im § 1 zur Namensgebung folgenden Hinweis: „Die Stadt Lennestadt besteht seit dem 1. Juli 1969 (Gesetz zur Neugliederung des Landkreises Olpe vom 18.07.1969 GV NW S. 286). Sie ist durch Zusammenschluss der früheren Gemeinden Elspe, Grevenbrück, Kirchveischede, Oedingen, Saalhausen sowie durch Eingliederung von Teilen der Gemeinde Kirchhundem und Lenne (Ortschaften Altenhundem, Langenei, Kickenbach und Milchenbach) entstanden“. Zur Einteilung des Stadtgebietes in Ortschaften regelt § 3: „Innerhalb des Stadtgebietes bleiben die bisherigen Ortschaften mit ihren historischen Namen erhalten“.
Den Neugliederungsmaßnahmen gingen umfangreiche Beratungen voraus. Bei der Neugliederung gab es politische Konflikte. Im Ergebnis wurden die Entscheidungen für die Neugründung der Stadt Lennestadt bzw. für den Verwaltungsstandort Altenhundem (abweichend von der Meinungsbildung auf kommunaler Ebene) von den übergeordneten Instanzen der Landes- bzw. Bezirksregierung getroffen. Das Ergebnis der kommunalen Neugliederung wurde später durchaus positiv beurteilt. Gefördert durch Ortsentwicklungspläne haben die alten Orte ihre Eigenständigkeiten bewahren können, es wurden ausreichend Arbeitsplätze geschaffen; kleine und mittlere Betriebe entstanden.
Mit dauerhaft mehr als 25.000 Einwohnern zählt Lennestadt von Amts wegen zu den kreisangehörigen mittelgroßen Städten. Nach § 4 der Gemeindeordnung für das Land Nordrhein-Westfalen kann sie damit neben den allgemeinen Aufgaben der Selbstverwaltung durch Gesetz oder Rechtsverordnung für zusätzliche Aufgaben herangezogen werden.
In den Jahren 1969 bis 1990 wurden alle Bauwerke im Ortskern von Altenhundem abgebrochen und durch Neubauten zur Schaffung eines neuen Verwaltungs- und Geschäftszentrums ersetzt. Weitere strukturelle Maßnahmen waren ab 1980 die Errichtung des Gewerbegebietes Am Wigey und ab 1994 eines weiteren auf dem früheren Gelände des Bahnbetriebswerkes. In den Jahren 2008/09 erfolgte die Renovierung des Bahnhofs und der Zugänge zu den Bahnsteigen.
Das Amtsgericht Lennestadt geht zurück auf das Amtsgericht Bilstein, das bereits 1879 nach Förde (heute Grevenbrück) verlegt worden war.
Als eines der ersten Hospize dieser Art in Deutschland wurde 1991 von Vertretern des Sozial- und Gesundheitswesens und der Kirchen das St.-Elisabeth-Hospiz e. V. eingerichtet. Die Mitarbeiter des Hospizes begleiten sterbenskranke Menschen unabhängig von ihrer Religionszugehörigkeit und sorgen gemeinsam mit Therapeuten, Ärzten und Seelsorgern für eine bestmögliche Lebensqualität bis zum Lebensende.
Notwendige strukturverbessernde Maßnahmen wurden in den Jahren nach der Gebietsreform auch in Meggen durchgeführt, so der Rückbau des früheren Bergbaugeländes der Firma Sachtleben und die Ansiedlung neuer Gewerbebetriebe, insbesondere der „Sauerlandpyramiden“. In Grevenbrück erfolgte die Sanierung des Geländes der früheren Chemischen Werke Kruse im Jahr 2001/02 mit Ansiedlung neuer Unternehmen sowie die Sanierung des Bahnhofsgebäudes und die Unterführung des Bahnübergangs für den Straßenverkehr in den Jahren 2008/09.
Die Geschichte der zu Lennestadt gehörenden Ortsteile wird in den unter Denkmalschutz gestellten Bauwerken sichtbar. So stehen die Burg Bilstein für die Ereignisse im Mittelalter, die Schachtanlage Sicilia für die Ära des Bergbaus in Meggen, Maumke und Halberbracht und die vielen Fachwerkhäuser in Bilstein, Kirchveischede und Saalhausen für die Kunst des Fachwerkbaus insbesondere im 18. und 19. Jahrhundert.

### Eingemeindungen
Die Stadt Lennestadt wurde am 1. Juli 1969 als Rechtsnachfolgerin des Amtes Bilstein gegründet. Sie besteht aus 43 einzelnen Orten der bis dahin selbstständigen Gemeinden Elspe, Grevenbrück, Kirchveische, Oedingen (Landkreis Meschede) und Saalhausen sowie Teilen der Gemeinden Helden und Kirchhundem.
Am 1. Januar 1975 wurde Milchenbach, bis dahin ein Ortsteil der Gemeinde Lenne, nach Lennestadt umgegliedert.

## Bevölkerung

### Einwohnerentwicklung
Entwicklung der Einwohnerzahlen der Stadt Lennestadt ab dem Gründungsjahr 1969:
Während demnach die Einwohnerzahl von Lennestadt ab der Gründung im Jahr 1969 zunächst weitgehend konstant blieb, stieg sie in den 1990er Jahren bis auf 28.084 Einwohner an (2003) und ist seitdem (dem allgemeinen Trend folgend) leicht rückläufig bzw. stagnierend (Stand Ende 2021: 25.176 Einwohner).

### Struktur der Ortsbewohner
Bevölkerungsstruktur Lennestadt
| Ort             | Einwohner     | Differenz         | Ausländer Anzahl | Ausländer Anteil | Jugendliche bis 18 Jahre | Senioren über 65 Jahre |
|                 | 30. Juni 2020 | zum 30. Juni 2018 | 30. Juni 2020    | 30. Juni 2020    | 30. Juni 2020            | 30. Juni 2020          |
| --------------- | ------------- | ----------------- | ---------------- | ---------------- | ------------------------ | ---------------------- |
| Altenhundem     | 4281          | -65               | 528              | 12,3 %           | 16,6 %                   | 21,7 %                 |
| Altenvalbert    | 101           | - 1               | 2                | 2,0 %            | 13,9 %                   | 12,9 %                 |
| Bilstein        | 1043          | -41               | 78               | 7,5 %            | 14,3 %                   | 21,9 %                 |
| Bonzel          | 405           | +11               | 21               | 5,2 %            | 21,5 %                   | 16,1 %                 |
| Bonzellerhammer | 11            | -4                | 2                | 18,2 %           | 0,0 %                    | 45,5 %                 |
| Brenschede      | 67            | -2                | 3                | 4,5 %            | 10,5 %                   | 26,9 %                 |
| Bruchhausen     | 29            | -1                | 3                | 10,3 %           | 20,7 %                   | 3,5 %                  |
| Burbecke        | 89            | -4                | 2                | 2,3 %            | 14,6 %                   | 18,0 %                 |
| Einsiedelei     | 5             | 0                 | 0                | 0,0 %            | 0,0 %                    | 0,0 %                  |
| Elsmecke        | 3             | 0                 | 0                | 0,0 %            | 0,0 %                    | 0,0 %                  |
| Elspe           | 2809          | -92               | 168              | 6,0 %            | 16,1 %                   | 23,2 %                 |
| Elsperhusen     | 4             | 0                 | 0                | 0,0 %            | 0,0 %                    | 0,0 %                  |
| Ernestus        | 10            | 0                 | 0                | 0,0 %            | 0,0 %                    | 0,0 %                  |
| Germaniahütte   | 41            | -1                | 0                | 0,0 %            | 7,3 %                    | 31,7 %                 |
| Gleierbrück     | 163           | +6                | 7                | 4,3 %            | 15,9 %                   | 20,9 %                 |
| Grevenbrück     | 3673          | +42               | 402              | 10,9 %           | 18,0 %                   | 17,0 %                 |
| Hachen          | 26            | +1                | 0                | 0,0 %            | 15,4 %                   | 15,4 %                 |
| Halberbracht    | 1019          | +14               | 45               | 4,4 %            | 19,8 %                   | 18,5 %                 |
| Hengstebeck     | -             | -                 | -                | -                | -                        | -                      |
| Hespecke        | 38            | -1                | 0                | 0,0 %            | 10,5 %                   | 10,5 %                 |
| Haus Hilmecke   | 4             | -2                | 0                | 0,0 %            | 0,0 %                    | 0,0 %                  |
| Kickenbach      | 504           | -6                | 18               | 3,6 %            | 14,1 %                   | 19,8 %                 |
| Kirchveischede  | 923           | +5                | 58               | 6,3 %            | 17,6 %                   | 19,4 %                 |
| Langenei        | 726           | -48               | 40               | 5,5 %            | 14,5 %                   | 25,6 %                 |
| Maumke          | 2162          | -4                | 329              | 15,2 %           | 20,6 %                   | 18,7 %                 |
| Meggen          | 2934          | +9                | 506              | 17,3 %           | 17,7 %                   | 19,7 %                 |
| Melbecke        | 82            | -1                | 2                | 2,4 %            | 30,5 %                   | 17,1 %                 |
| Milchenbach     | 185           | +12               | 13               | 7,0 %            | 14,1 %                   | 17,8 %                 |
| Neukamp         | 18            | +3                | 2                | 11,1 %           | 16,7 %                   | 0,0 %                  |
| Oberelspe       | 766           | +6                | 32               | 4,2 %            | 19,1 %                   | 16,6 %                 |
| Obervalbert     | 58            | -1                | 0                | 0,0 %            | 25,9 %                   | 22,4 %                 |
| Oedingen        | 1036          | -59               | 56               | 5,4 %            | 18,1 %                   | 19,0 %                 |
| Oedingerberg    | 42            | +4                | 0                | 0,0 %            | 11,9 %                   | 26,2 %                 |
| Oedingermühle   | 30            | -1                | 0                | 0,0 %            | 6,7 %                    | 23,3 %                 |
| Saalhausen      | 1760          | -32               | 69               | 3,9 %            | 16,7 %                   | 20,1 %                 |
| Schmellenberg   | 18            | +2                | 0                | 0,0 %            | 27,8 %                   | 22,2 %                 |
| Sporke          | 183           | -9                | 1                | 0,6 %            | 19,7 %                   | 16,4 %                 |
| Stöppel         | 15            | +0                | 0                | 0,0 %            | 38,5 %                   | 6,7 %                  |
| Störmecke       | 26            | +3                | 3                | 11,5 %           | 13,0 %                   | 30,8 %                 |
| Theten          | 215           | -14               | 18               | 8,4 %            | 19,2 %                   | 19,5 %                 |
| Trockenbrück    | 245           | -22               | 19               | 7,8 %            | 16,5 %                   | 20,8 %                 |
| Haus Valbert    | 4             | 0                 | 0                | 0,0 %            | 0,0 %                    | 0,0 %                  |
| Weißenstein     | 13            | -3                | 0                | 0,0 %            | 0,0 %                    | 38,5 %                 |
| Gesamt:         | 25766         | -296              | 2427             | 9,4 %            | 20,0 %                   | 17,4 %                 |

Die obigen Angaben basieren auf von der Stadt Lennestadt zur Verfügung gestellten Daten zur Einwohnerentwicklung und zur Altersstruktur in den einzelnen Ortsteilen (Stichtag jeweils am 30. Juni 2020)
Zum 30. Juni 2020 setzte sich der rückläufige Trend der Einwohnerzahl um 296 auf 25766 Einwohner weiter fort. Der Anteil der ausländischen Einwohner stieg gegenüber dem Stand von Ende Juni 2018 um 0,25 Prozentpunkte auf 9,4 %. Vergleichsweise höhere Ausländeranteile weisen die Ortschaften (abgesehen von einigen kleineren Orten mit unter 50 Einwohnern) Altenhundem (12,3 %) und Grevenbrück (10,9 %) sowie die früheren Bergbaudörfer Maumke (15,2 %) und Meggen (17,3 %) auf. Der Bergbau bewirkte in früheren Jahren den Zuzug von Gastarbeiterfamilien.
Bezüglich der Altersstruktur der Einwohner zum 30. Juni 2020 fallen (abgesehen von einigen sehr kleinen Orten) die höheren Anteile der über 65-Jährigen in den Orten Altenhundem (21,7 %), Bilstein (21,9 %), Elspe (23,2 %),Brenschede (26,9 %), Gleierbrück (20,9 %), Kickenbach (19,8 %), Kirchveischede (19,4 %), Langenei (25,6 %), Meggen (19,7 %), Obervalbert (22,4 %), Oedingen (19,0 %), Saalhausen (20,1 %), Theten (19,5 %) und Trockenbrück (20,8 %) ins Auge (Durchschnitt Stadt Lennestadt: 17,4 % am 30. Juni 2020). Die Anzahl der Orte mit vergleichsweise höheren Anteilen der Senioren ist in den letzten Jahren deutlich gestiegen.
Höhere Anteile der jüngeren Einwohner bis 18 Jahre weisen die Dörfer Bonzel (21,5 %), Maumke (20,6 %), Melbecke (30,5 %) und Obervalbert (25,9 %) auf (Durchschnitt Stadt Lennestadt: 20,0 % am 30. Juni 2020).

### Religionen

#### Anteile der Konfessionen

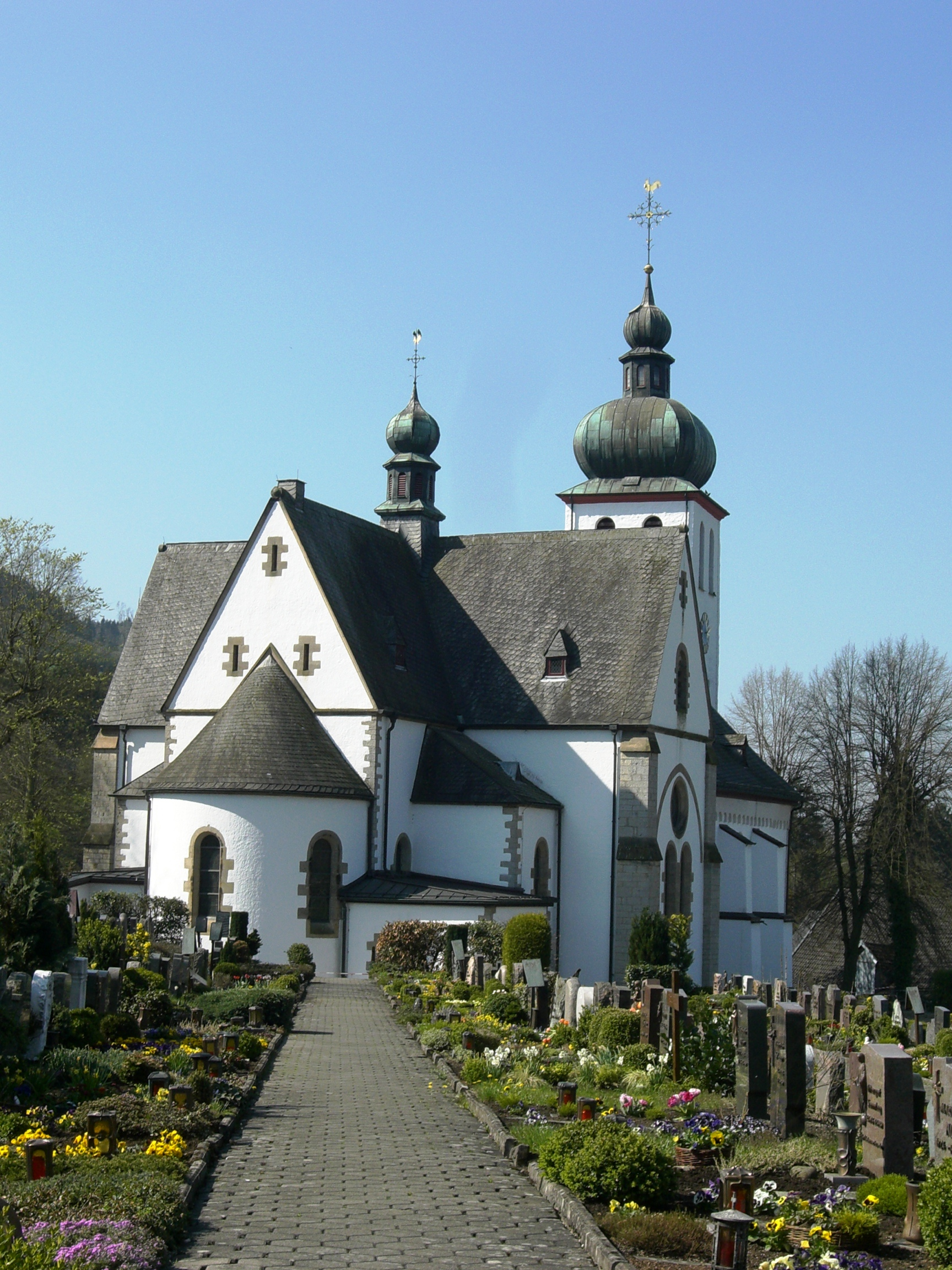
St. Jakobus Elspe

Für das Gebiet der Stadt ergibt sich im Jahr 2020 folgende Verteilung der Konfessionen:
Von den rund 25.800 Einwohnern (Stand Ende Juni 2020) bekennt sich eine deutliche Mehrheit von 67,3 % zur katholischen Kirche, 9,6 % sind evangelisch. Die sonstigen Glaubensgemeinschaften haben einen Anteil von 0,4 %; keiner steuerpflichtigen Religion gehören 16,6 % der Einwohner an.
| Konfessionen in Lennestadt     | Konfessionen in Lennestadt     | Konfessionen in Lennestadt | Konfessionen in Lennestadt | Konfessionen in Lennestadt |
| ------------------------------ | ------------------------------ | -------------------------- | -------------------------- | -------------------------- |
|                                |                                |                            |                            |                            |
| katholisch                     | katholisch                     |                            | 17.328                     | 17.328                     |
| evangelisch                    | evangelisch                    |                            | 2.470                      | 2.470                      |
| sonstige                       | sonstige                       |                            | 109                        | 109                        |
| ohne steuerpflichtige Religion | ohne steuerpflichtige Religion |                            | 5.855                      | 5.855                      |
| Stand: Juni 2020               |                                |                            |                            |                            |

Nicht gesondert erfasst ist die islamische Bevölkerung, deren Anteil aber durch die Religionszugehörigkeit der Schüler an allgemeinbildenden Schulen näher bestimmt werden kann. Nach den zum 15. Oktober 2019 erhobenen Daten gehörten von insgesamt 3705 Schülern in Lennestadt 15,1 % (560) dem Islam an (66,4 % waren katholisch, 9,2 % evangelisch, 1,9 % anderer Bekenntnisse und 7,4 % ohne Konfession).

#### Katholische Kirche
Seit dem Beginn der Christianisierung im späten 8. Jahrhundert bis ins 19. Jahrhundert war das Gebiet des südlichen Westfalen und damit auch die heutige Stadt ein Teil des Erzbistums Köln, bis es ab 1821/23 dem Erzbistum Paderborn zugeordnet wurde.
Sichtbares Zeichen des starken Einflusses der katholischen Kirche sind 12 ortsprägende Pfarrkirchen und 18 Kapellen in kleineren Ortsteilen und eine Vielzahl von Feldkreuzen und Kreuzwegen in der Landschaft. Insgesamt 7 Pfarrkirchen und 8 Kapellen stehen unter Denkmalschutz.
Der seit Jahren auch im Raum Lennestadt zu beobachtende Priestermangel führte ab 1998 zur Gründung von Pastoralverbünden. Die zwölf Pfarreien in Lennestadt gehören zu folgenden Verbünden: Pfarreien in Altenhundem, Langenei und Saalhausen zum Pastoralverbund Lennetal, Pfarreien in Elspe, Oberelspe und Oedingen zum Pastoralverbund Oene-Elspe-Tal, Pfarreien in Grevenbrück, Bilstein und Kirchveischede zum Pastoralverbund Veischedetal, Pfarreien in Meggen, Maumke und Halberbracht zum Pastoralverbund Meggen-Maumke-Halberbracht. Mit der Einführung des Pastoralen Raumes Lennestadt erfolgt ab 2013 eine weitere Zentralisierung der pastoralen Betreuung. Die vorgenannten Pastoralen Verbünde bleiben Bereiche innerhalb des Pastoralen Raumes mit eigenen Pfarrbüros.
Neben den Pfarreien sind die Ordensbrüder des Klosters Maria Königin in der Seelsorge tätig. In der Klosterkirche in Altenhundem finden regelmäßig öffentliche Gottesdienste statt, daneben unterstützen Ordensbrüder die Pfarreien in verschiedenen Ortsteilen der Stadt Lennestadt. Schwierigkeiten ergeben sich aus dem Alter der derzeit noch im Kloster lebenden Ordensleute. Am 1. Oktober 2015 wird die Deutsche Ordensprovinz der Missionare von der Heiligen Familie das Kloster bzw. Missionshaus offiziell schließen.
Von den 16 im Stadtgebiet betriebenen Kindergärten stehen 9 unter katholischer Leitung, was den kirchlichen Einfluss widerspiegelt.

#### Evangelische Kirche

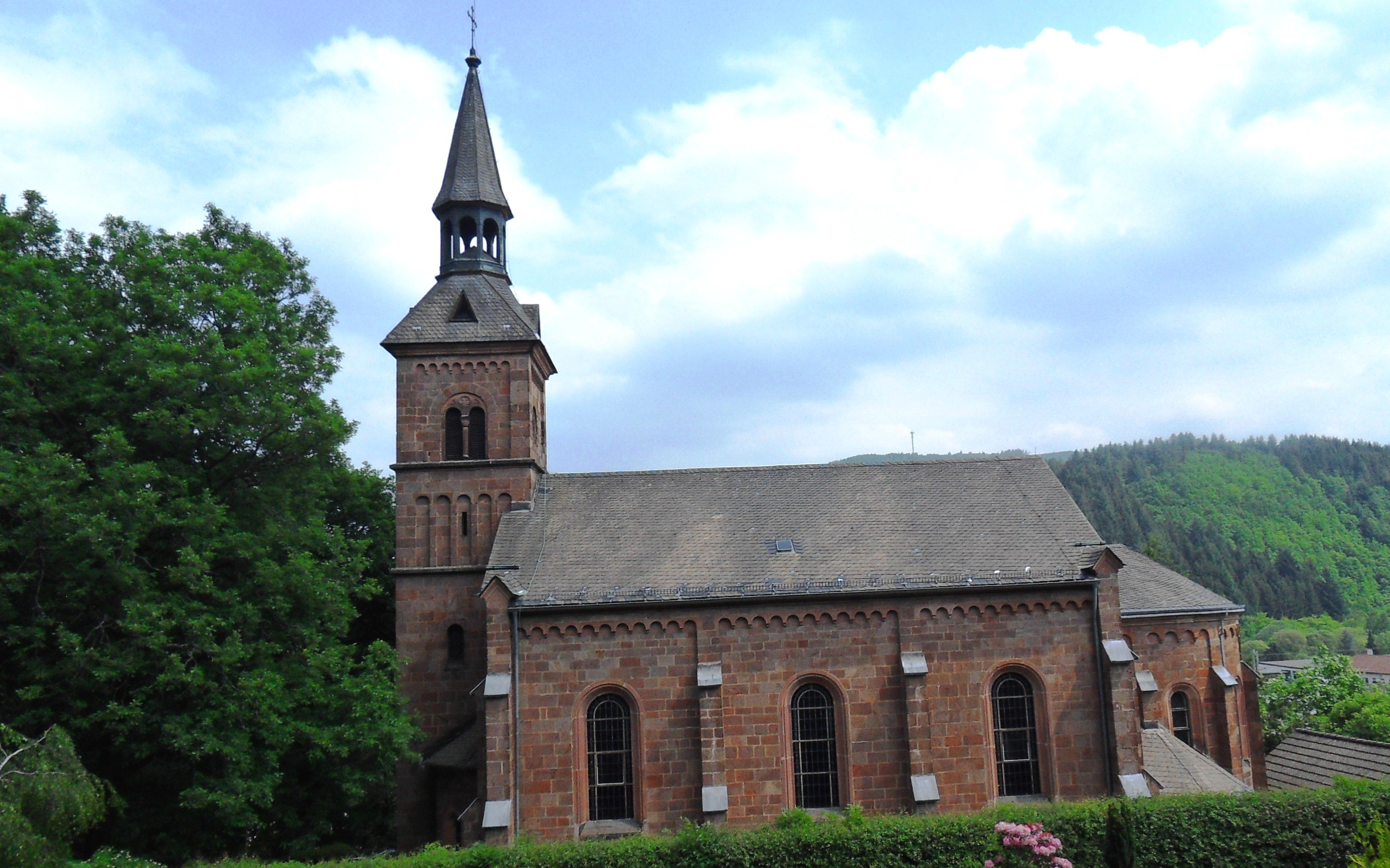
Evangelische Kirche in Altenhundem

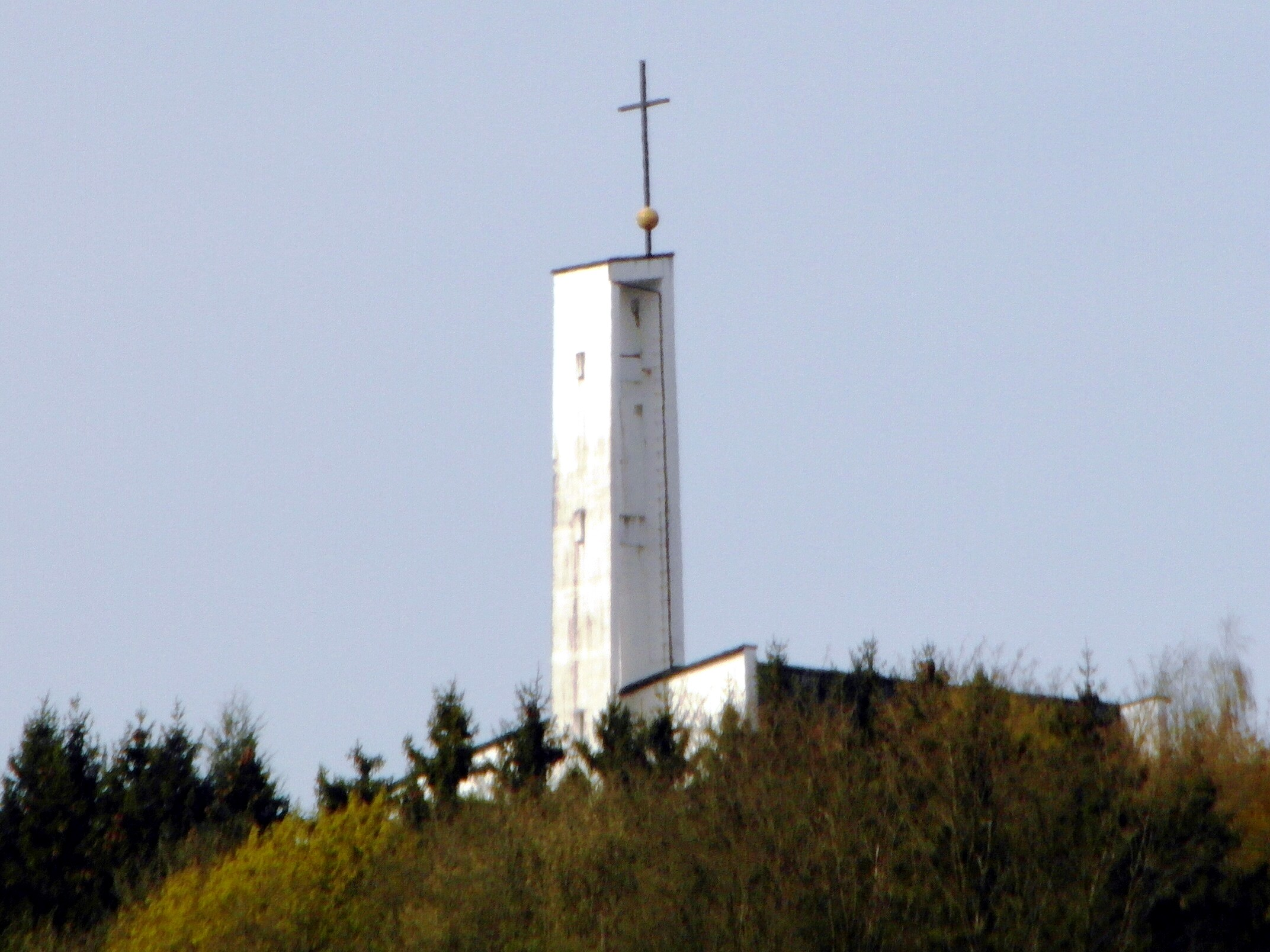
Klosterkirche Maria Königin aus Sicht des Ortes Altenhundem (Bundesstraße 236)

Das Gebiet der heutigen Stadt Lennestadt und fast der ganzen Gemeinde Kirchhundem wurde mit seinen wenigen evangelischen Christen im Jahr 1849 der Evangelischen Kirchengemeinde Attendorn zugeordnet. Die seelsorgerische Betreuung oblag den Pastoren aus Attendorn und Hilchenbach.
Mit dem Bau der Ruhr-Sieg-Bahn kamen auch evangelische Eisenbahner- und Unternehmerfamilien aus dem Siegerland und aus Hessen in den östlichen Teil des Kreises Olpe. Im Jahr 1857 wohnten in Meggen und Umgebung bereits 200 evangelische Christen, so dass die Gründung des Kirchenvereins, später der Kirchengemeinde Grevenbrück-Meggen notwendig wurde. Als eigentlicher Geburtstag der Kirchengemeinde gilt der 15. März 1858, als ein angemieteter Betsaal für regelmäßige Gottesdienste und Bibelstunden eingeweiht wurde. Im Jahr 1861 wurde die Kirchengemeinde Grevenbrück-Meggen Filialgemeinde von Plettenberg mit eigenem Presbyterium.
Da die Zahl der evangelischen Christen bis 1863 auf 700 anstieg, wurde der Bau einer Kirche am Ortsausgang von Altenhundem (Richtung Meggen) beschlossen. Der Grundstein wurde am 29. Juni 1867 gelegt, ein Jahr später fand die Weihe statt. Im Jahr 1874 wurde die Kirchengemeinde Grevenbrück-Meggen selbständig. Sie bestand bis 1927, in der Nachfolge entstanden die evangelischen Kirchengemeinden Lennestadt-Kirchhundem und Grevenbrück. Die am Ortsausgang von Altenhundem errichtete Kirche, der auch der evangelische Friedhof angegliedert ist, gehört heute zur evangelischen Kirchengemeinde Lennestadt-Kirchhundem. Das unter Denkmalschutz stehende Bauwerk im neuromanischen Stil wurde 1956 grundlegend renoviert.
Nach dem Zweiten Weltkrieg fanden zahlreiche evangelische Familien in Grevenbrück eine neue Heimat, weshalb dort 1965 eine neue evangelische Kirche errichtet wurde.
Die evangelischen Kirchengemeinden in Lennestadt haben die schwierige Aufgabe, relativ wenige Kirchenmitglieder auf großer Fläche zu betreuen.
Die vier evangelischen Kirchengemeinden Attendorn, Finnentrop, Grevenbrück und Lennestadt-Kirchhundem beschäftigen sich in einem Strukturausschuss mit einem Zusammenschluss zwecks Konzentration der Verwaltung. Die Vereinigung ist – vorbehaltlich der Genehmigung übergeordneter Gremien – für Januar 2020 vorgesehen.
Siehe auch: Altenhundem#Religion und Grevenbrück#Religion.

#### Muslime

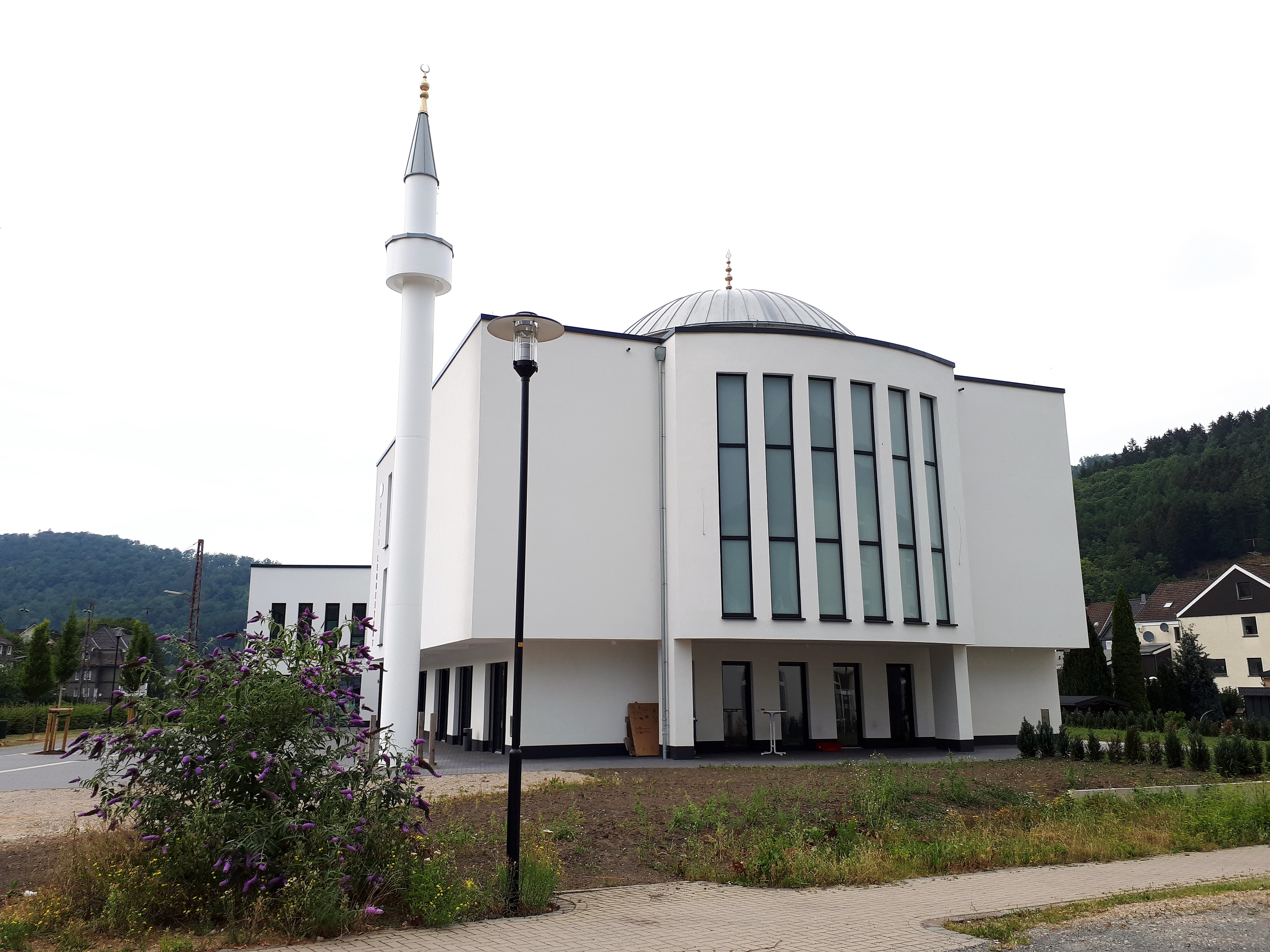
Moschee in Meggen (August 2018)

Ab dem Jahr 1960 kamen die ersten Muslime nach Lennestadt, überwiegend Gastarbeiter aus der Türkei. Das religiöse Leben findet in der Yesil-Moschee in Meggen statt, wo auch der Moscheeverein der Türkisch-Islamischen Union der Anstalt für Religion (DITIB) seinen Sitz hat. Der Moscheeverein besteht seit 1982 und hatte 2011 295 Mitglieder. Im Mai 2015 wurde der Grundstein für einen Moscheeneubau gelegt.; der Rohbau der neuen Moschee war Anfang November 2016 fertiggestellt. Am 11. Mai 2018 wurde die neue Yesil-Moschee eröffnet. Das Alevitische Kulturzentrum Kreis Olpe befindet sich im Stadtteil Maumke.

#### Juden

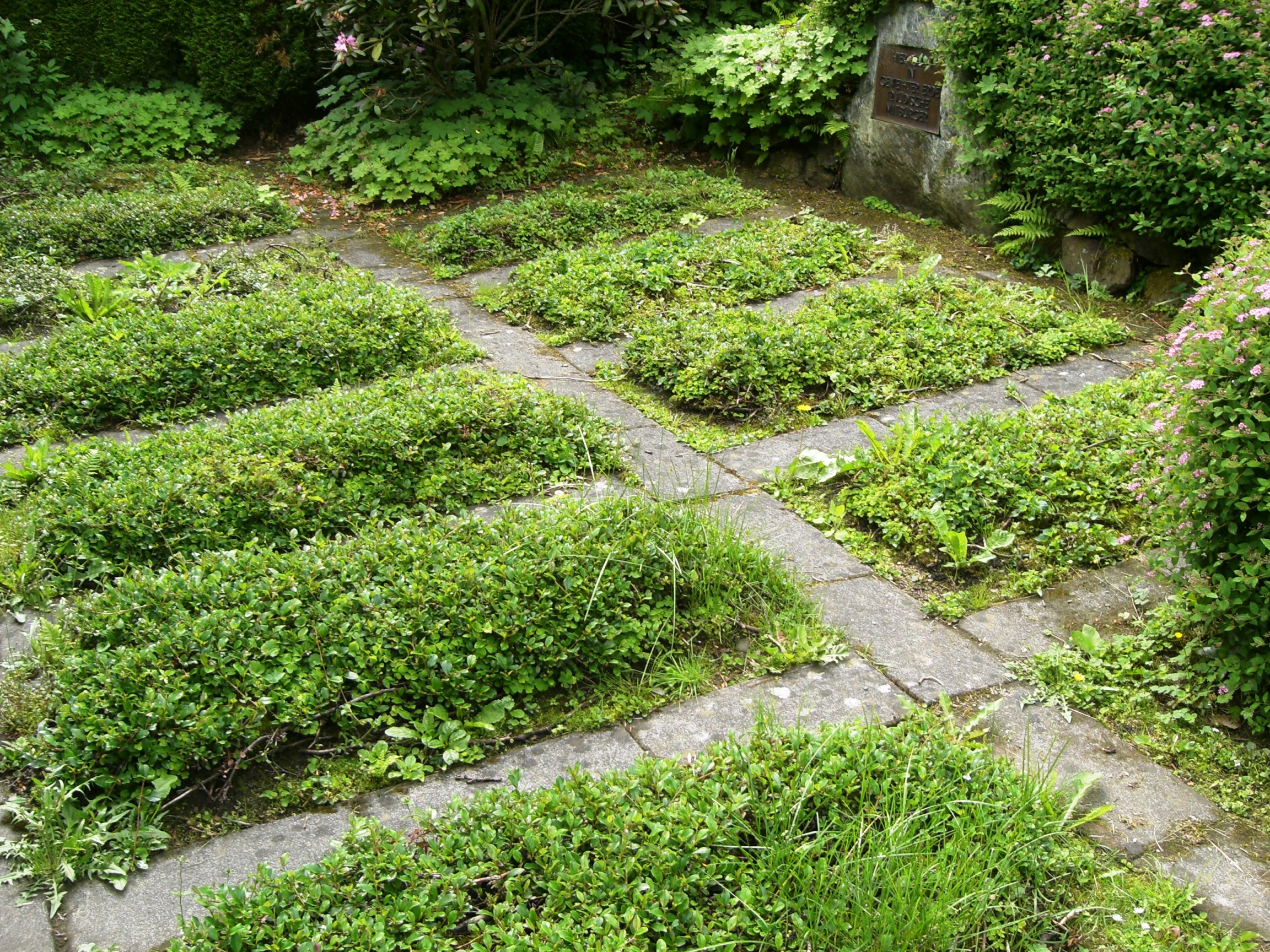
Jüdischer Friedhof in Langenei

Erste vereinzelte Hinweise auf den Aufenthalt von Juden im Kreis Olpe stammen aus den Jahren 1451, 1568 und 1574. Eine verstärke Zuwanderung setzte im 19. Jahrhundert ein, allerdings waren die Juden im Kreis Olpe nicht als Gruppe organisiert, was vom preußischen Staat auch nicht gewünscht war. In Oedingen war von etwa 1800 bis 1850 die Familie Löwenstein mit zehn Kindern ansässig, dort wurde im Jahr 1826 auch ein Bethaus erwähnt. In Langenei wohnte von 1822 bis 1854 die Familie Aron Neubauer, wo sich auch eine jüdische Begräbnisstätte befand, die bis 1930 auch von Altenhundemer Juden benutzt wurde.
Anfang des 20. Jahrhunderts nahm die Zuwanderung von Juden, begünstigt durch den wirtschaftlichen Aufschwung, deutlich zu. Schwerpunkte waren die Orte Olpe und Attendorn. Abgesehen von einigen Ausnahmen blieb ihnen die Eingliederung in das gesellschaftliche Leben weitgehend versagt.
Zur Zeit der Machtergreifung der Nationalsozialisten 1933 lebten in Altenhundem und Elspe insgesamt 26 Juden, darunter die Familien Neuhaus, Winter und die Geschwister Neheimer. Im NS-Regime verschlimmerte sich ihre Lage. Von dem Aufruf, jüdische Geschäfte zu boykottieren, waren auch die Geschwister Winter in Altenhundem betroffen. In den Jahren 1936/37 lassen sich erste Auswanderungen von Juden aufgrund der immer unerträglicher werdenden Repressionen aus dem Kreisgebiet nachweisen. Erna Winter aus Altenhundem wanderte 1936 nach Luxemburg und später vermutlich weiter nach Argentinien aus. 1936 oder 1937 emigrierte Adelheid Neuhaus aus Altenhundem nach New York. Ihr folgte 1938 ihr jüngerer Bruder Fritz. Bei den Novemberpogromen 1938 wurden in Altenhundem Aron und Otto Neuhaus in Haft genommen. Die weiteren jüdischen Einwohner sind in den 1930er Jahren verstorben oder ausgewandert.
Durch die NS-Gewaltherrschaft ist das jüdische Leben in Lennestadt bis heute erloschen. 1994 wurde der frühere Jüdische Friedhof in Langenei auf Initiative der Dorfgemeinschaft saniert. Der Gedenkstein trägt die Inschrift „Hier ruhen in geweihter Erde unsere jüdischen Mitbürger“. Im Rahmen der Aktion Stolpersteine wurde 13 Opfern aus diesen Familien und drei Euthanasieopfern im Jahr 2008 durch die Anbringung von Mahnsteinen gedacht.

## Politik
Das Lennestädter Verwaltungszentrum mit dem Rathaus befindet sich im Ortsteil Altenhundem.

### Stadtrat
Aktuell sind im Stadtrat 4 Parteien und 1 Gruppierung (UWG) vertreten. Bei den Kommunalwahlen 2014 und 2020 errangen die Parteien und Gruppierungen folgende Stimmanteile und Anzahl von Sitzen im Stadtrat. Die Wahlbeteiligung lag im Jahr 2020 bei 58,4 %.
| Partei                           | Stimmenanteil | ± zu 2014 | Sitze | ± zu 2014 |
| -------------------------------- | ------------- | --------- | ----- | --------- |
| CDU                              | 47,05 %       | −3,55 %p  | 18    | –2        |
| SPD                              | 31,05 %       | +0,55 %p  | 12    | +1        |
| GRÜNE                            | 14,45 %       | +3,55 %p  | 5     | +1        |
| UWG                              | 5,50 %        | -1,60 %p  | 2     | -1        |
| Die Linke                        | 1,95 %        | +1,95 %p  | 1     | +1        |
| Wahlbeteiligung 58,4 % (+9,2 %p) |               |           |       |           |

### Ergebnisse der Landtags- und Bundestagswahlen
Bei den vergangenen Landtags- und Bundestagswahlen erhielten die Parteien in Lennestadt folgende Stimmenanteile (Zweitstimmen):
| Partei     | Bundestagswahl | Bundestagswahl | Bundestagswahl |        | Landtagswahl | Landtagswahl |
| Partei     | 2013           | 2017           | 2021           | 2012   | 2017         |              |
| CDU        | 47,7 %         | 42,5 %         | 33,7 %         | 37,7 % | 43,8 %       |              |
| SPD        | 31,3 %         | 26,0 %         | 31,8 %         | 37,6 % | 30,0 %       |              |
| FDP        | 4,5 %          | 12,4 %         | 11,8 %         | 6,6 %  | 10,8 %       |              |
| Die Grünen | 4,2 %          | 4,0 %          | 8,4 %          | 6,8 %  | 3,8 %        |              |
| Die Linke  | 4,3 %          | 4,3 %          | 2,3 %          | 1,6 %  | 2,4 %        |              |
| AfD        | 3,9 %          | 8,0 %          | 6,8 %          | –      | 5,8 %        |              |
| Piraten    | –              | –              | –              | 6,2 %  | 0,8 %        |              |
| Sonstige   | 4,1 %          | 2,8 %          | 5,2 %          | 3,5 %  | 2,6 %        |              |

### Bürgermeister
Bis 1997 hieß das Amt des Verwaltungschefs in Lennestadt, wie überall in NRW, Stadtdirektor. Die Bürgermeister waren bis 1997 ehrenamtlich und hatten vorwiegend repräsentative Aufgaben.
Erwin Krollmann von der CDU war von 1969 bis 1989 Stadtdirektor, von Juli 1969 bis November 1969 war er mit der Wahrnehmung der Aufgaben beauftragt. Von 1989 bis 1997 war Franz-Josef Kaufmann von der SPD Stadtdirektor.
Heinrich Hanfland von der CDU war Juli 1969 bis November 1969 Beauftragter für die Wahrnehmung der Aufgaben des Ratsvorsitzenden. Von Dezember 1969 bis 1983 war Josef Beckmann von der CDU der erste gewählte Bürgermeister von Lennestadt. Nach ihm ist der Bürgermeister-Beckmann-Platz benannt. Von 1983 bis 1989 war Wilhelm Soemer von der CDU Bürgermeister, von 1989 bis 1997 Hubert Nies (CDU) und von 1997 bis 2009 Alfons Heimes (CDU). 2009 folgte der mit 72,9 % der Stimmen gewählte Stefan Hundt von der CDU, Hundt wurde im Rahmen der Kommunalwahl am 25. Mai 2014 mit 67,9 % wiedergewählt. Zur Wiederwahl im Rahmen der Kommunalwahl 2020 trat Hundt nicht mehr an, als sein Nachfolger wurde Tobias Puspas (CDU) am 13. September 2020 mit 54,17 % der Stimmen gewählt.

### Wappen
Das Wappen der Stadt Lennestadt wurde am 31. Dezember 1971 mit der Beschreibung „In Gold drei grüne Pfähle überzogen von einem blauen Wellenschrägbalken, im linken Obereck eine dem dritten Pfahl aufgelegte silberne Rose“ verliehen. Die goldenen und grünen Balken im Hintergrund wurden aus dem Wappen des Amtes Bilstein übernommen. Der Wellenschrägbalken steht für den Fluss Lenne, nach dem die Stadt benannt ist, die Rose stammt aus dem Ort Oedingen.

### Stadtpatron
Der Stadtrat hat 1995 beschlossen, Thomas Morus zum Stadtpatron zu ernennen. Seit 2001 verleiht die Stadt den Thomas-Morus-Preis an Bürger, „die sich in ihrem Handeln von den Überzeugungen ihres Gewissens haben leiten lassen und dabei ohne Rücksicht auf mögliche persönliche Nachteile durch Mut und Zivilcourage zum Wohle anderer und unserer Gesellschaft zum Vorbild geworden sind.“

### Städtepartnerschaft
Die Stadt Lennestadt ging 1992 eine Partnerschaft mit der Stadt Otwock in Polen ein. Im Mai 2006 veranstalteten die Gemeinden als Zeichen der Verbundenheit eine Fahrradtour mit 32 Teilnehmern von Lennestadt über Berlin und Warschau nach Otwock.
2020 kam das türkische Çaycuma hinzu; hierbei handelt es sich um eine Städtefreundschaft.

## Kultur und Sehenswürdigkeiten

### Elspe Festival

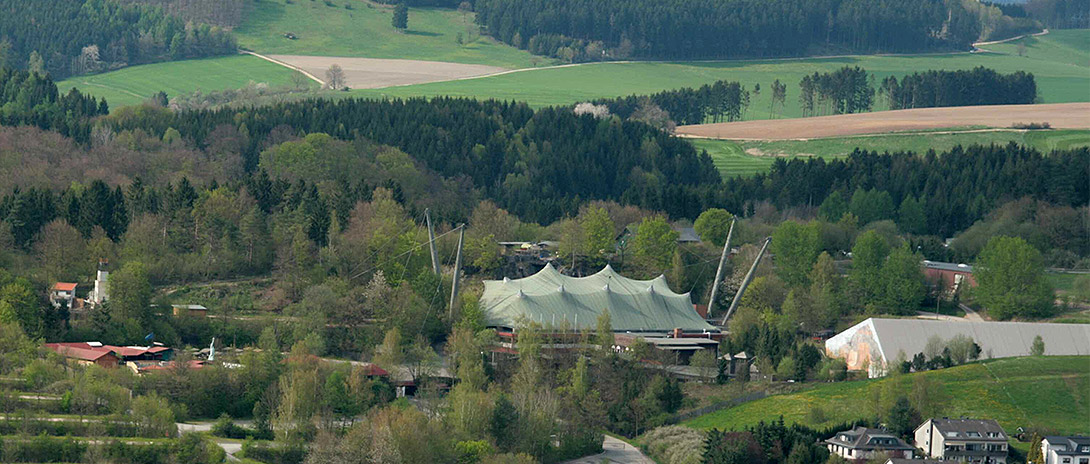
Elspe-Festival-Gelände

Elspe Festival ist seit 1989 die offizielle Bezeichnung für die im Ortsteil Elspe stattfindenden Karl-May-Festspiele, um die sich verschiedene Shows gruppieren. Von 1976 bis 1980 sowie von 1982 bis 1986 gastierte der als Filmschauspieler in der Rolle des Winnetou bekannte Pierre Brice bei den Spielen.

### Theater

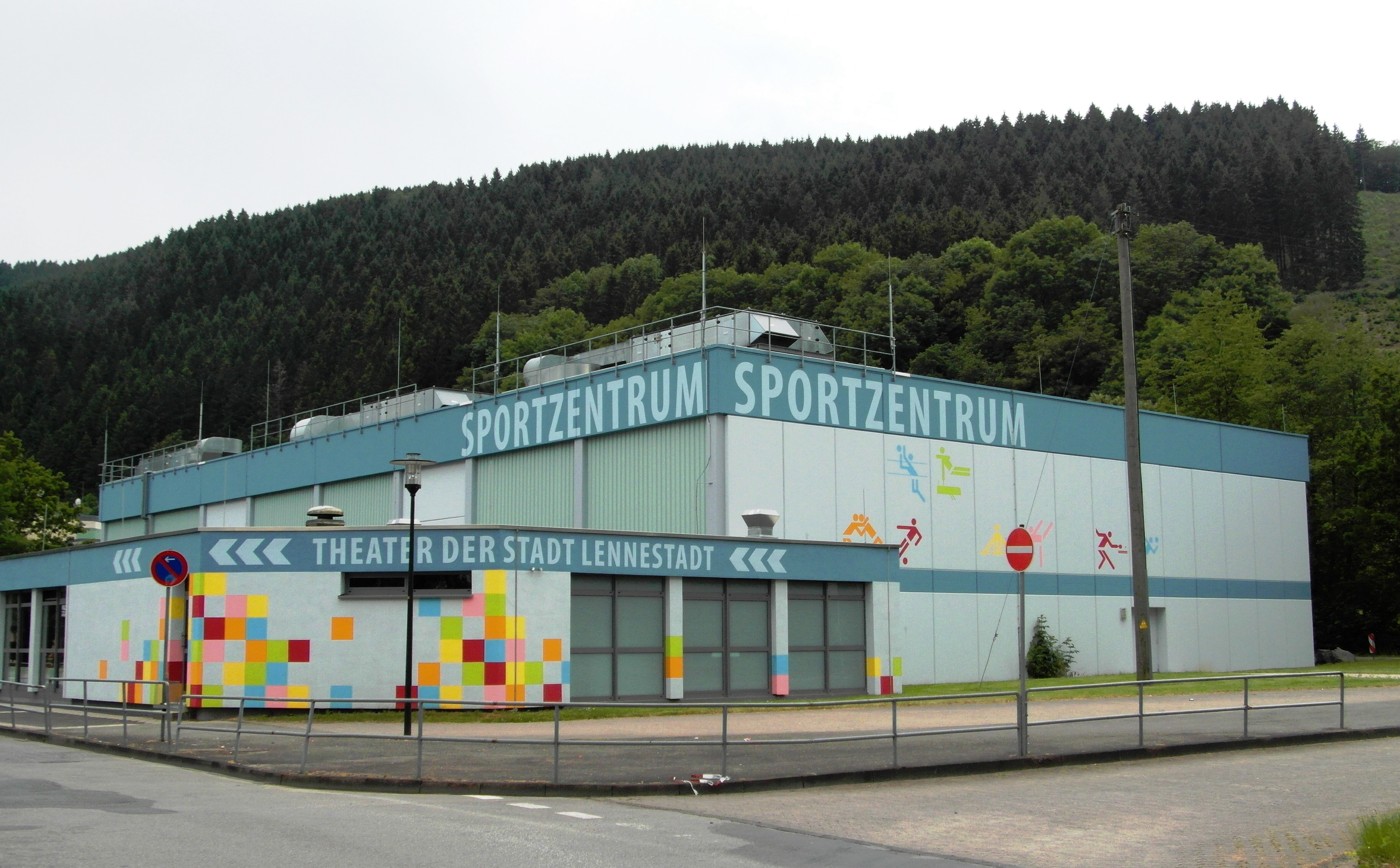
Sporthalle der Anne-Frank-Schule in Meggen

Die 1946 gegründete Kulturgemeinde Hundem-Lenne e.V bietet ein Kulturprogramm im 480 Plätze fassenden Theater der Stadt Lennestadt im Pädagogischen Zentrum (PZ) im Gebäude der Anne-Frank-Hauptschule in Meggen an. Das Programm umfasst Schauspiel, Kleinkunst, Musical, Konzert sowie Kinder- und Jugendtheater. Von den 38 Veranstaltungen können 16 als Gesamtabonnement oder 2 verschiedene Abonnementreihen mit 8 Veranstaltungen gebucht werden.

### Kino
Seit 1916 befindet sich – mit Unterbrechungen – in Altenhundem ein Kino. Das heute als Lichtspielhaus Lennestadt firmierende Haus ist neben einem Multiplexkino in der Kreisstadt Olpe das einzige im Kreisgebiet. Es verfügt über drei Säle. Die staatliche Film- und Medienstiftung NRW ehrte die Kinobetreiber mit zwei Programmpreisen 2015 für die guten Konzepte in der Auswahl von deutschen und europäischen Filmen und auch von geeigneten Filmen für Kinder und Jugendliche.

### Museen

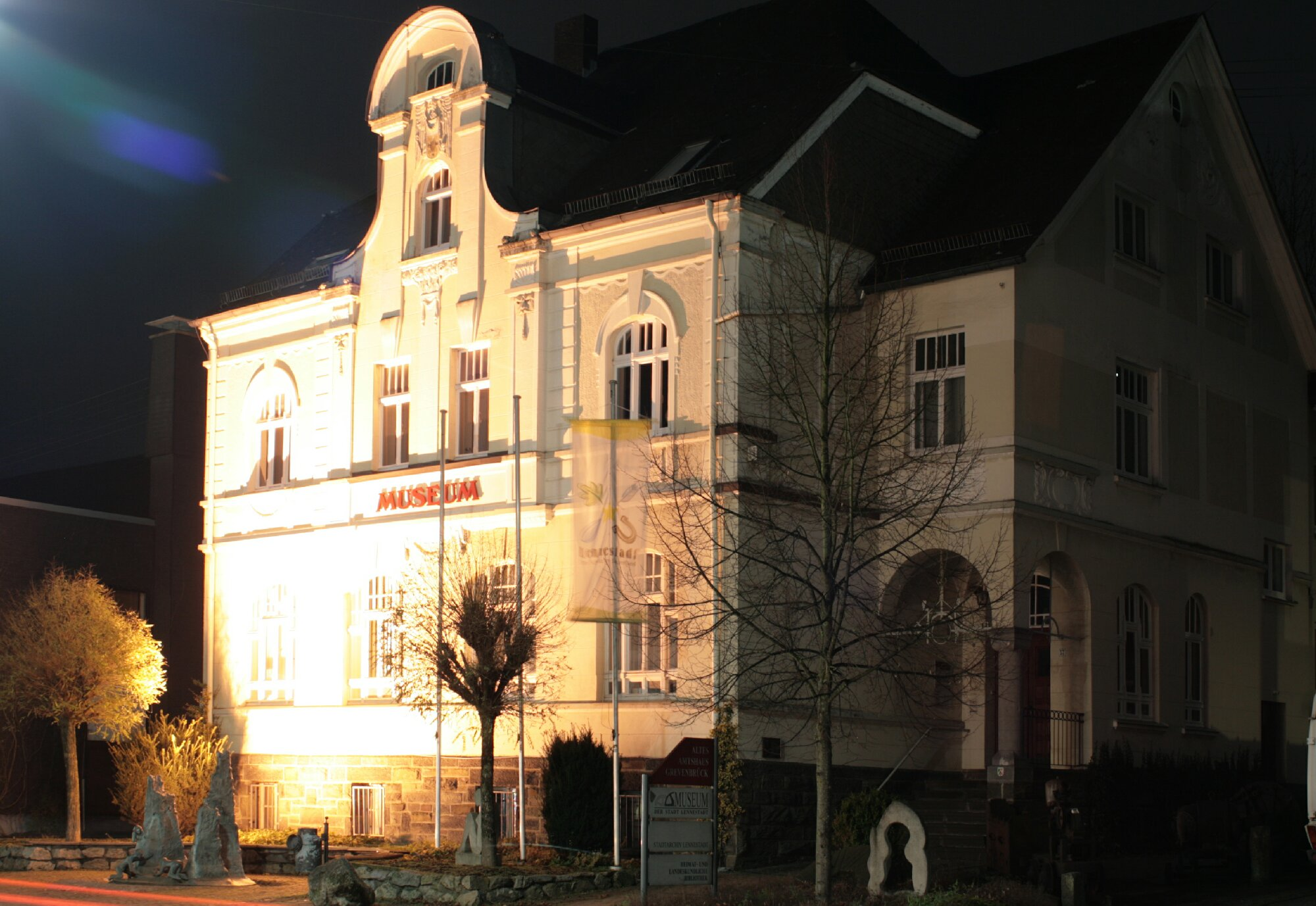
Museum der Stadt Lennestadt

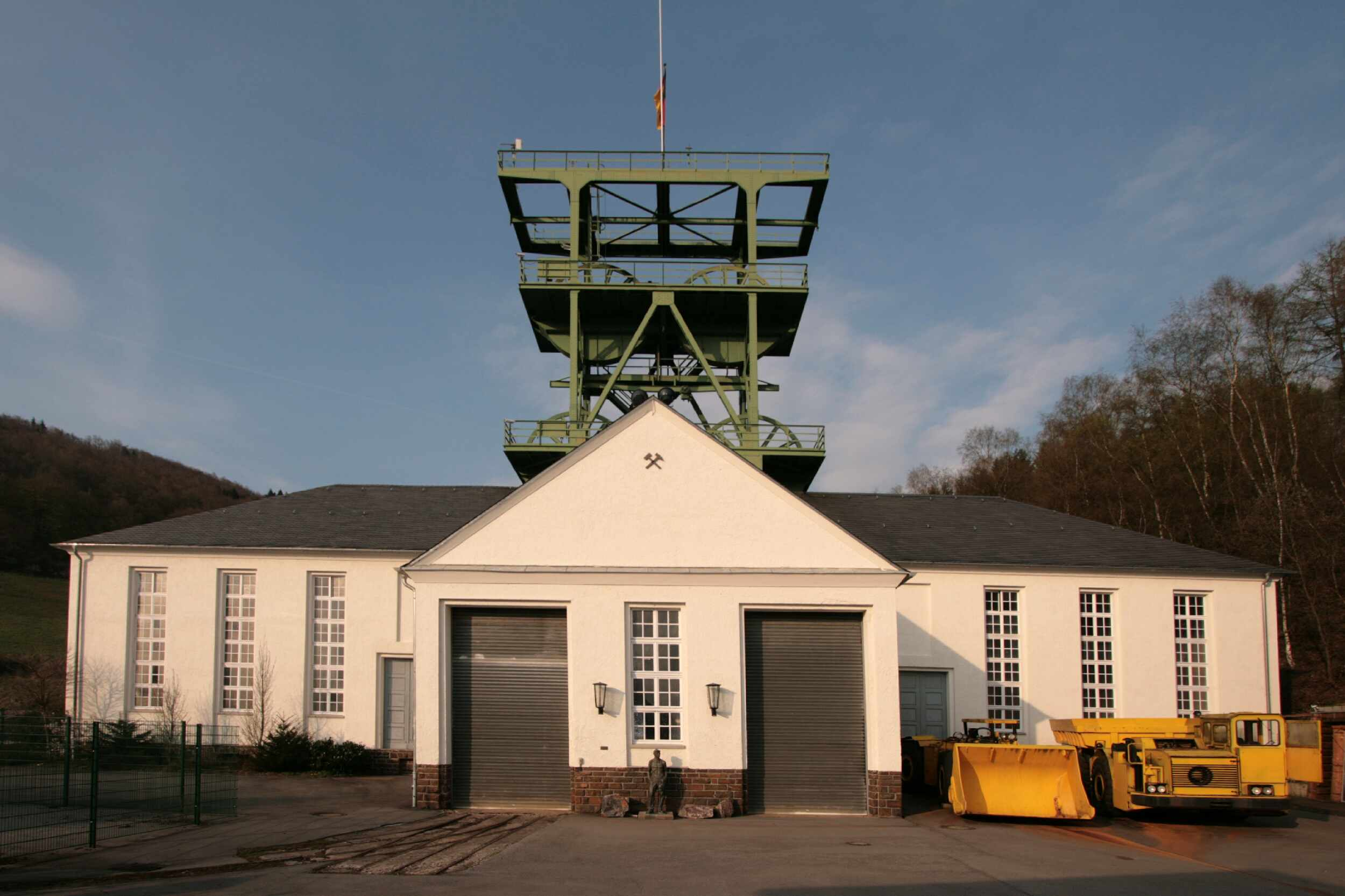
Bergbaumuseum Siciliaschacht

In Grevenbrück befindet sich das Museum der Stadt Lennestadt, in dessen Gebäude auch die Heimat- und landeskundliche Bibliothek der Stadt und das Stadtarchiv zu finden sind. Seit 1998 betreibt der Förderverein Bergbaudenkmäler Lennestadt das Bergbaumuseum Siciliaschacht in Meggen, das an die Bergbautradition des Ortes erinnert.
Im Haus des Gastes in Saalhausen unterhält die Stadt für die im Jahre 1969 verstorbene Schriftstellerin und Malerin Josefa Berens-Totenohl die Josefa-Berens-Stube mit einer Sammlung ihrer Werke und Nachlassgegenständen u. a. Im Zuge der bevorstehenden Umbenennung der an die Schriftstellerin erinnernden Straßenbezeichnungen in Gleierbrück, wurde die Josefa-Berens-Stube Anfang 2014 für Besucher geschlossen. Für die Verwendung der Stube wird ein neues Konzept erarbeitet.

### Musik
Die Musikschule Lennestadt-Kirchhundem für Kinder und Jugendliche ist eine kommunale Musikschule der Gemeinde Kirchhundem und der Stadt Lennestadt als Schulträger. Angebote der Musikschule sind insbesondere alle gängigen Blas-, Streich-, Schlag-, Tasten- und Zupfinstrumente; Gesangsunterricht; Früherziehung/Grundausbildung für Vier- bis Sechsjährige; Musikgarten für Kinder ab 18 Monaten, Musiklehre und Gehörbildung. Derzeit besuchen etwa 800 Schüler die Musikschule. Der Unterricht findet in den Grundschulen von Lennestadt und Kirchhundem statt.
Für die weitere Betätigung in der Instrumentalmusik reicht das Angebot von den traditionellen Musikvereinen und Tambourcorps bis hin zu Initiativen wie dem 1974 gegründeten Kammerorchester Collegium Musicum und der Jungen Philharmonie Lennestadt e. V. Die Junge Philharmonie wurde im Jahr 2002 mit dem Ziel gegründet, jungen talentierten Laienmusikern die Gelegenheit zum Musizieren zusammen mit Profimusikern zu geben. Auch Erwachsenen, die bereits ein Instrument gelernt haben, kann der Verein den Anreiz für neue Aufgaben in einem Heimatorchester bieten. Das Repertoire der Jungen Philharmonie ist breit gestreut und reicht von klassisch bis modern.
Die Anhänger aktueller Musik finden in der Konzertreihe des Jugendzentrum OT in Grevenbrück und im Rockade Festiwoll des Jugendtreff Kirchveischede e. V. ein breit gefächertes Angebot.
Musikalische Höhepunkte sind die Hospizkonzerte zu Gunsten des Hospiz zur heiligen Elisabeth, einer Pflegestätte für Schwerstkranke. Bisher gelang es dem Verein Hospiz zur heiligen Elisbeth Jahr für Jahr, seinen Förderern und Gönnern die Bigbands und Orchester der nationalen und internationalen Militärmusikszene zu präsentieren, wobei die Sauerlandhalle in Altenhundem in der Regel bis zum letzten Platz gefüllt war.
Die Chorszene ist in den letzten Jahrzehnten ebenfalls vielfältiger geworden. Neben den alteingesessenen Männer- und Kirchenchören haben sich eine Anzahl von Chören für Frauen, Kinder und Jugendliche mit einem breiten Spektrum der Gesangsrichtungen etabliert, z. B. der Pop- und Gospelchor Just for Fun mit Sängern auch aus den Nachbarorten Attendorn und Finnentrop, die Chorjugend Grevenbrück mit verschiedenen Untergruppen und der Kinder- und Jugendchor Young Voices in Oberelspe. Traditionelle Chöre haben auch in Lennestadt mit Nachwuchsproblemen zu kämpfen. So gaben allein im laufenden Jahr 2019 die Männergesangvereine in Grevenbrück und Maumke und der gemischte Chor Concordia Grevenbrück ihre Vereinstätigkeit auf. Die Anzahl der Chöre im Stadtgebiet verminderte sich damit auf 19 mit 724 Sängerinnen und Sängern.

### Bauwerke

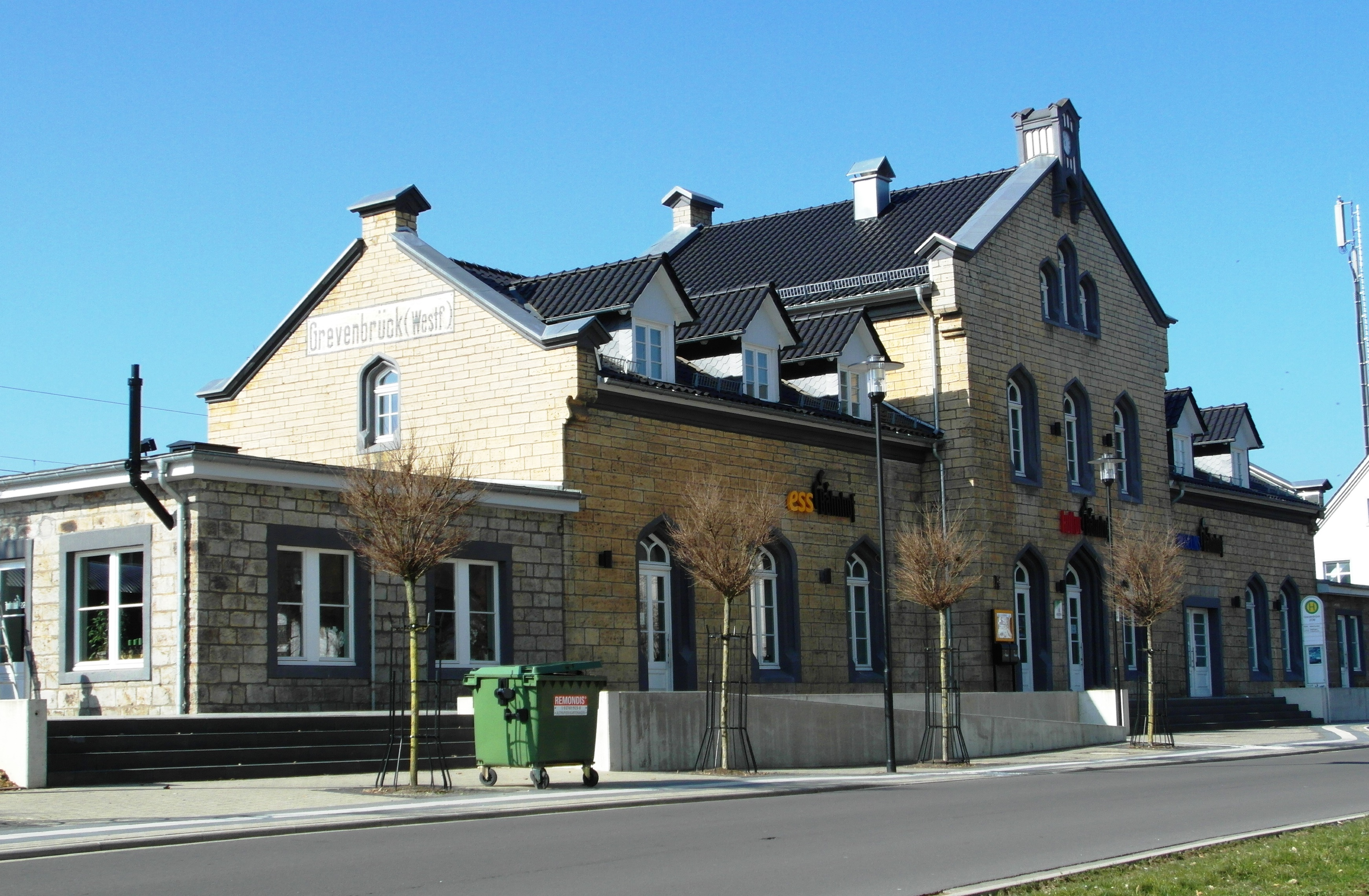
Bahnhof Grevenbrück im Tudorgotik-Stil (Ansicht März 2014 nach Renovierung)

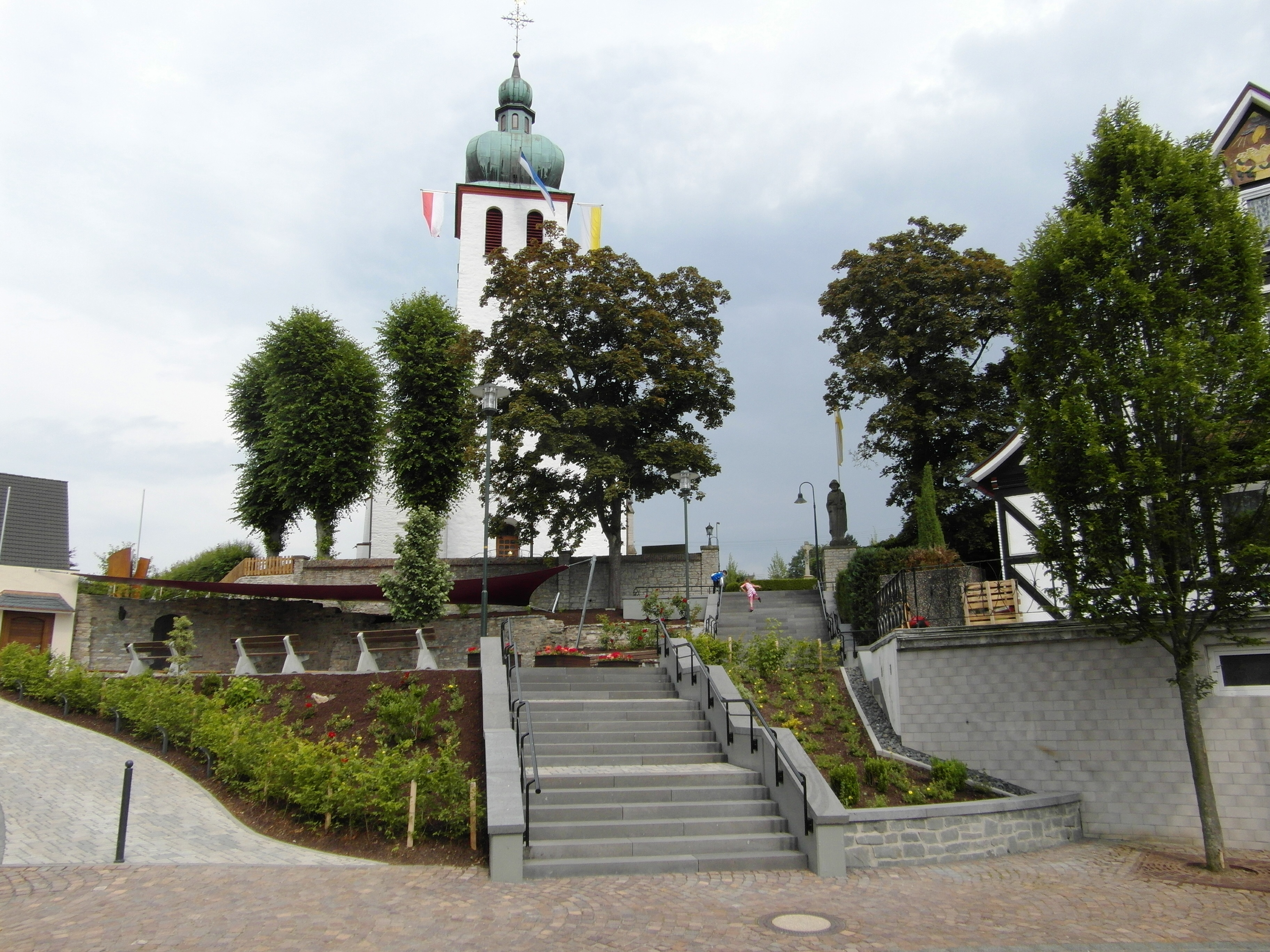
Neuer Dorfplatz Gellestadt in Elspe

→ Siehe auch: Liste der Baudenkmäler in Lennestadt
Bekannte Bauwerke sind neben den genannten Museen die Burg Bilstein, das Kriegerdenkmal Mälo in Grevenbrück, der Aussichtsturm Hohe Bracht, der Bahnhof Lennestadt-Altenhundem, das Bahnhofsgebäude in Grevenbrück, etliche regionaltypische Fachwerkhäuser insbesondere in Kirchveischede, der Lintloe-Brunnen in Oedingen (siehe Hauptartikel Haus Valbert) und der Bildstock Madonna der Straße an der Bundesstraße 55 nahe Oedingen. In Meggen befinden sich die wegen der innovativen Bauweise mehrfach ausgezeichneten Sauerland-Pyramiden. Ein sehenswertes Bauwerk ist auch der neue Dorfplatz an der Gellestatt in Elspe. Die Anlage wurde im Juni 2014 fertig gestellt und im Rahmen einer Feier am 18. Mai 2014 der Öffentlichkeit übergeben. Wesentliche Merkmale sind ein stufenfreier Zugang von der Dorfmitte zur höher gelegenen Pfarrkirche, eine mit einem Segeltuch überdachte kleine Bühne und auf dem oberen Plateau eine Brunnenanlage mit Skulpturen und Ruhebänken (siehe auch unter Elspe#Sehenswürdigkeiten).
Eine besondere Stellung unter den sehenswerten Bauwerken nehmen 14 Kirchen und 18 Kapellen ein, die die Ortsbilder prägen. 7 Pfarrkirchen und 8 Kapellen stehen unter Denkmalschutz. Dazu gehören die katholische Pfarrkirche St. Agatha in Altenhundem im Neugotikstil, die evangelische Kirche in Altenhundem im neuromanischen Stil, die katholische Pfarrkirche St. Nikolaus in Grevenbrück im Stil der Neugotik, die katholische romanisch geprägte Pfarrkirche St. Jacobus in Elspe, die katholische Pfarrkirche St. Servatius in Kirchveischede im Stil der Frühgotik, die katholische Pfarrkirche St. Bartholomäus in Meggen mit neuromanischem Westturm und die katholische Pfarrkirche St. Burchard in Oedingen mit romanischem Turm und klassizistischem Langhaus sowie die katholische Pfarrkirche St. Jodokus in Saalhausen im neuromanischen Stil.
Die 18 Kapellenbauten haben meist eine einschiffige Bauweise mit kleinem achtseitigen Dachreiter wie z. B. die Kapellen in Altenvalbert und Melbecke.

### Schutzgebiete der Natur

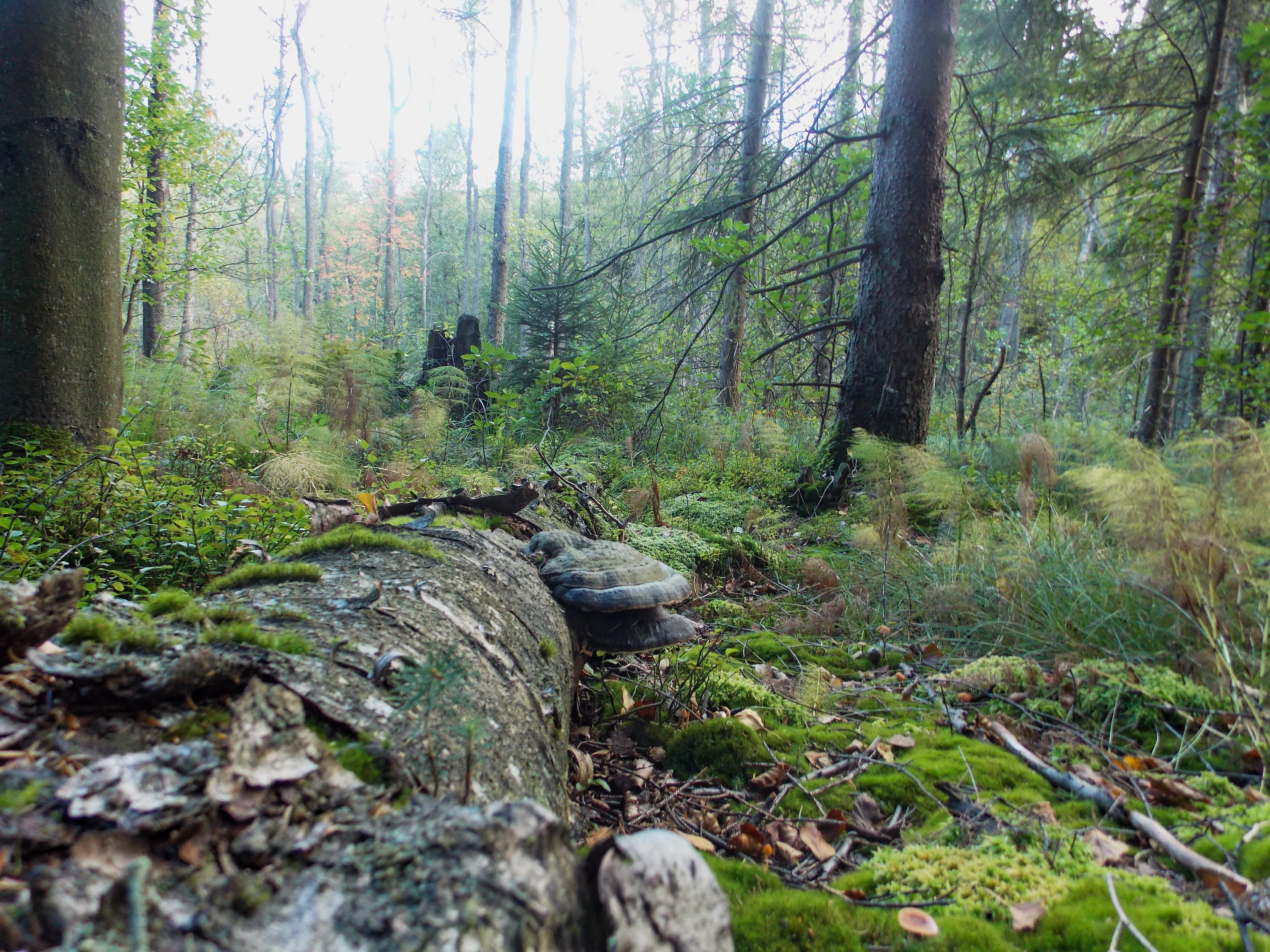
Naturschutzgebiet Buchen- und Bruchwälder bei Einsiedelei und Apollmicke

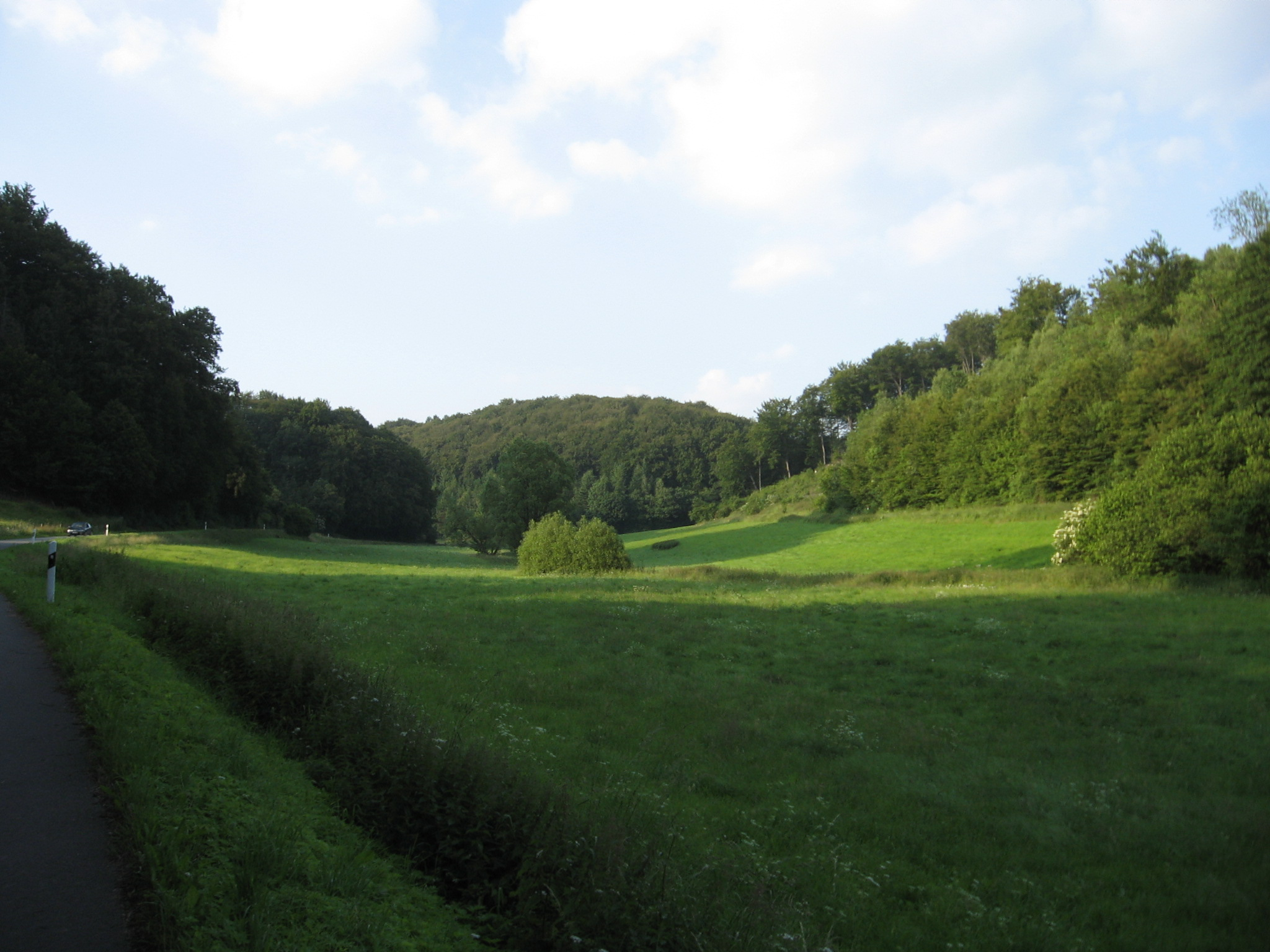
Melbecketal im Bereich des Naturschutzgebietes Melbecketal und Rübenkamp

In der Stadt gibt es zwei als Europäisches Schutzgebiet (FFH-Gebiet) ausgewiesene Gebiete. Es handelt sich um die FFH-Gebiete Buchen- und Bruchwälder bei Einsiedelei und Apollmicke (295,8 ha) und Kalkbuchenwälder, Kalkhalbtrockenrasen und Felsen südlich Finnentrop (220 ha). Teilflächen des FFH-Gebietes Kalkbuchenwälder, Kalkhalbtrockenrasen und Felsen südlich Finnentrop befinden sich in den Stadtgebieten Finnentrop und Attendorn. Im Stadtgebiet gibt es die neun ausgewiesenen Naturschutzgebiete (NSG) Breiter Hagen (9,7 ha, auch FFH-Gebiet und außerhalb des Landschaftsplangebietes), Wilhelmshöhe (9 ha, auch FFH-Gebiet), Härdler (22,4 ha), Melbecke und Rübenkamp (68,4 ha, auch FFH-Gebiet), Rümperholz (56,1 ha), Rennacken (6,3 ha), Bärenloch (20,7 ha), Wunderwäldchen (0,3 ha, NSG außerhalb des Landschaftsplangebietes), Buchen- und Bruchwälder bei Einsiedelei und Apollmicke (295,8 ha, NSG außerhalb des Landschaftsplangebietes) und Bilstein/Rosenberg (135 ha, auch FFH-Gebiet und NSG außerhalb des Landschaftsplangebietes). Vier der Naturschutzgebiete sind überwiegend und zwei weitere teilweise mit alten Rotbuchenwäldern bedeckt.
Es gibt in Lennestadt vier Naturdenkmale. Dies sind die Gleierfelsen (0,51 ha), die Rinsleyfelsen (1,36 ha), der Steinbruch bei Sporke (0,19 ha) und der Bergahorn an der Straße zwischen Melbecke und Obermelbecke. Im Stadtgebiet befinden sich auch vier geschützte Landschaftsbestandteile (LB) von 0,47 ha bis 6,79 ha Größe. Dabei handelt es sich um drei ehemalige Steinbrüche und ein Märzenbechervorkommen.
Das gesamte Stadtgebiet ist Teil des Naturparks Sauerland-Rothaargebirge. Ein Großteil davon war seit der Gründung in den 1960er Jahren auch als Landschaftsschutzgebiet ausgewiesen. Seit dem 30. November 2006 gibt es für das östliche Stadtgebiet den Landschaftsplan Elsper Senke-Lennebergland. Dort sind Flächen außerhalb der bebauten Ortsteile und des Geltungsbereichs eines Bebauungsplans als Landschaftsschutzgebiet ausgewiesen, sofern kein höherer Schutzstatus wie beispielsweise ein Naturschutzgebiet besteht. Im Landschaftsplangebiet gibt es zwei Landschaftsschutzgebiete. Es sind dies das Landschaftsschutzgebiet Elsper Senke-Lennebergland Typ A und das Landschaftsschutzgebiet Elsper Senke-Lennebergland Typ B. Landschaftsschutzgebiet Typ A, steht für Allgemeiner Landschaftsschutz, während Typ B für Besonderer Landschaftsschutz: Schutz prägender Wiesentäler steht. Im Landschaftsschutzgebiet Typ A ist unter anderem das Errichten von Bauten und Erstaufforstungen, auch die Neuanlage von Weihnachtsbaumkulturen, verboten. Im Typ B besteht zusätzlich ein Umwandlungsverbot von Grünland und Grünlandbrachen. Das Landschaftsschutzgebiet Typ B besteht aus mehreren Teilflächen, während das Landschaftsschutzgebiet Typ A eine zusammenhängende Fläche bildet, in dem alle anderen Schutzgebiete und die bebauten Bereiche innerhalb des Plangebietes liegen. Außerhalb des Landschaftsplangebietes sind Teile des Stadtgebietes Bestandteil des am 8. Dezember 2004 von der Bezirksregierung Arnsberg ausgewiesenen Landschaftsschutzgebietes Kreis Olpe, welches große Teile des Kreisgebietes außerhalb von Landschaftsplangebieten umfasst. Von dem Landschaftsschutzgebiet Kreis Olpe liegen 3039 Hektar im Stadtgebiet. Die Vorschriften sind fast identisch mit denen des Landschaftsschutzgebiet Typ A.
Im Stadtgebiet befinden sich auch zahlreiche wegen ihrer Seltenheit geschützte Biotope wie Quellen und Felsen. Sie stehen wegen der Seltenheit, unabhängig von den oben genannten Schutzkategorien unter Schutz.
Neben anderen Vogelarten kommen in Lennestadt die Großvögel Schwarzstorch, Graureiher, Habicht, Rotmilan, Uhu und Kolkrabe vor.

### Bodendenkmäler

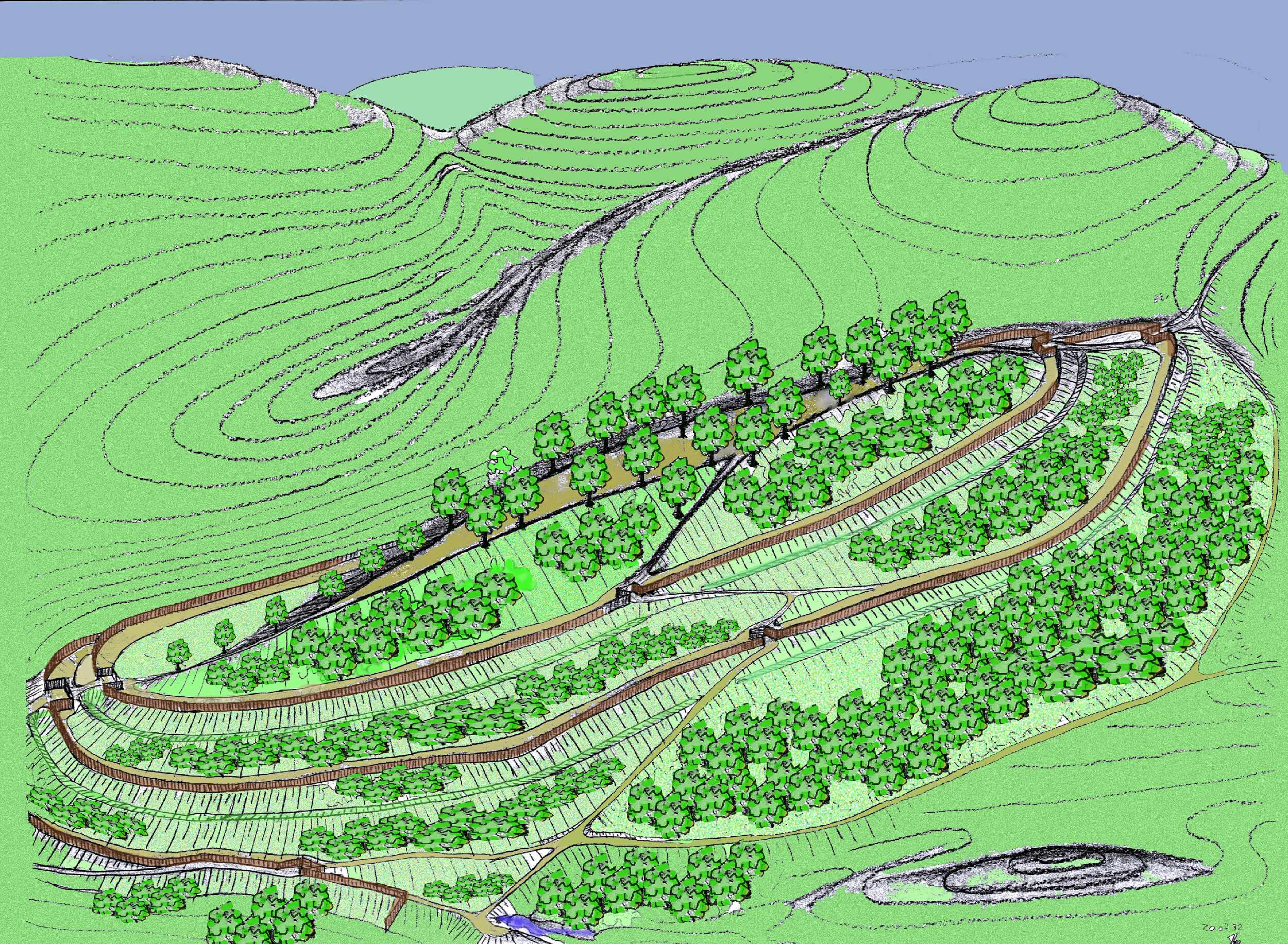
Rekonstruktion der Wallanlage Weilenscheid

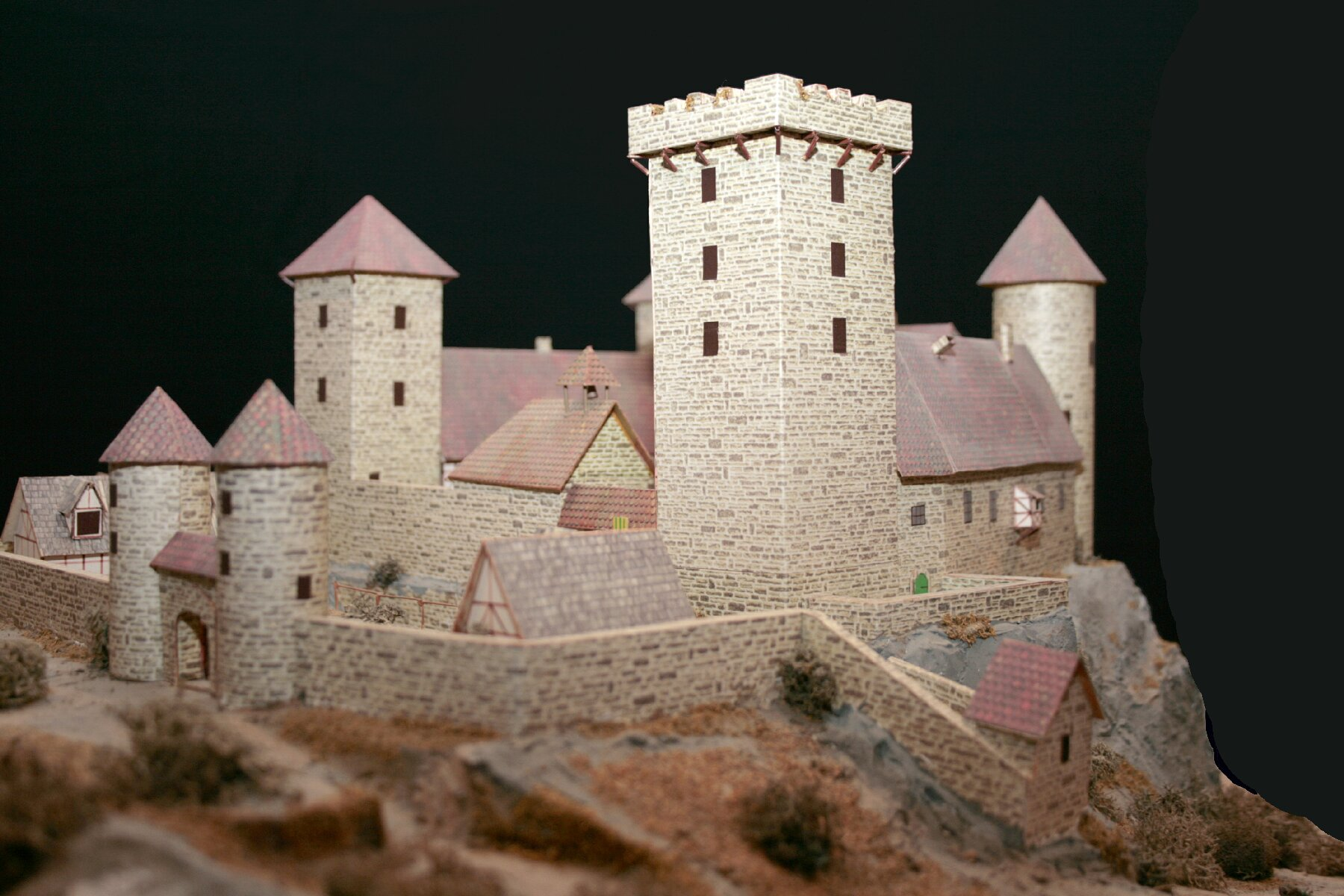
Rekonstruktion der Peperburg

→ Siehe auch: Liste der Bodendenkmäler in Lennestadt
Im Stadtgebiet gibt es zwölf unter Denkmalschutz stehende Bodendenkmäler. Sie werden hauptsächlich den Kategorien Wallburgen, Grabhügel und Hohlwegen zugeordnet. Daneben sind noch Reste von Burg- und Klosterruinen vorhanden.
Die Wallburgen waren Fliehburgen für einen größeren Personenkreis. Es ist zu vermuten, dass es umfangreiche Besiedlungen schon in den Jahrhunderten vor Christi Geburt gab. Nähere Einzelheiten zu den bekannten Wallburgen enthalten die Artikel Wallanlage Weilenscheid bei Elspe, Wallburg Kahle, Wallanlage Hofkühl und Hoher Lehnberg#Wallburg Hoher Lehnberg.
Bei den Grabhügeln handelt es sich in erster Linie um einen Bestattungsbrauch im jüngeren Abschnitt der Jungsteinzeit. Sie sind deshalb Zeugen für die Besiedlung dieses Raumes in vorchristlicher Zeit. Bekannt sind die Grabhügel in Hirtenberg bei Grevenbrück und der Grabhügel in Rübenkamp bei Elspe.
Hohlwege sind Reste älterer Straßen, die im Gelände als unterschiedlich tiefe Eintiefungen zu erkennen sind. Ihre Anfänge lassen sich nicht genau bestimmen, doch geht man davon aus, dass es wichtige Fernstraßen bereits im frühen Mittelalter gab. Erhalten sind sie insbesondere in Waldgebieten. Diese Rinnen entstanden durch andauerndes Befahren unbefestigter Wege. Bei den ortsfesten Bodendenkmalen handelt es sich um archäologische Quellen, deren mögliche Auswertung zu weitergehenden Erkenntnissen führen kann, so etwa zu Art und Umfang des mittelalterlichen Wegenetzes. Beispiele sind die Hohlwege bei Obervalbert und Mondschein bei Sporke.
Im 1395 erstmals urkundlich erwähnten Grevenbrück befand sich im Mittelalter neben einem Zollhaus eine Brücke über die Lenne. Sechs bedeutende mittelalterliche Fernverbindungen trafen dort zusammen und überquerten zunächst über eine Furt, später über eine Brücke die Lenne. Es waren die Heidenstraße, eine mittelalterliche Heer- und Handelsstraße zwischen Köln und Kassel/Leipzig, der Römerweg, eine vorgeschichtliche Altstraße zwischen Bonn und Paderborn, auch Nutscheidstraße genannt, und eine Altstraße zwischen Siegen und Soest, die parallel zum Kriegerweg verlief. Der Übergang wurde durch die nahe, im 13. Jahrhundert erbaute Peperburg und die Heidenstraße vermutlich von der älteren Wallanlage Weilenscheid gesichert. Die heutigen Straßennamen Heerweg bei Lomke und Kölner Straße in Grevenbrück weisen auf diese alten Fernstraßen hin.
Bemerkenswerte Bodendenkmäler sind ferner die Burgruine Peperburg und die Ruinen des Klosters, der Burg und des Herrensitzes Oedingen.

### Parks

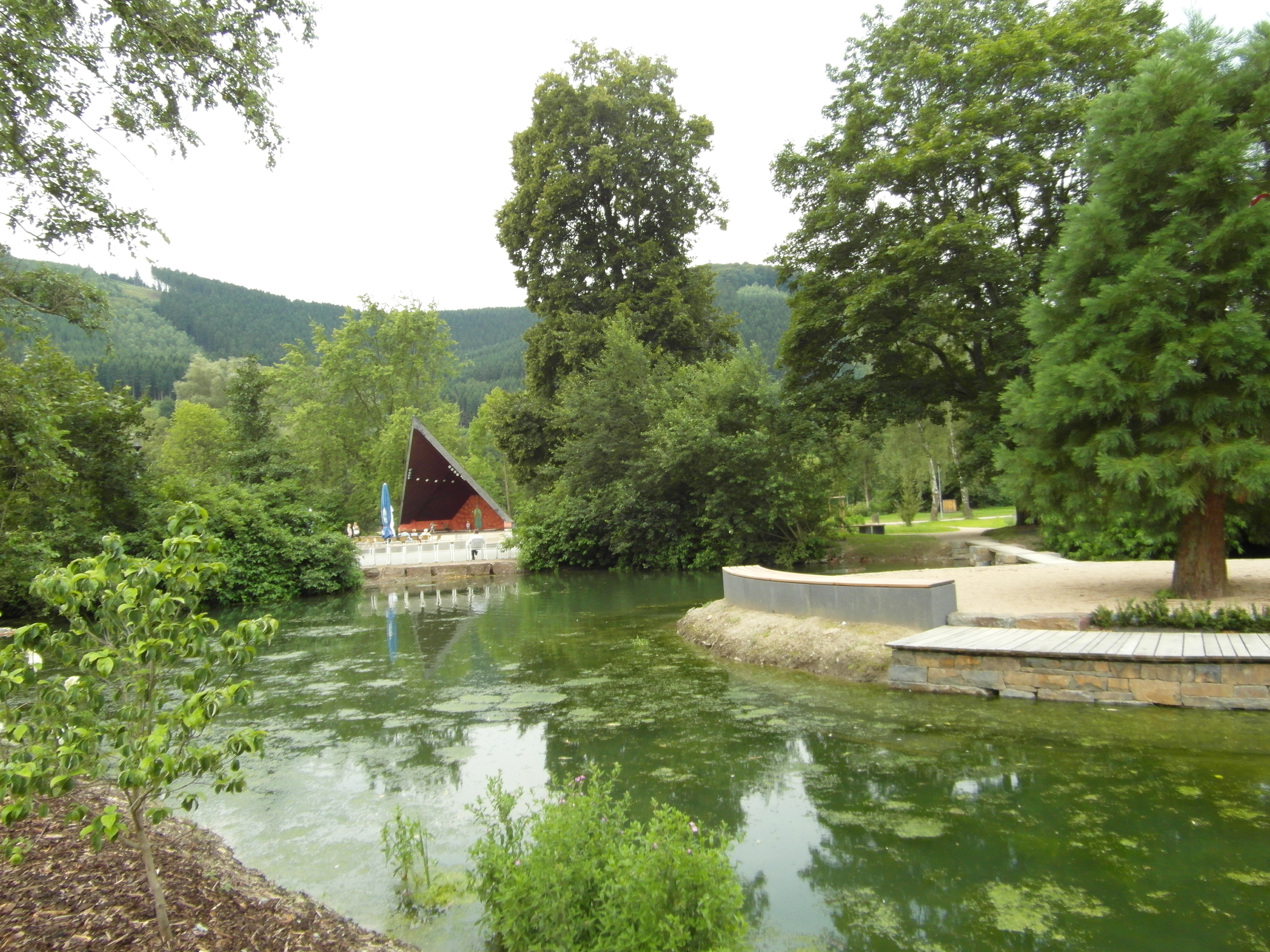
Kurpark Saalhausen Blick auf den Konzertpavillon mit anliegendem Teich und Insel

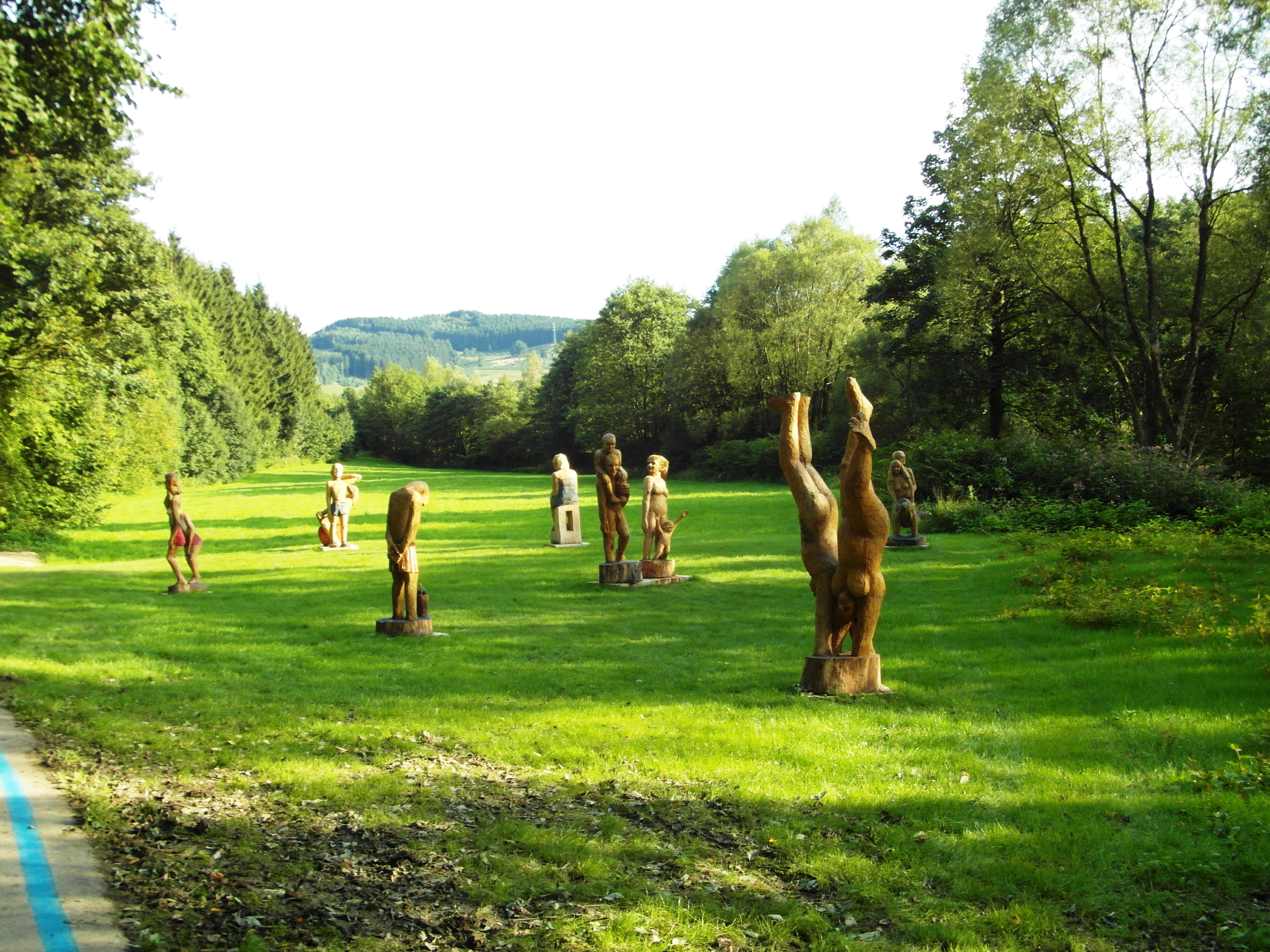
Skulpturen in den Lenneauen nahe Theten

Im Stadtteil Saalhausen, der als Luftkurort anerkannt ist, befindet sich ein Kurpark, der von der Hauptstraße und mehreren Parkplätzen zu erreichen ist. Er kann zu kurzen Spaziergängen oder längeren Rundwanderungen, auch von Rollstuhlfahrern, genutzt werden. Sitzbankgruppen in den gepflegten Grünanlagen mit vielfältigem Baum- und Strauchbestand und einem Teich laden zum Verweilen ein. Eine Verschönerung erfuhr der Kurpark durch das im Jahr 2015 realisierte Projekt „talVital in Saalhausen“ (Bestandteil des Förderprogramms „Lenneschiene“). Im Rahmen dieser Maßnahme entstanden auf 1,6 Kilometer entlang der Lenne neue Erlebnispunkte. Neu gestaltet wurde auch der Bereich um den Musikpavillon durch den Ausbau des anliegenden Teiches und Anlage einer Insel.
Auch Bilstein, das nicht mehr den Status als Luftkurort besitzt, hat einen kleinen Park.
Anfang Juni 2011 hat die Dorfgemeinschaft Oedingen auf dem Gelände Fabris Wiese einen neu gestalteten Freizeitpark in Betrieb genommen. Er hat eine Größe von ca. 6000 m² und gilt als Bespielbare Landschaft mit Naturbachlauf, Teich, Baumhaus, Lagerfeuerplatz, Brunnen und Seilbahn.
Im Sommer 2015 ist in den Lenneauen am Ortsausgang des Ortsteils Theten ein kleiner Skulpturenpark angelegt worden. Die Figurengruppe „Lennestrand“ wurde von dem Essener Bildhauer Roger Löcherbach geschaffen. Jede der Figuren ist aus einem einzelnen Holzstamm gehauen. Material und Ausdruck der Figuren fügen sich harmonisch in die Umgebung ein. Das Projekt ist von einer Stiftung eines heimischen Kreditinstituts finanziell gefördert worden.

### Stolpersteine (Mahnmale)

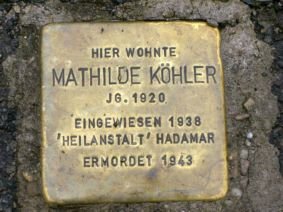
Beispiel Stolperstein für Mathilde Köhler

Der Kölner Künstler Gunter Demnig verlegte Ende April 2008 insgesamt 15 Stolpersteine in den Ortsteilen Altenhundem, Elspe, Altenvalbert und Grevenbrück zur Erinnerung an die ermordeten Opfer der nationalsozialistischen Diktatur. Ein weiterer Stein wurde Juni 2009 im Ortsteil Bilstein verlegt. Die Steine befinden sich jeweils vor dem letzten Wohnsitz der Opfer und sind in dieser Liste aufgeführt.
Die acht Gedenksteine in Altenhundem gegenüber dem Hundem-Lenne-Center erinnern an die Familien Artur Winter und Aron Neuhaus. In Elspe wurden fünf Steine vor dem Geschwister-Neheimer-Platz zum Gedenken an die Mitglieder der Familie Neheimer gelegt. In Grevenbrück und Altenvalbert wird den Euthanasieopfern Günther Tigges und Mathilde Köhler gedacht. Der Stein in Bilstein in der Straße In der Schnettmecke dient der Erinnerung an die Ermordung von Franz Peters.
Die Stadt Lennestadt hat neben anderen öffentlichen Einrichtungen die Patenschaft für die Aktion Stolpersteine übernommen.
Mit den erwähnten 16 Stolpersteinen wird 13 Mordopfern der Judenverfolgung und dreier im Rahmen des Euthanasieprogramms getöteter Mitbürger gedacht.
Die fünf jüdischen Geschwister Neheimer flüchteten nach der Pogromnacht im November 1938 aus Elspe zu ihrer Schwester nach Mons in Belgien. Von dort wurden sie nach der Besetzung durch deutsche Truppen im Jahr 1942 in den Osten deportiert und ermordet. Mathilde Köhler wuchs als Schülerin zunächst in Altenvalbert auf, ehe sie psychisch erkrankte und Aufenthalte in einer Heilanstalt nötig wurden. Schließlich wurde sie in die NS-Tötungsanstalt Hadamar verlegt und dort 1943 getötet; als Todesursache wurde Darmerkrankung angegeben. Auch Franz Peters aus Bilstein wurde aufgrund einer Epilepsieerkrankung im Jahr 1937 zunächst in eine Heilanstalt eingewiesen. Von dort gelangte er am 17. Juli 1943 ebenfalls in die Tötungsanstalt-Hadamar, wo er vermutlich am gleichen Tag ermordet wurde. Sein Tod wurde mit einer Lungenentzündung begründet.

### Regelmäßige Veranstaltungen
Zu den regelmäßigen Veranstaltungen gehören die Schützenfeste, die in allen größeren Ortsteilen jedes Jahr gefeiert werden. Außerdem findet jährlich im August ein mehrtägiges Stadtfest, seit 2005 zusammen mit dem Sauerländer Straßenmusiker-Festival, in Altenhundem statt. In den Ortsteilen Meggen, Grevenbrück, Saalhausen und Bilstein führen die örtlichen Karnevalsvereine jährlich am Rosenmontag als Hauptveranstaltung einen Rosenmontagszug durch. Überregional bekannt ist der Umzug des Karnevalsclubs Grevenbrück am Veilchendienstag.

### Sport
In den Ortsteilen bieten über 50 Sport-, Wander- und Freizeitvereine Möglichkeiten der körperlichen Betätigung und Entspannung. Neben den traditionellen Sportarten Fußball, Handball, Leichtathletik, Tennis, Turnen, Schwimmen, Radfahren und Skisport gibt es auch Angebote in den Bereichen Luftsport, Motorsport, Karate, Taekwondo und Tanzen.
Für die ca. 15 Fußballvereine mit ihren Senioren-, Jugend-, Frauen- und Mädchenteams wurde in den Jahren 2004 bis 2007 eine Anzahl neuer Kunstrasenplätze angelegt. Insgesamt stehen den Lennestädtern elf Kunstrasenplätze und ein Naturrasenplatz (in Trockenbrück) zur Verfügung. Zur Förderung der Leichtathletik wurde der Sportplatz in Grevenbrück mit einer 400-Meter-Rundlaufbahn, einer Hochsprung-, einer Weitsprung- und einer Stabhochsprunganlage ausgestattet. Für die Hallensportarten stehen in elf Ortsteilen Turnhallen zur Verfügung. Das Hallenbad Lenne Therme in Meggen bietet neben den Schwimm- und Saunazeiten auch Kurse in Aquafitness und Wassergymnastik an. Dort trainieren einige weiterführende Schulen und die Behinderten-Sportgemeinschaft. Die Ortschaft Grevenbrück besitzt ein eigenes Lehrschwimmbecken für die Schulen. Ein weiteres Lehrschwimmbecken findet sich im Ortsteil Elspe. Dieses wird jedoch nicht mehr als solches genutzt und wurde aufgrund zu hoher Investitionskosten geschlossen. In Bilstein und Saalhausen wurden mit Hilfe von Bürgerinitiativen die alten Freibäder modernisiert und als attraktive Naturfreibäder wieder eröffnet. In Saalhausen finden Mountainbiker und Straßenfahrer ein geeignetes Umfeld mit vielen Übungs- und Wettkampfmöglichkeiten.
Um Hohe Bracht und Halberbracht gibt es im Winter zahlreiche gespurte Loipen und Liftanlagen für den Skisport. Seit 2003 gehören diese Wintersporteinrichtungen zur damals gegründeten Wintersport-Arena Sauerland.
Am Dolberg in Saalhausen hat der Drachenflugclub Kreis Olpe ein Fluggelände für Hängegleiter- und Gleitschirmflieger.

## Wirtschaft und Infrastruktur

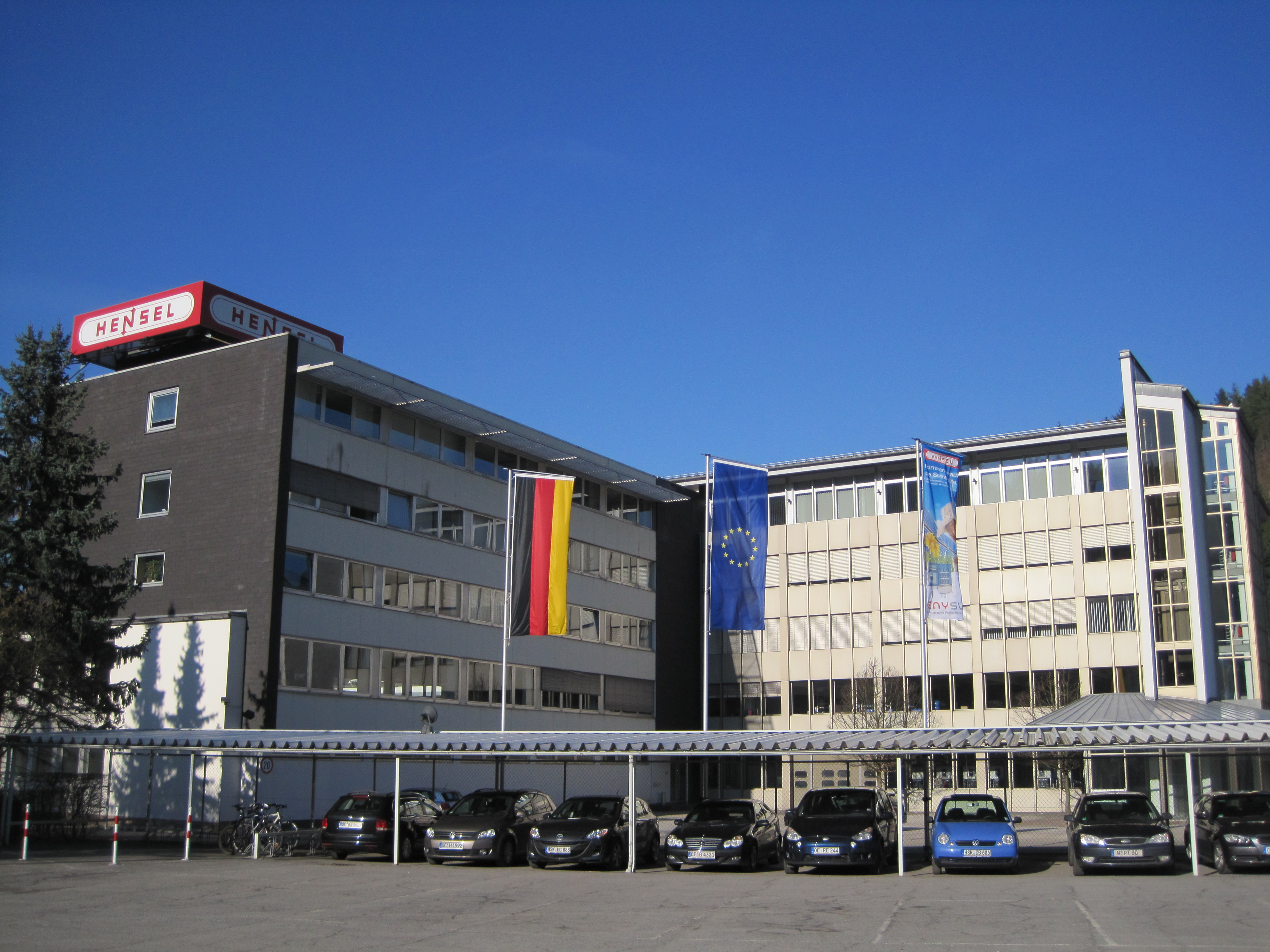
Firmenzentrale von Hensel in Altenhundem

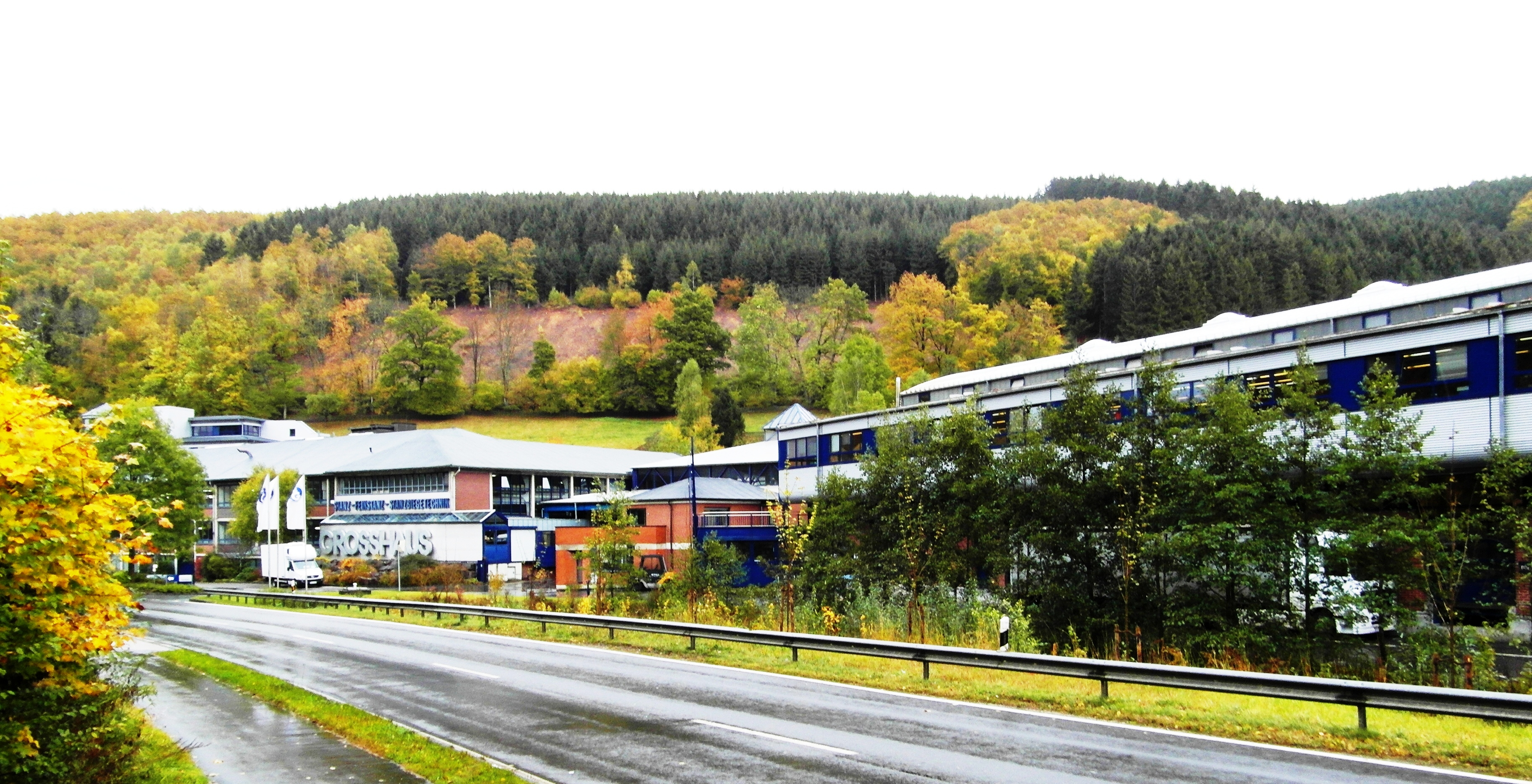
Gelände der Firma Egon Grosshaus in Bonzellerhammer

### Wirtschaftsstruktur
Der Strukturwandel nach der Eröffnung der Bahnlinie Hagen–Altenhundem–Siegen hat im Raum Lennestadt zu einer starken Ausweitung des metallverarbeitenden Gewerbes geführt. Von den sozialversicherungspflichtig Beschäftigten im Gebiet der Stadt Lennestadt (am 31. Dezember 2019 9753 Personen) entfällt ein vergleichsweise hoher Anteil von 53,0 Prozent auf das produzierende Gewerbe einschließlich verarbeitende Unternehmen. Der Durchschnitt im Land Nordrhein-Westfalen ist 26,5 Prozent. Die Beschäftigungssituation in Lennestadt trägt dazu bei, dass die Arbeitslosenquote des Kreises Olpe Ende Mai 2021 von 4,0 Prozent relativ niedrig ist (Quote für Land Nordrhein-Westfalen: 7,5 Prozent).
Vor dem Hintergrund erheblicher Kaufkraftabflüsse wurde im Jahr 2002 auf Initiative des Einzelhandels mit Unterstützung der Stadt Lennestadt der Verein Stadtmarketing Lennestadt e. V. gegründet. Ihm gehören drei geschäftsführende Vorstandsmitglieder, sieben Beisitzer und 182 Mitglieder und Förderer an. Die Umsetzung eines mit wissenschaftlicher Unterstützung erarbeiteten Marketingkonzeptes führte innerhalb von zehn Jahren zu einer Anhebung der Kaufkraftbindungsquote um nahezu 20 Prozentpunkte auf 98 Prozent, so dass heute kaum noch Kaufkraft in andere Orte abfließt. Beeinflusst wurde diese Entwicklung unter anderem durch die Einführung eines Einkaufs-Bonussystems („Schatzkarte“) und die Neugestaltung des Bahnhofsbereichs in Altenhundem mit Ansiedlung neuer Geschäfte. Aktuell wird die positive Situation des Einzelhandels in Lennestadt auch bestätigt durch die Auswertung der Industrie- und Handelskammer Siegen zur Handelszentralität. Die Kennziffer bedeutet das Verhältnis von Einzelhandelsumsatz zu Einzelhandelskaufkraft (jeweils je Einwohner). Für das Jahr 2018 beläuft sich die Handelszentralität von Lennestadt auf 107,5. Hierin kommt zum Ausdruck, dass per Saldo von auswärts noch Kaufkraft nach Lennestadt zufließt.
Von großer wirtschaftlicher Bedeutung für den Ortsteil Grevenbrück war die Gründung der Kalkwerke Grevenbrück im Jahr 1902. Einen überregionalen Bekanntheitsgrad erwarben insbesondere die Unternehmen Egon Grosshaus (Autozulieferer, Stanzbiegetechnik), H & R Spezialfedern, Hensel (Elektroinstallation und Verteilungssysteme), Tracto-Technik (Spezialmaschinen und Biegetechnik) und Viega (Sanitär- und Heizungssysteme).
Nicht unbedeutend sind auch die Bereiche Tourismus und Freizeitangebote wie Wandern, Radfahren, Ferien auf dem Bauernhof und andere. Hervorzuheben sind dabei die Orte Saalhausen, Milchenbach, Langenei, Gleierbrück, Bilstein mit Burg Bilstein und Elspe (Elspe Festival). Die Lausebuche bei Oberelspe (näheres siehe Oberelspe#Historische Daten und Orte), der ehemalige Steinbruch nahe der Peperburg bei Grevenbrück und der Rinsleyfelsen bei Saalhausen zählen zu der Auswahl von 43 Orten in Südwestfalen, die im März 2019 von Vertretern des Sauerland-Tourismus auf der Internationalen Tourismusbörse in Berlin als besonders beliebte Wanderziele (Seelenorte) vorgestellt worden sind.

### Öffentliche Einrichtungen

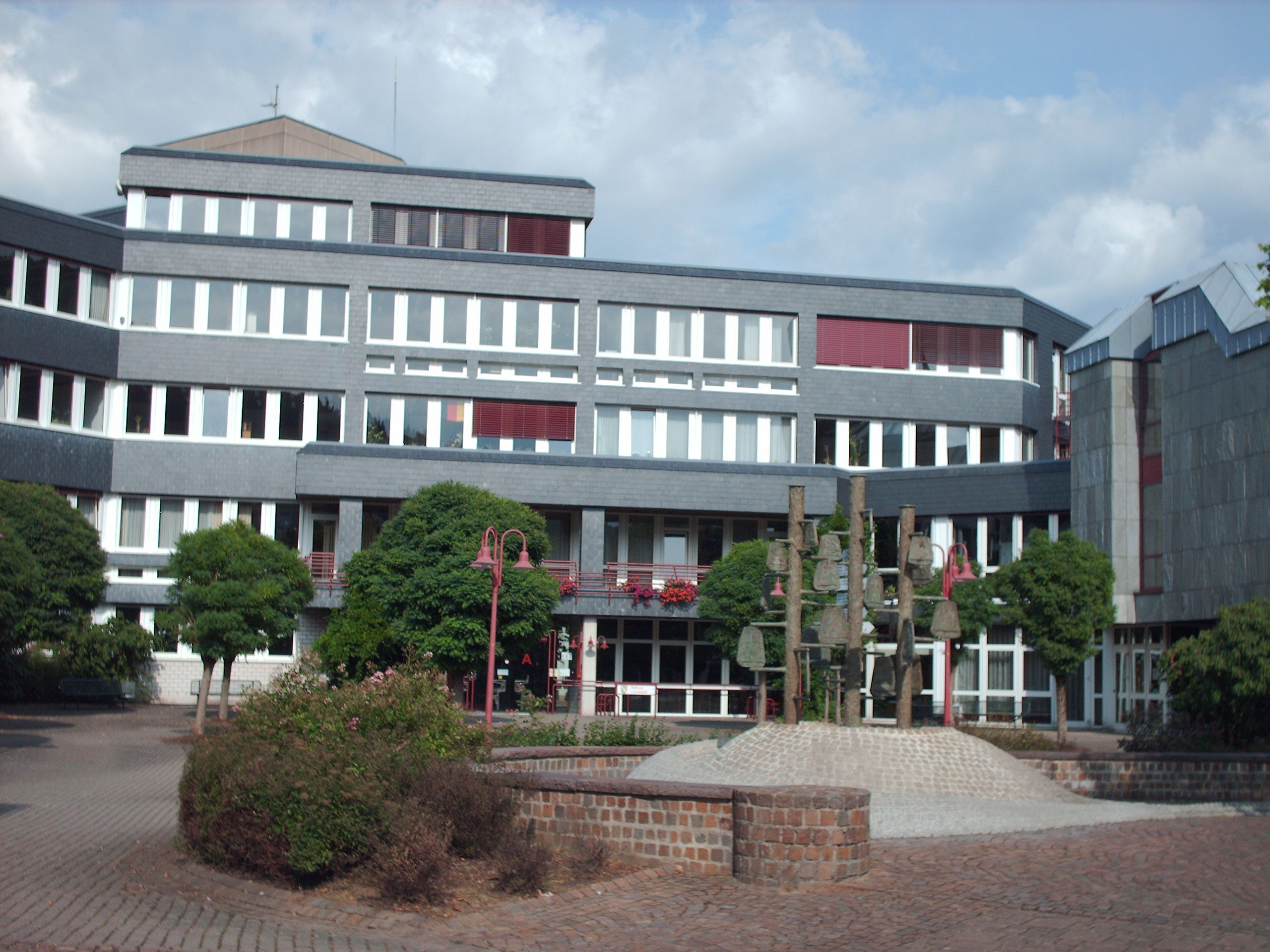
Rathaus

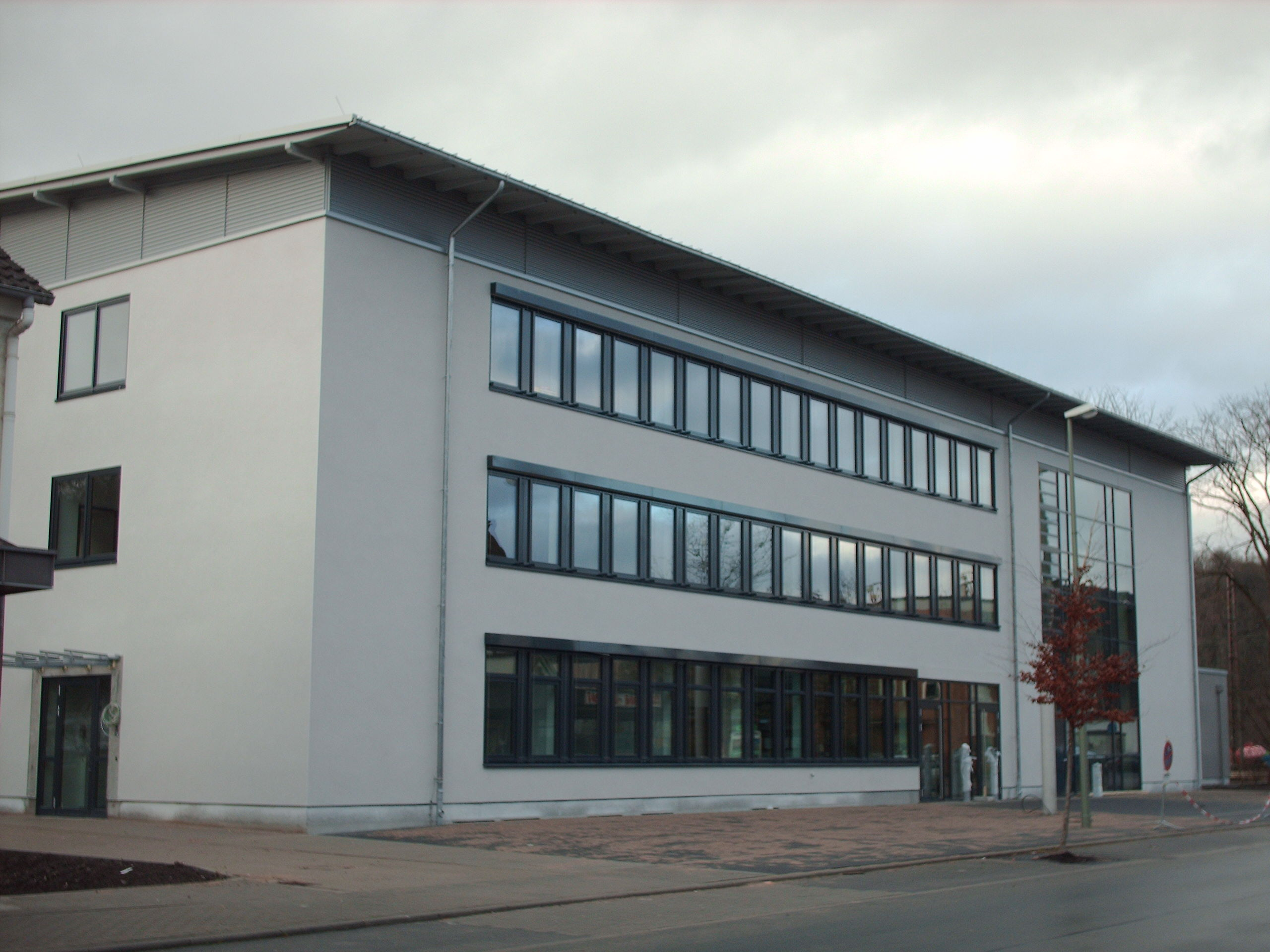
Amtsgericht

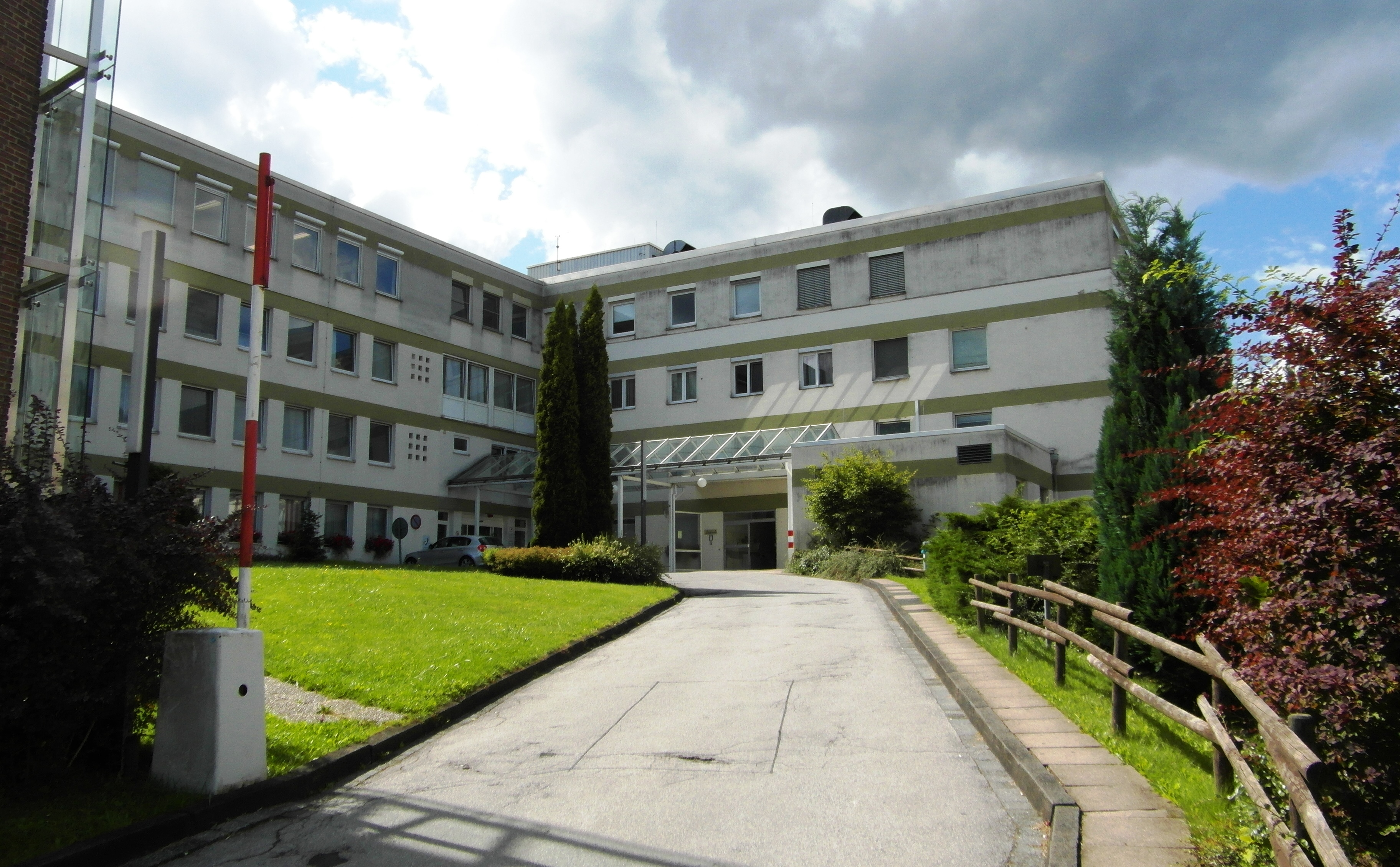
Haupteingang St.-Josefs-Hospital

#### Rathaus und Amtsgericht
In Altenhundem befindet sich das in den 1970er-Jahren nach der Gebietsreform in Nordrhein-Westfalen erbaute Rathaus der neu gebildeten Stadt Lennestadt; das Amtsgericht Lennestadt wurde im Ortsteil Grevenbrück errichtet.

#### Heimat- und Landeskundliche Bibliothek/Stadtarchiv
Die Bibliothek mit rund 3000 Bänden enthält Monographien und Zeitschriften zur Allgemeinen Geschichte, Ortsgeschichte, Volkskunde, Familien-, Kirchen-, Rechts-, Sozial-, Kunst-, Technik- und Wirtschaftsgeschichte. Der größte Teil der Bücher kann für vier Wochen kostenlos ausgeliehen werden. Das Stadtarchiv Lennestadt ist die zentrale städtische Dienststelle für alle Fragen zur Lennestädter Stadtgeschichte. Als Gedächtnis der Stadt Lennestadt enthält sie stadtgeschichtlich wichtige Unterlagen, die bis ins 19. Jahrhundert zurückreichen und von den Bürgern eingesehen und ausgewertet werden können.

#### St.-Josefs-Hospital Altenhundem
Das St.-Josefs-Hospital mit einer Kapazität von rund 190 Betten gehört zusammen mit dem Krankenhaus St. Martinus in Olpe zur Katholischen Hospitalgesellschaft Südwestfalen GmbH in Olpe. Daneben bestehen drei gemeinsame Kompetenzzentren (Brust-, Darm- und Gefäßzentrum) in Kooperation mit auswärtigen Fachkliniken.

### Verkehr

#### Öffentlicher Personen-Nahverkehr

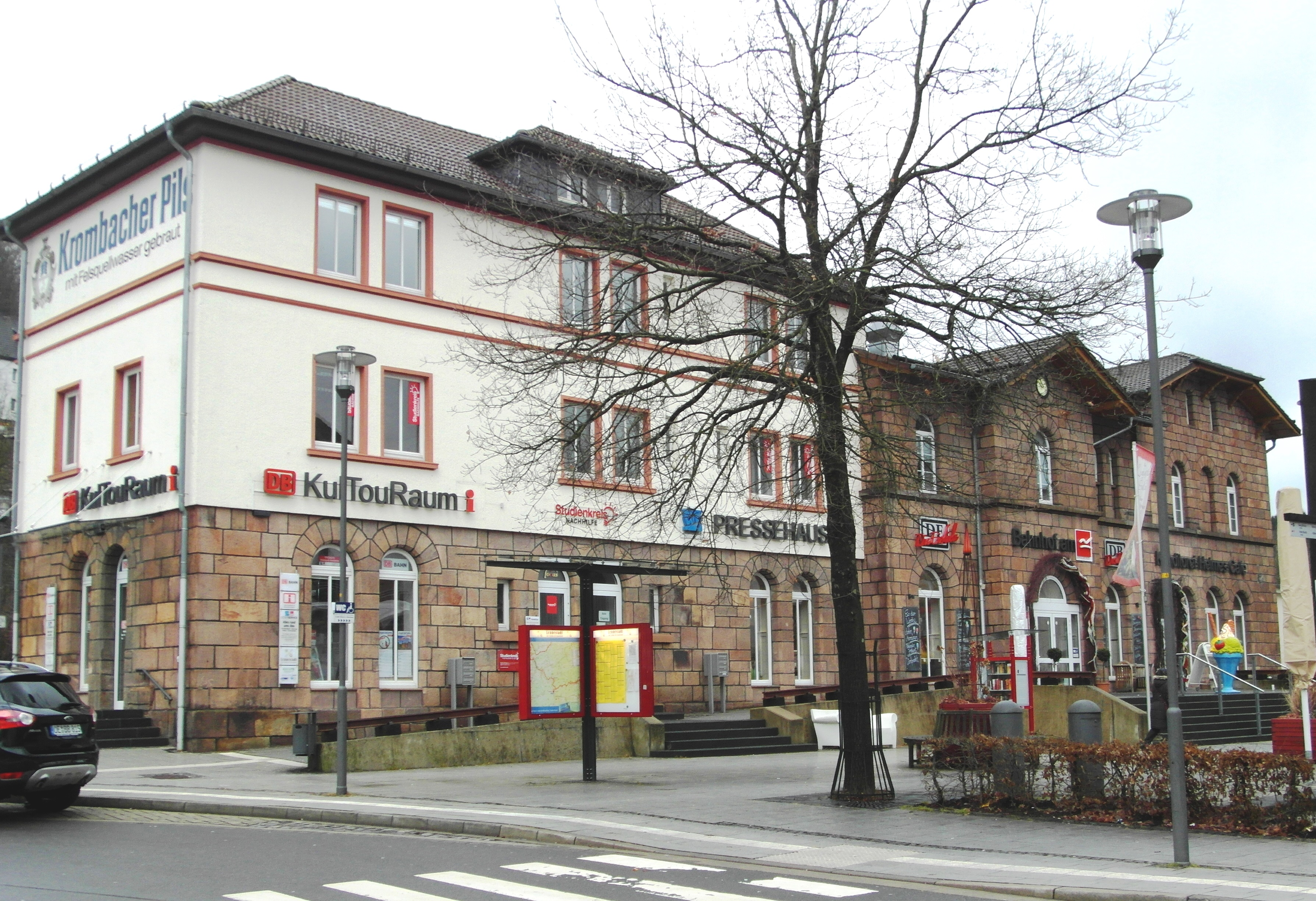
Renoviertes Bahnhofsgebäude Altenhundem

Lennestadt liegt mit den Bahnhöfen Lennestadt-Altenhundem, Lennestadt-Grevenbrück und Lennestadt-Meggen an der Ruhr-Sieg-Strecke von Hagen nach Siegen.
Bis 1944 bestand mit der Bahnstrecke Altenhundem–Birkelbach noch eine Eisenbahnverbindung nach Erndtebrück, deren Brücken aber im Kriegsverlauf von sich zurückziehenden Verbänden der deutschen Wehrmacht gesprengt wurden. Die Tunnelabschnitte sind zum Teil noch erhalten geblieben. Die Strecke nach Wenholthausen wurde bis Mitte der 1960er Jahre bedient. Zu dieser Zeit galt Altenhundem als Eisenbahndorf.
Vom Bahnhof Grevenbrück aus verkehrten früher auch zwei Oberleitungsbus-Linien, darunter die Kalkbahn Grevenbrück zum Steinbruch, die von 1903 bis 1907 betrieben wurde, sowie die Veischedetalbahn nach Kirchveischede, die von 1904 bis 1916 in Betrieb war.
Buslinien der VWS und BRS verkehren nach Kirchhundem, Olpe, Hilchenbach, Finnentrop, Schmallenberg, Meschede und Attendorn.
Die Gemeinschaftsinitiative Busse & Bahnen NRW hat den Bahnhof in Altenhundem zum Wanderbahnhof des Jahres 2012 gekürt. Aus über 100 Vorschlägen von Bahn- und Wanderfreunden ging der in den Jahren 2007/08 renovierte Bahnhof als Sieger hervor. Kriterien waren eine gute Anbindung an die gepflegten ausgeschilderten Wanderwege und die Gastronomieangebote. Als erster Bahnhof in Südwestfalen erhielt der Bahnhof Altenhundem im Jahr 2013 eine weitere Auszeichnung durch den Verkehrsclub Deutschland als kundenfreundlicher Bahnhof.

#### Individualverkehr
Die Bundesstraßen 55, 236 und 517 führen durch die Stadt. Die nächste Autobahnanschlussstelle befindet sich ca. 15 km von Grevenbrück entfernt in Olpe an den Autobahnen A 4/A 45.
Während die B 55 von Meschede kommend weiter südlich unter anderem die Ortsteile Oedingen, Oberelspe, Elspe, Grevenbrück, Bonzel, Bilstein und Kirchveische verbindet, verläuft die B 236 nach Kreuzung der Lenne nahe Grevenbrück über Kickenbach, Langenei und Saalhausen in Richtung Schmallenberg.

##### Radverkehr
Lennestadt ist an das Radverkehrsnetz NRW angeschlossen und liegt auch an der Lenneroute, die von der Lennequelle auf dem Kahlen Asten zur Mündung der Lenne an der Hohensyburg führt. Ein weiterer Ausbau des Radwegenetzes ist mit der Inbetriebnahme des SauerlandRadrings erfolgt. Die Rundstrecke ist 84 km lang und führt von Finnentrop über die Orte Eslohe, Schmallenberg und Lennestadt-Altenhundem wieder zurück nach Finnentrop. Da die Streckenführung überwiegend alten Bahntrassen folgt, bleiben die gelegentlichen Steigungen moderat. Der durch das Gebiet von Lennestadt führende Teilabschnitt von Störmecke über Saalhausen, Langenei und Kickenbach bis Altenhundem verläuft nahe der B 236.
Der mit einer Länge von 24 km wesentlich kürzere Radweg Rund ums Veischedetal verläuft in einem Teilabschnitt nahe der B 55 von Grevenbrück über Bonzel und Bilstein bis Kirchveischede.
Im Zuge von Straßenbaumaßnahmen wurde in den letzten Jahren auch das innerörtliche Radwegnetz von Lennestadt ausgebaut. So sind die Strecken von Oedingen über Oberelspe und Elspe bis Trockenbrück und von dort abbiegend an der Lenne entlang bis nach Meggen und Altenhundem bis auf kleine Lücken ausgewiesene Radwege.

#### Luftverkehr
Auf dem Stadtgebiet von Lennestadt befinden sich keine Flugplätze. Die nächstgelegenen Landemöglichkeiten für Flüge nach Sichtflugregeln sind die Sonderlandeplätze Attendorn-Finnentrop und Schmallenberg-Rennefeld, der nächstgelegene Flughafen ist der ca. 40 Kilometer (Luftlinie) südlich gelegene Flughafen Siegerland.

### Projekt LenneSchiene

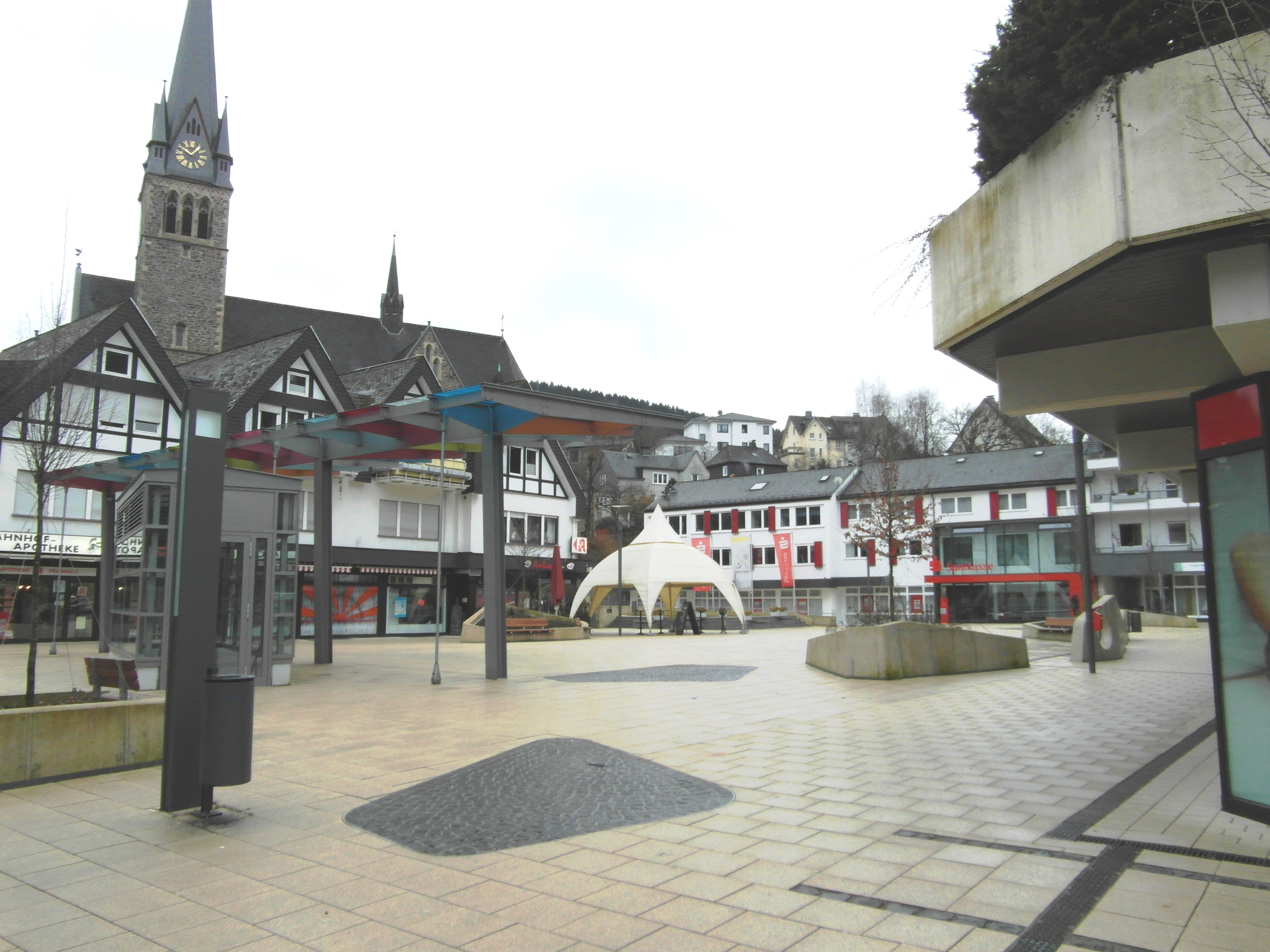
Im Rahmen der Regionale neu gestalteter Marktplatz in Altenhundem

Im Rahmen des Förderprogramms Regionale 2013 Südwestfalen beteiligen sich neben Lennestadt weitere sieben Gemeinden, die durch den Flusslauf der Lenne und die Bahn miteinander verbunden sind (unter anderem Iserlohn, Altena, Finnentrop und Schmallenberg) an dem Projekt LenneSchiene. Die Probleme, die sich aus dem Zusammenspiel zwischen Fluss und Bahn, Landschaft, Ortschaft, Industrie und Verkehr ergeben haben, sind noch an vielen Stellen sichtbar. Ziel ist es, die Lenne-Schiene wieder zu einer lebendigen Achse werden zu lassen und damit die Lebensqualität der Bürger zu steigern. Das Projekt LenneSchiene der acht Kommunen wurde im Juli 2010 in einer gemeinsamen Ratssitzung ins Leben gerufen. Von den insgesamt 84 Maßnahmen, sollen 13 Vorhaben bis ins Jahr 2013 umgesetzt werden. Für den Bereich der Stadt Lennestadt handelt es sich um Gartenanlagen im Bereich der Sauerlandpyramiden im Ortsteil Meggen, die Neugestaltung des Marktplatzes in Altenhundem und die Anlage eines Vitalparks in Saalhausen. Die Projekte in Lennestadt waren Ende September 2017 abgeschlossen; weitere Einzelheiten enthalten die Artikel über die genannten Ortsteile.

### Integriertes Kommunales Entwicklungskonzept
In den letzten Jahren wurden die Lebensumstände in den Ortsteilen der Stadt Lennestadt beeinträchtigt. Dies zeigt sich in strukturellen Veränderungen der Bereiche Einzelhandel, Landwirtschaft, Banken und Sparkassen, Schulen, Kirchen und ärztliche Versorgung u. a. Die Stadt Lennestadt steht daher in den kommenden Jahren vor vielfältigen Herausforderungen zur Verbesserung der Lebensqualität. Im Rahmen eines Integrierten Kommunalen Entwicklungskonzeptes ist zunächst eine Bestandsanalyse vorgesehen. Hieraus erfolgt die Entwicklung eines Leitbildes mit Definition von Projektideen, die in einer dritten Phase umzusetzen sind. Die Einwohner werden an dem Planungsprozess, der im November/Dezember 2018 abgeschlossen werden soll, durch den Einsatz von Fragebögen beteiligt.

### Medien
Die Westfalenpost und die Westfälische Rundschau haben jeweils eine Lokalredaktion in Lennestadt und erscheinen dort als Tageszeitungen. Weiterhin erscheinen mittwochs und sonntags die Anzeigenblätter Sauerlandkurier und Sauerländer Wochenanzeiger.
Lennestadt gehört zum Redaktionsgebiet des Studios Siegen des Westdeutschen Rundfunks (WDR). Nachrichten aus der Region Südsauerland werden auf WDR 2 und in der Lokalzeit (WDR Fernsehen) ausgestrahlt.

### Bildung

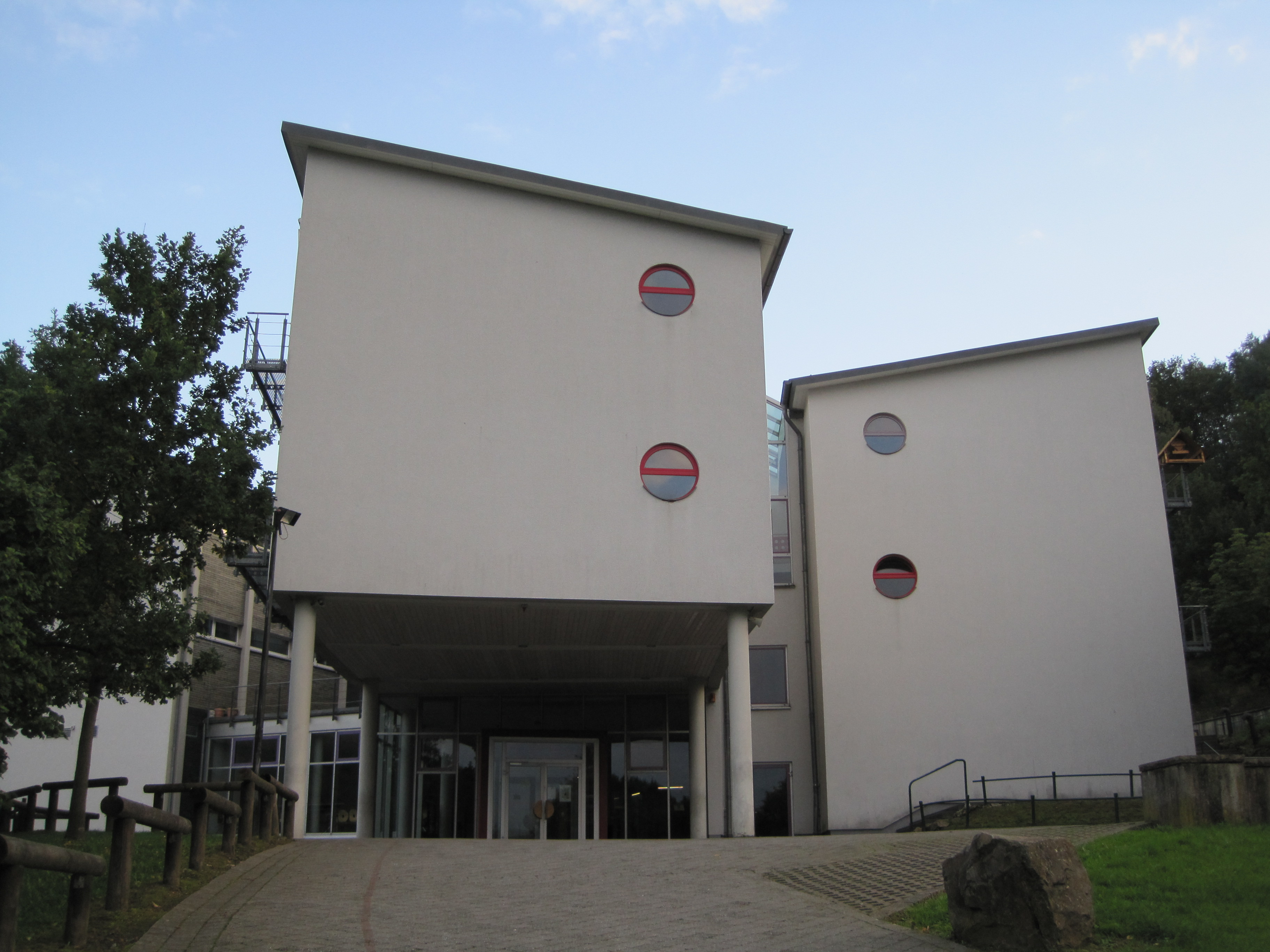
Gymnasium der Stadt Lennestadt

Nahe der Hohen Bracht liegt das Kloster und Gymnasium Maria Königin. Dem in den Jahren 1957 bis 1959 errichteten Kloster mit Kirche wurde 1967 ein Gymnasium angegliedert.
Mitte Oktober 2016 gibt es in Lennestadt 11 Schulen, davon (Schülerzahl in Klammern) fünf Grundschulen (914), eine Förderschule (134), eine Hauptschule (138), zwei Realschulen (621) und zwei Gymnasien (1594). Es handelt sich um das Gymnasium der Stadt Lennestadt und das unter freier Trägerschaft geführte Kloster und Gymnasium Maria Königin. Zudem gibt es eine Außenstelle des Berufskollegs des Kreises Olpe.
Für die Erwachsenenbildung unterhält die Volkshochschule des Kreises Olpe unterhält in Lennestadt eine Außenstelle.
Ab dem Schuljahr 2014/15 wird eine gemeinsame Sekundarschule der Stadt Lennestadt und der Gemeinde Kirchhundem eingerichtet. Die neue Sekundarschule tritt an die Stelle der bisherigen Hauptschulen Meggen und Kirchhundem sowie der Realschule Meggen; diese werden jahrgangsweise aufgelöst. Die Daten der Sekundarschule sind in den vorgenannten Schülerzahlen noch nicht enthalten.

## Persönlichkeiten
In der Stadt Lennestadt oder ihren Gemeinden wurden so unterschiedliche Persönlichkeiten wie der Kardinal Karl Joseph Schulte, der Ministerialdirektor und Initiator des Aussichtsturms Hohe Bracht Wilhelm Arnoldi, der Politiker Johannes Becker und der Bergmann und Aktivist Adolf Hennecke geboren. Es wirkten und lebten im Stadtgebiet unter anderem die Schriftstellerin Josefa Berens-Totenohl und der Maler Hermann Broermann. Das Ehrenbürgerrecht erhielt Paul Tigges.